# Réseau de bus Marne et Brie
Le réseau de bus Marne et Brie est un réseau de transports en commun par autobus circulant en Île-de-France, organisé par l'autorité organisatrice Île-de-France Mobilités. Il est exploité par le groupe Keolis à travers la société Keolis Grand Paris Vallée de la Marne depuis le 1er août 2025.
Le réseau se compose de 34 lignes de bus qui couvrent principalement les départements de la Seine-Saint-Denis, du Val-de-Marne et de la Seine-et-Marne, dont deux lignes express. Il dessert notamment les bassins de vie Chellois, Clichy-Montfermeil, Torcy et Pontault-Combault, avec des lignes pouvant aller jusqu’à Coubron, à Noisy-le-Grand ou encore à Ozoir-la-Ferrière. Au total, ce sont 33 communes de l’Est francilien qui sont concernées, représentant environ 600 000 habitants,,.
L’exploitant assure également trois services de transport à la demande (Bassin Chellois, Claye-Souilly et Hôpitaux de Marne-la-Vallée), ainsi que la gestion de plusieurs stations de bus déléguées, basées à Hôpital de Montfermeil, Noisy-Champs et Noisy-le-Grand-Mont d’Est.
Il s’agit du premier réseau de bus ouvert à la concurrence en Île-de-France à intégrer, à compter du 1er novembre 2025, des lignes jusqu’alors exploitées par la RATP, qui sortiront ainsi du giron du la régie.

## Histoire

### Premières liaisons dans le bassin Chellois

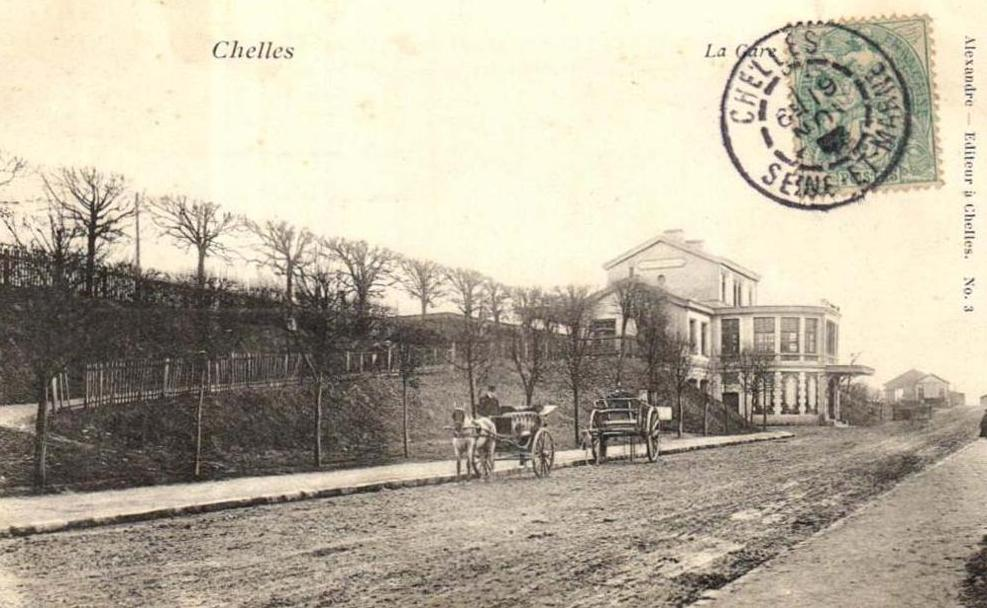
Gare de Chelles - Gournay dans les années 1900.

À la fin des années 1930, deux services d'autobus privés relient, à l'intérieur de Chelles, la gare aux quartiers éloignés : l'autobus des Coudreaux et l'autobus du Pin.
Après la Seconde Guerre mondiale, Chelles se préoccupe des transports en commun entre le centre-ville et les quartiers périphériques. La Société des transports urbains chellois (TUC) exploite alors cinq lignes d'autobus, desservant la mairie de Chelles, la gare du Chénay-Gagny, aux quartiers de la Noue-Brossard, des Pissottes, du Bel-Air, de la Madeleine, des Coudreaux, du Rêve, de Chantereine, et Villeneuve.

### Création desTransports Urbains Chellois
Le réseau des Transports Urbains Chellois (TUC) se développa ensuite durant un peu moins d'une trentaine d'années, suivant le développement de la ville (création des zones industrielles de la Tuilerie et de la Trentaine) et l'accroissement démographique.

#### Dégradation de la situation
Mais c'est à partir de 1993 que la situation commença à se dégrader : la Société des transports urbains chellois était devenue déficitaire. Cette situation s'est conjuguée, au fil des mois, avec une détérioration du climat social au sein de l'entreprise.
Le déficit financier des TUC se traduisit précisément par une détérioration de la qualité des véhicules. Les années ont passé et la majorité des cars a atteint la limite d'âge (plus de dix années) alors que la moyenne autorisée est de sept années. Même très bien entretenus, les cars subissaient des pannes qui provoquaient des retards et le mécontentement des utilisateurs. Ces véhicules ne présentaient plus les garanties de confort, ni de sécurité optimale. De plus, trois véhicules manquaient pour assurer la desserte des lignes existantes. Ce fut l'origine principale de la multiplication des conflits sociaux.
Le conflit social de fin 1996 sonna la fin de la crise : le personnel faisait grève pour obtenir du matériel plus récent, en plus d'un juste salaire. Au terme d'un long bras de fer (plus de trois semaines de conflit), la situation commença à s'améliorer : plusieurs véhicules d'occasion furent achetés. Ils étaient certes d'occasion, mais le renouvellement du parc était en cours à la satisfaction générale. Les revendications salariales furent également entendues et le travail reprit progressivement le 6 novembre 1996.
De plus, les arrêts n'étaient pas ou très mal matérialisés, les dessertes de certains quartiers étaient très mal assurées et les horaires peu ou pas respectés. Les quelques quatre-mille lycéens de la cité scolaire (Lycée Gaston Bachelard et Louis Lumière) de l'époque étaient souvent contraints de faire de l'auto-stop.

#### Des TUC à Apolo7: "Aux grands maux, les grands remèdes"
Pour arriver à la fin du conflit de trois semaines, d'âpres négociations ont été menées tant du côté des chauffeurs en grève que de la ville de Chelles, de la société Transdev, dont dépendaient les TUC, et de la RATP pour aboutir le 14 novembre 1996, à un protocole d'accord entre tous les partenaires.
Sous le regard attentif du Syndicat des transports parisiens (STP) et à l'initiative de la Ville et des maires du bassin de transport, Transdev et la RATP mirent en place un partenariat bipartite, afin de remettre de l'ordre dans les transports en commun et permettre le développement du réseau TUC en améliorant la qualité. D'un côté, Chelles et les communes voisines s'organisèrent par l'intermédiaire d'une structure intercommunale, le Syndicat intercommunal des transports du bassin chellois et des Communes Environnantes (SITBCCE), déléguant ainsi leurs compétences en matière de transport public. De l'autre côté, la RATP et Transdev constituent une société commune que sera appelée la Société des transports du bassin chellois.
Sans ces accords et la mise en place du syndicat intercommunal, qui doit obtenir une aide financière de la région, du département et du Syndicat des transports parisiens (STP), la situation aurait perduré ou, pire encore, la Ville de Chelles aurait pu se trouver dépourvue de tout mode de transports en commun. En effet, les TUC étaient en grande difficulté financière, proches de la faillite, et le règlement imposé par le STP ne permettait pas un rachat pour et simple des lignes existantes. Dans tous les cas, les transports urbains chellois restaient propriétaires de leur réseau même s'ils décidaient de cesser son exploitation.
Fin 1996, un pré-calendrier d'exécution fut établi : constitution du syndicat intercommunal, réalisation des études et concertation afin de déterminer le projet le plus adapté à la situation, création de la société d'exploitation (STBC) au cours du premier trimestre 1997, adoption du nouveau réseau par le syndicat (SITBCCE) et le STP au plus tard le 30 juin 1997 pour une mise en application à la rentrée scolaire suivante.

### Création du réseau urbain Apolo 7 en 1997
Apolo7 est l'acronyme de Autobus POur assurer des Liaisons Optimales sur les 7 communes du bassin chellois. Lors de sa création, le réseau couvrait sept villes (Chelles, Vaires-sur-Marne, Brou-sur-Chantereine, Courtry, Claye-Souilly, Villevaudé, Le Pin), puis avec l'intégration de la ligne 13, le réseau s'est étendu à deux villes supplémentaires (Villeparisis et Mitry-Mory), soit un territoire de 100,5 km2 comptant 131 541 habitants. Il est composé de sept lignes qui permettent d’effectuer seize mille voyages chaque jour. En une année, les bus du réseau parcourent plus d'un million de kilomètres.

#### Lancement du réseau

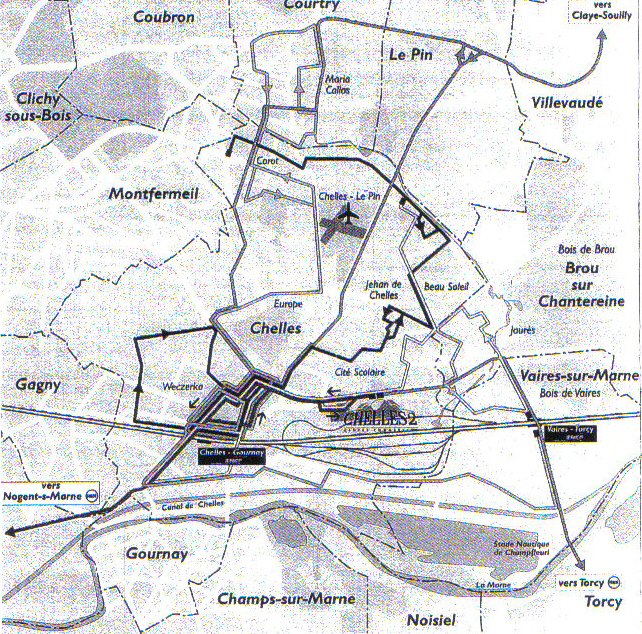
Plan du réseau Apolo7 en septembre 1997.

Le nouveau réseau issu de la restructuration des transports urbains chellois sera appelé Apolo7. Ce nom a été trouvé en 1997, à l’occasion d’un concours organisé dans une école de Chelles.
C'est au début du mois de septembre 1997 que les transports urbains chellois, après plus de trente ans d'existence, laissèrent place au tout nouveau réseau Apolo7 : les onze lignes TUC numérotées furent remplacées par les lignes A, B, C, D, E et F du nouveau réseau Apolo7. Si les cinq premières concernant Chelles, elles suffisent à assurer la couverture de la ville mais avec une offre inférieure de 15 %.
Ce tout nouveau réseau fut élaboré en peu de temps : neuf mois seulement au lieu des deux années qu'exige normalement ce type de restructuration, ce qui occasionna quelques dysfonctionnements. Mais l'urgence de la restructuration excusa le mauvais départ et des ajustements furent rapidement effectués. Ainsi, la signature de la convention définitive n'est intervenue que le 3 septembre 1997. De plus, les changements furent très importants : outre la modification des habitudes des usagers, la simplification du nombre des lignes fit beaucoup de mécontents, même s'il n'y eut aucune suppression pure et simple de desserte.
Par exemple, pour le même trajet, direct auparavant, le voyageur a dû subir une correspondance. L'exemple type était le Spécial scolaire des Arcades, même s'il ne touchait que vingt-cinq des mille huit cents cartes scolaires distribuées, qui se traduisit par son intégration dans la nouvelle ligne C, le trajet direct devenant alors un peu plus tortueux avec, par conséquent, un allongement du temps de transport, limité toutefois à dix minutes.
Mais, aux Coudreaux, les habitants se plaignent des suppressions de lignes et de l'allongement de la durée du trajet entre les Coudreaux et le centre-ville chellois qui atteint aujourd'hui trente-cinq minutes. Les habitants se plaignaient des bus souvent bondés ; les personnes âgées du quartier devaient prendre l'habitude de parcourir une distance plus importante pour rejoindre l'arrêt le plus proche de leur domicile. Ces dysfonctionnements existaient également à Chantereine et au Mont-Chalâts. Ces inconvénients, indubitablement gênants, ont été toutefois contrebalancés par une amélioration du service proposé.
Ce nouveau réseau s'est accompagné de la poursuite du renouvellement d'un tiers du parc roulant issu des transports urbains chellois, de l'aménagement des points d'arrêts (installations de poteaux de signalisation), de l'information aux usagers qui se développa progressivement et de l'adaptation de certains horaires.
Le nouveau réseau nommé Apolo7 fut mis en service en septembre 1997. Il était alors composé de six lignes :
À la création du réseau, chaque ligne avait une vocation bien définie. La ligne A assurait une desserte complète de Chelles, notamment des établissements scolaires comme la Cité Scolaire et Jéhan de Chelles, avec une fréquence renforcée, notamment toutes les 10 minutes en heure de pointe. La ligne B reliait Chelles à Courtry en passant brièvement par les Coudreaux, mais dut adapter son itinéraire pour éviter les problèmes de circulation dans la rue Delambre. La ligne C, seule à desservir le centre commercial Chelles 2, assurait aussi une desserte scolaire vers le collège Weczerka. La ligne D reliait Chelles à Vaires et desservait les zones d’activités et les quartiers résidentiels en fonction des horaires de pointe ou scolaires. La ligne E, initialement destinée à relier Chelles à Claye-Souilly via Madeleine et Courtry, vit son itinéraire modifié avec l’intégration de son second parcours dans la ligne B en heure de pointe. Enfin, la ligne F, isolée du reste du réseau, desservait Brou-sur-Chantereine et la clinique de Brou, avec des extensions scolaires vers le collège René Goscinny, succédant à une ancienne ligne du réseau TUC.
À Chelles, le quartier de Chantereine était desservi par deux lignes : la ligne A passait par la Place des Fêtes, c'est-à-dire par l'est du quartier alors que la ligne C passait par l'ouest. D'ailleurs, aujourd'hui, l'itinéraire est réutilisé par la ligne A version 2005.
En 1998, le réseau Apolo7 effectuait 2,8 millions de voyages par an.
De plus, jusqu'en septembre 1999, toutes les lignes desservaient le centre-ville chellois à travers une boucle centrée sur le Parc du souvenir. À cette époque, l'arrêt Mairie des bus allant à la gare était observé à l'ancien emplacement du poteau TVF au bout de la rue René Sallé. D'ailleurs, ce poteau est du même type que celui utilisé par les lignes du temps des TUC. Les bus prenaient la rue Louis Eterlet et l'avenue de la Résistance où des arrêts Poste et Marché étaient observés. Ils tournaient à gauche sur le boulevard Chilpéric où se trouvait l'ancienne, trop petite, gare routière. La suite du circuit est le même que celui utilisé actuellement. Mais c'est après la mise en place de nouveaux plans de circulation et de stationnement destinés à fluidifier le trafic et privilégier les transports en commun que cette configuration évolua. C'est depuis lors que sur les rues Adolphe Besson et le boulevard Chilpéric, il existe des voies en site propre.

#### Premier bilan trois ans après

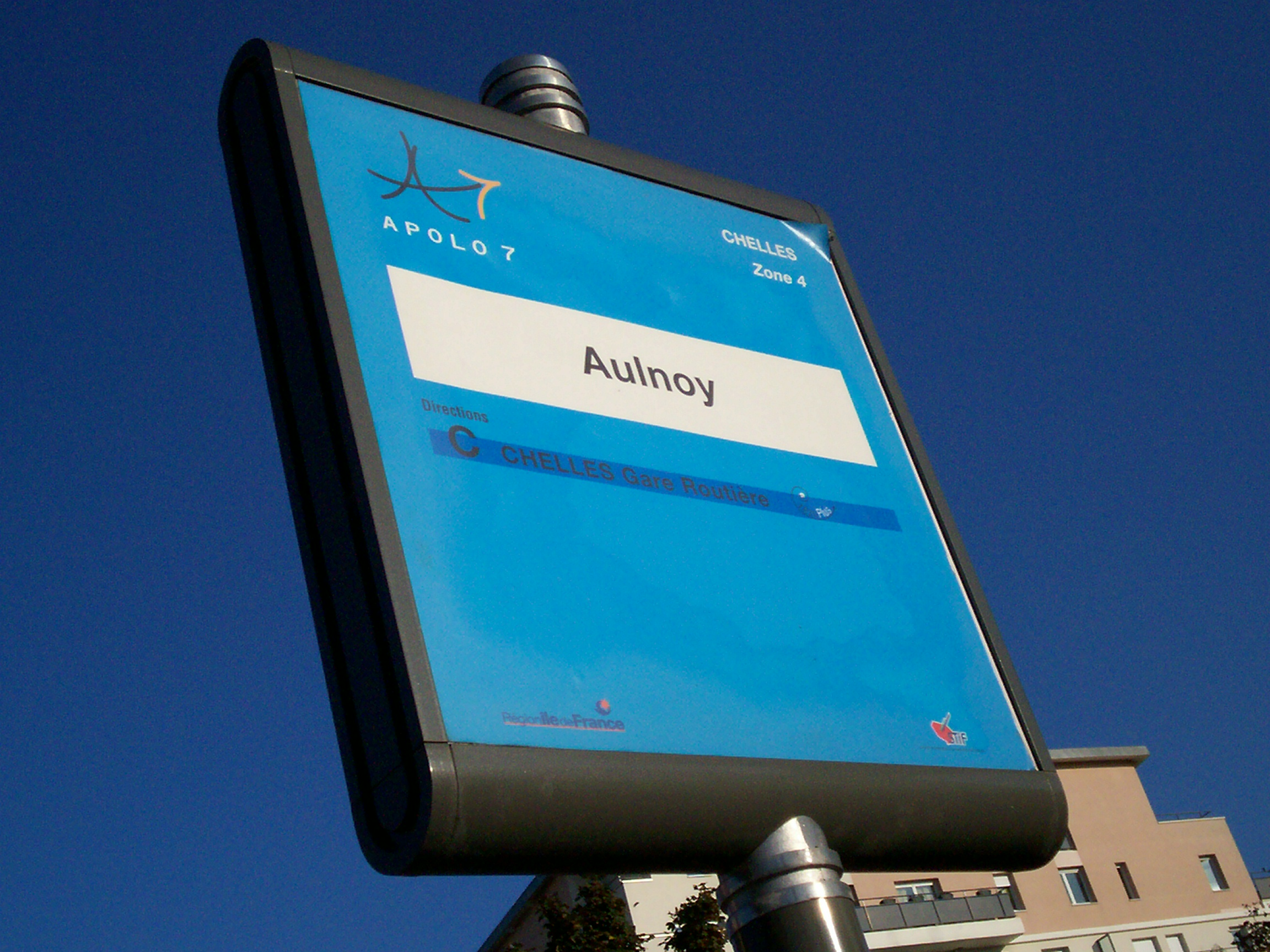
Signalétique à un arrêt créé lors de cette restructuration.

Après trois années de fonctionnement, un premier bilan fut effectué : Pierre Becquart, alors directeur de la société exploitante du réseau, expliqua qu'à la création de cette dernière, il fallait adapter l'offre à la demande des usagers, mettre en cohérence les horaires des bus avec ceux de la SNCF. Un travail d'ajustement des passages des bus avec les établissements scolaires, afin de faire correspondre aux heures principales d'entrée et de sortie des élèves des collèges et des lycées, fut effectué. Le réseau a été simplifié avec, en plus, un renouvellement du parc de véhicules. En 2000, la flotte était composée d'une trentaine de bus. De plus, de véritables arrêts de bus clairement identifiés ont été créés, et la nouvelle gare routière vient d'être livrée.
En 2000, 95 % des usagers empruntent les transports en commun aux heures de pointe et à cette période la journée, les trente véhicules dont la STBC disposait, étaient engagés sur le réseau. Quotidiennement, ce furent environ 10 000 voyageurs qui étaient transportés.
En septembre 2000, une nouvelle ligne de bus est créée pour relier le bassin chellois aux villes de Villeparisis et de Mitry-Mory, rendant ainsi la desserte, anciennement assurée uniquement à des fins scolaires, régulière (desserte des lycées chellois pour les élèves habitant dans ces villes). Cette nouvelle ligne numérotée 13 sera exploitée par la STBC, exploitant du réseau Apolo7, en pool avec le réseau de bus CIF.
Après avoir effectué un grand renouvellement du parc, un deuxième a débuté en 2002 afin de renouveler le matériel roulant à raison de trois ou quatre véhicules par an. Les nouveaux bus mis en service sont désormais dotés de filtres à particules et de palettes escamotables pour l'accueil à leur bord de personnes à mobilité réduite.

### Restructuration du réseau Apolo 7 en février 2005

#### Présentation des lignes restructurées
Le 28 février 2005, une seconde restructuration des lignes A, C et D du réseau Apolo 7 est mise en œuvre pour répondre à l’évolution des besoins des usagers, mieux desservir les secteurs en développement et renforcer les liaisons intercommunales. Avec la suppression de la ligne F, le réseau est désormais composé de cinq lignes. À cette date, le réseau enregistre déjà quatre millions de voyages annuels, soit une augmentation de 40 % en huit ans depuis sa création en 1997. Cette réorganisation vise à adapter l’offre de transport à plusieurs dynamiques : les nouveaux modes de vie et les secteurs d’urbanisation récents, comme le quartier de l’Aulnoy ; l’évolution de la carte scolaire, avec la hausse des effectifs au lycée Jéhan de Chelles et l’ouverture d’une nouvelle entrée au lycée Lumière ; l’impact croissant du forfait Imagine’R qui facilite la mobilité des jeunes ; et enfin, les effets de la mise en place des 35 heures, générant de nouveaux besoins de déplacements liés aux loisirs et à la consommation.

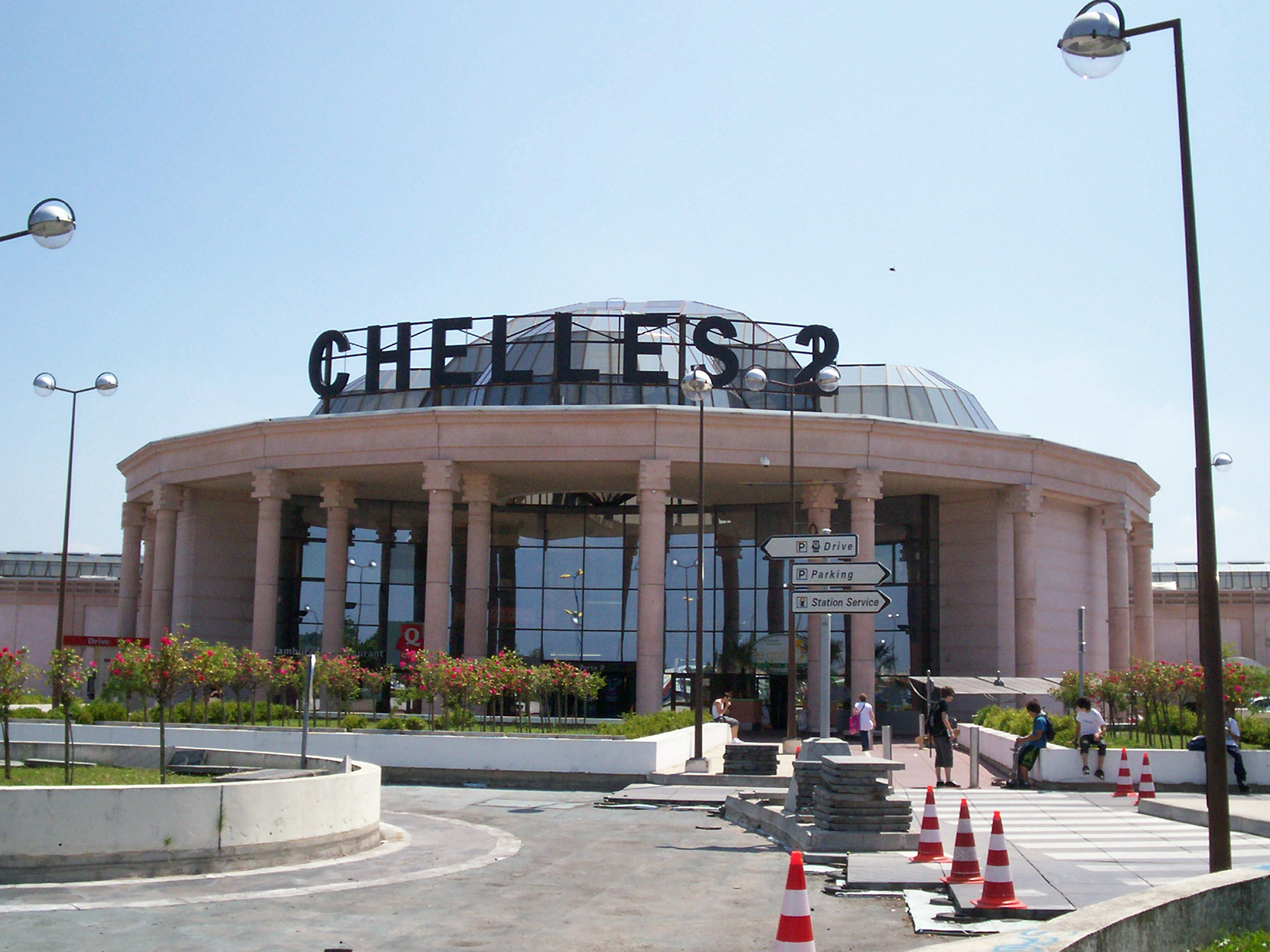
Le centre commercial Chelles 2, devenu Terre-Ciel.

C'est pourquoi, il a fallu améliorer la desserte du centre commercial Chelles 2 : auparavant uniquement accessible via l’ancienne ligne C, il est désormais desservi par les lignes A, C et D, en complément des lignes 113 et 211 exploitées par la RATP, présentes depuis 1996. De même, les lycées de Chelles, autrefois desservis en permanence par la seule ligne A, le sont désormais par les lignes A, C et D, tandis que la ligne B n’y accède qu’aux heures et périodes scolaires.
La ligne A conserve ses terminus d’origine, mais dessert désormais la place Henrion, le quartier de Chantereine, les lycées de Chelles, le centre commercial Chelles 2 et le nouveau quartier de l’Aulnoy. La ligne C, devenue structurante, relie la gare de Chelles - Gournay à celle de Vaires - Torcy, dessert le quartier de l’Aulnoy via la D934, assure une liaison directe entre les cliniques de Brou-sur-Chantereine et de Chelles, et dessert la zone industrielle de la Trentaine aux heures de pointe. La ligne D devient une liaison intercommunale axée sur les déplacements de loisirs. Elle relie Vaires-sur-Marne à Villevaudé, tout en desservant les centres-villes, les lycées, les cliniques de Brou-sur-Chantereine et de Chelles tout au long de la journée. Elle hérite également d’une partie du tracé de la ligne F.
Ce nouveau réseau couvre l’ensemble des secteurs urbanisés, avec 250 points d'arrêts, soit un arrêt tous les 400 mètres en moyenne. L’objectif est de rendre l’ensemble de ces arrêts accessibles aux personnes à mobilité réduite, tout en les équipant d’abris voyageurs, de bancs et d’une signalétique plus lisible. À l'été 2005, 80 arrêts avaient déjà été mis aux normes. Parmi ces 250 points d'arrêts, 41 ont été créés dans le cadre de la restructuration, notamment dans le quartier de l’Aulnoy, désormais desservi par les lignes A et C. Le nouveau réseau a été simplifié par rapport à celui de 1997 : la ligne F fusionne avec les nouvelles lignes C et D.
Une nouvelle ligne E est également créée le 4 juillet 2005 afin de compenser la déviation de la ligne A, tout en assurant une desserte systématique des lycées chellois, bien que sans en reprendre les mêmes fréquences. Enfin, depuis le 2 mai 2006, la nouvelle entrée indépendante du lycée Lumière, située côté Chelles 2, est desservie par un arrêt dédié, nommé Lumière.

#### Premiers bilans
Selon les derniers comptages réalisés entre 2003 et 2005, la fréquentation du réseau Apolo 7 a connu une hausse de 10,4 %. Cette augmentation témoigne de l’effet positif de la restructuration initiale sur l’usage des transports en commun, bien que des signes de saturation aient déjà été observés aux heures de pointe, phénomène sur lequel s’accordaient de nombreux spécialistes.
Pour évaluer la perception des habitants face à ces évolutions, une enquête a été menée auprès de la population du bassin de transport, qu’ils soient usagers ou non du réseau Apolo 7. Les résultats révèlent une satisfaction globale, avec une note moyenne de 7,3 sur 10 attribuée par les usagers. Néanmoins, plusieurs limites sont soulevées. Une part importante des personnes interrogées, soit 39 %, considèrent la fréquence des bus insuffisante, tandis que 25 % estiment qu’il manque des services à certains moments de la journée. Les critiques portent également sur la saturation des véhicules en semaine et aux heures de pointe, ainsi que sur le manque d’information, tant en cas de perturbation qu’en situation normale. Quant aux non-usagers, ils restent globalement peu informés sur l’existence et le fonctionnement du réseau.
Le manque de confort perçu dans les bus, particulièrement aux heures de pointe, a aussi été souligné. Pour faire face à cette situation, des moyens supplémentaires ont été jugés nécessaires : notamment le recrutement de conducteurs et l’acquisition de nouveaux véhicules. Selon les prévisions établies en 2005, un équilibre financier devait être atteint à l’horizon 2010. Pourtant, cet objectif fût atteint dès 2006 grâce à des recettes complémentaires, combinées aux soutiens constants du SITBCCE et de la communauté d’agglomération Marne et Chantereine, permettant ainsi de renforcer encore le développement des transports publics locaux.
Dans cette dynamique d’amélioration, il a également été proposé de mettre en place un service de transport à la demande. Ce dispositif devait répondre aux besoins exprimés pour des tranches horaires peu couvertes et des destinations encore non desservies, agissant ainsi comme un « supplément au supplément ». Par ailleurs, le président du SITBCCE s’est engagé à améliorer les conditions de transport aux heures de pointe et à élargir progressivement l’offre, notamment en journée, en soirée et les week-ends.

#### Ultimes réajustements du nouveau réseau

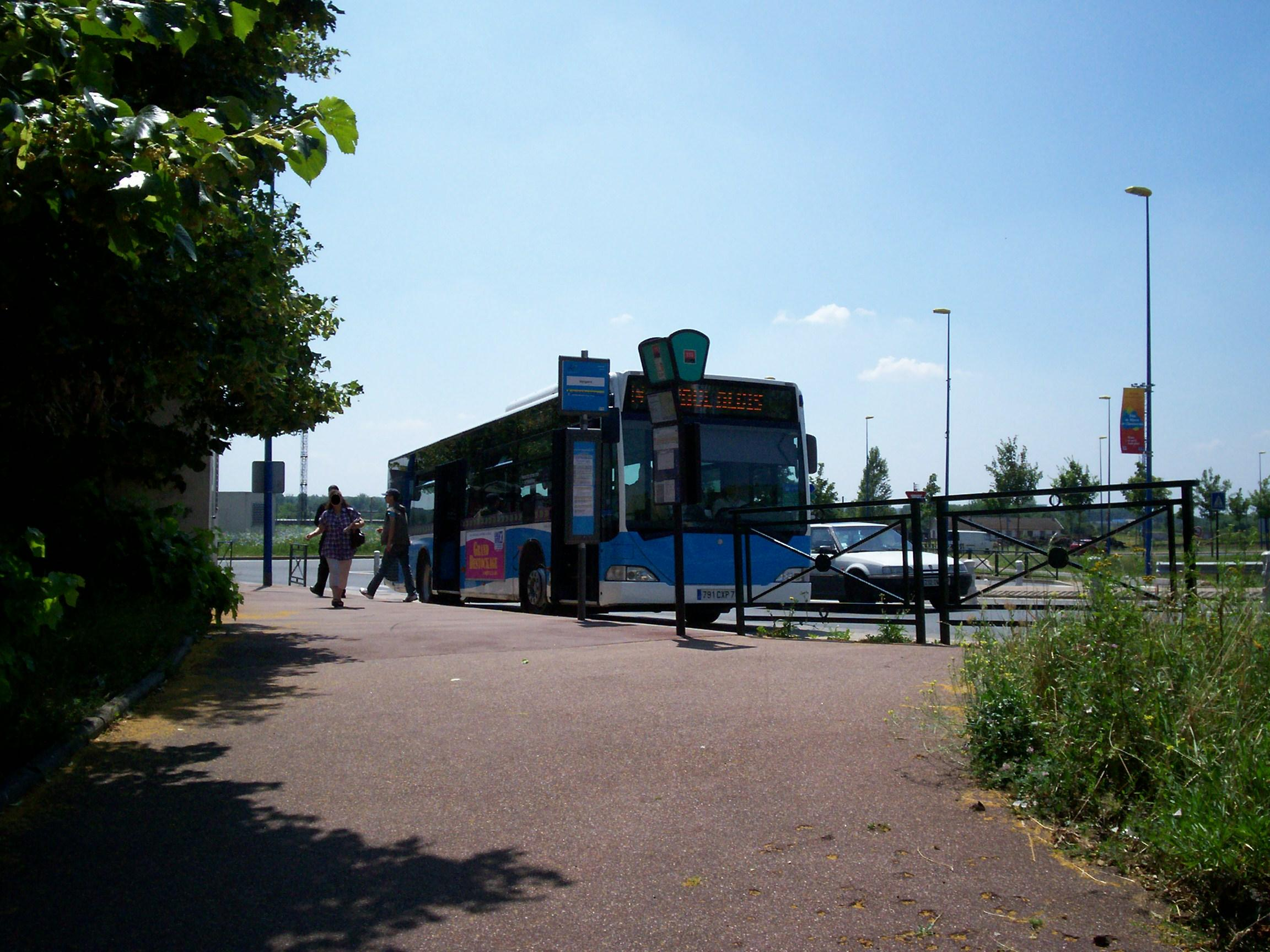
Un bus de la ligne C à l'arrêt Rue du Chelléen, alors Vergers, en direction de Vaires, en juin 2009. Le même arrêt vers la gare de Chelles devait initialement se trouver sur la voie opposée.

La restructuration a apporté son lot de réajustements dès le 29 août 2005 sur le réseau Apolo7. Ce jour-là, un nouvel arrêt de la ligne C nommé Base Olympique a été créé à l’intersection du quai du Port et du boulevard de la Marne, afin de faciliter l’accès à la l'île de loisirs de Vaires-Torcy. Dans le même temps, à la demande de la commune de Courtry, l’itinéraire de la ligne B a été modifié entre les arrêts Pasteur et Stade, nécessitant la création d'un nouvel arrêt Debussy, commun aux lignes B et D, situé à l’emplacement de l’ancien arrêt Stade, déplacé et désormais situé au sud du stade.
Quelques jours plus tard, le 5 septembre 2005, l’arrêt Dispensaire de la ligne C, en direction de la gare routière, a été déplacé au bout de la rue Gabriel Mortillet, motivé par une erreur de tracé liée à l’arrêt Vergers. Celui-ci, bien qu’affiché vers la gare routière, n’avait jamais réellement existé. Sa fusion avec celui de la ligne A a entraîné la réorganisation de l’arrêt Dispensaire.
Depuis l'été 2006, les services partiels de la ligne B, habituellement interrompus en juillet et en août, sont maintenus face à leur forte popularité, offrant un trajet plus rapide vers la gare de Chelles.

L'année 2007 marquant les dix ans du réseau, un bilan a mis en évidence une progression de la fréquentation de 40 %, accompagnée d’une augmentation de l’offre de  par rapport à . À la rentrée scolaire, l'accueil de la clientèle RézoPlus a quitté son ancien emplacement du marché, il se trouve désormais dans l'enceinte de la gare Chelles - Gournay.

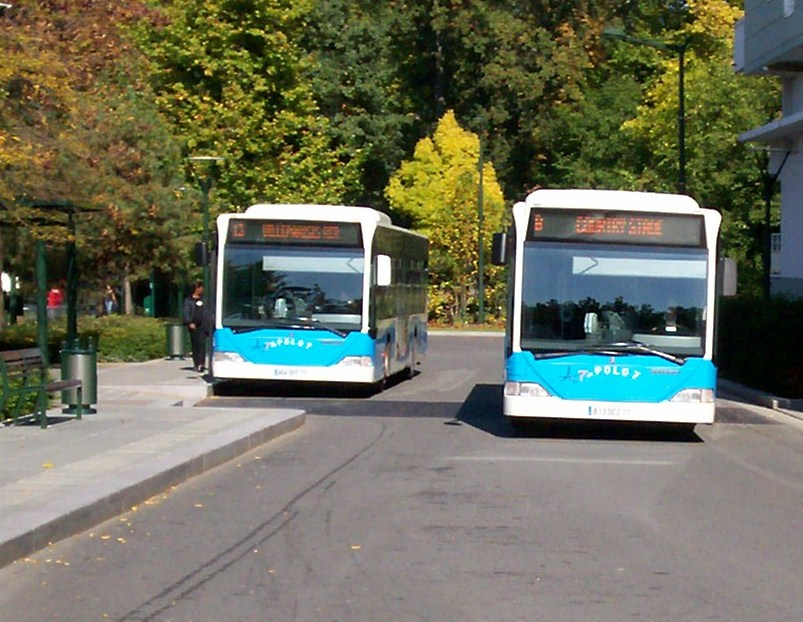
Un bus de la ligne 13 côtoyant celui de la ligne B, en gare de Chelles, en octobre 2007.

L’année 2007, marquant le dixième anniversaire du réseau Apolo7, fut l’occasion de dresser un bilan très positif : la fréquentation aillant progressé de 40 % depuis 1997, tandis que l’offre de transport a augmenté de 25 %. À la rentrée scolaire, l’accueil clientèle RézoPlus a quitté son ancien emplacement dans le marché pour s’installer dans l’enceinte de la gare de Chelles - Gournay, côté gare routière.
Dans ce contexte favorable, les propositions émises par les usagers lors de l’enquête de satisfaction menée en 2006 commencèrent à être mises en œuvre. Dès mars 2007, une hausse significative de la fréquence des bus fut opérée sur les lignes A, B, C et E, rendue possible par l’acquisition de deux nouveaux véhicules et la création de cinq postes de conducteurs. Affectés principalement aux heures de pointe, ces bus ont permis d’ajouter 28 courses supplémentaires : 21 sur la ligne A, assurant désormais un passage toutes les 10 minutes en heure de pointe et un bus toutes les 20 minutes environ en heure creuse, du lundi au vendredi. Le samedi, la fréquence fut doublée. La ligne B bénéficia de cinq rotations supplémentaires aux heures de pointe du matin et du soir, la ligne C de deux courses supplémentaires le matin, et la ligne E de quatre trajets entre 10 h et 16 h, renforçant ainsi l’accessibilité au réseau Paris-Est pour les habitants de Le Pin, Villevaudé et Claye-Souilly.
Parallèlement, la ligne D, prolongée depuis le 4 septembre 2006 jusqu’au hameau de Bordeaux afin d’assurer une meilleure couverture de la commune de Villevaudé, notamment pour les scolaires, continua d’être exploitée pendant la période estivale dès 2007, portée par son succès croissant.
Enfin, pour mieux répondre aux besoins de mobilité en dehors des horaires traditionnels, un service complémentaire au réseau Apolo7, baptisé Apolo+, fut lancé en septembre 2007 avec le soutien financier de la région Île-de-France via le STIF. Ce service fonctionnait en soirée du lundi au samedi de 20 h à 23 h, ainsi que les dimanches et jours fériés de 7 h 30 à 22 h. Il resta en service jusqu’au 31 décembre 2015, date à laquelle il fut remplacé par la navette du bassin chellois.

#### Desserte du quartier deChantereine

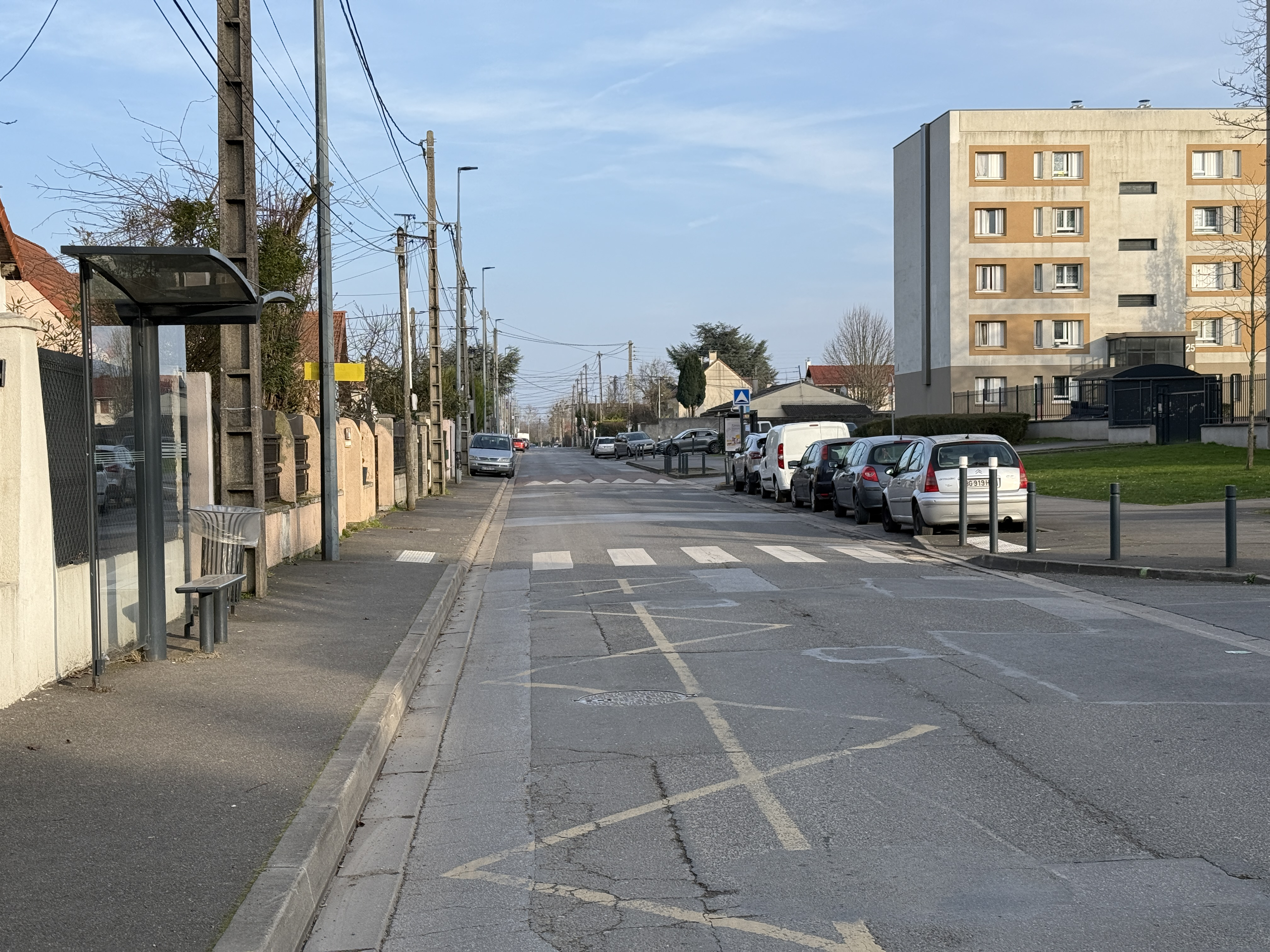
Le quartier de Chantereine à Chelles.

Depuis la grande restructuration du réseau en 2005, l’itinéraire de la ligne A a été modifié à quatre reprises dans le quartier de Chantereine, en réponse aux réaménagements urbains et aux attentes des habitants. Le 9 mai 2005, à la demande de l’association de quartier et en concertation avec le syndicat de transports du bassin chellois , un premier ajustement est opéré : un nouvel arrêt Turgo est créé rue Firmin Bidart, l’arrêt Michelet est maintenu, tandis que l’arrêt Place Henrion est provisoirement supprimé. Puis, le 6 février 2006, l’itinéraire est de nouveau modifié à la suite du réaménagement partiel de la route nationale 34 au niveau de l’arrêt Chantereine : l’arrêt Turgot est supprimé, celui de Michelet conservé, Place Henrion est réintroduit, et l’arrêt Chantereine déplacé vers le sud et réaménagé.

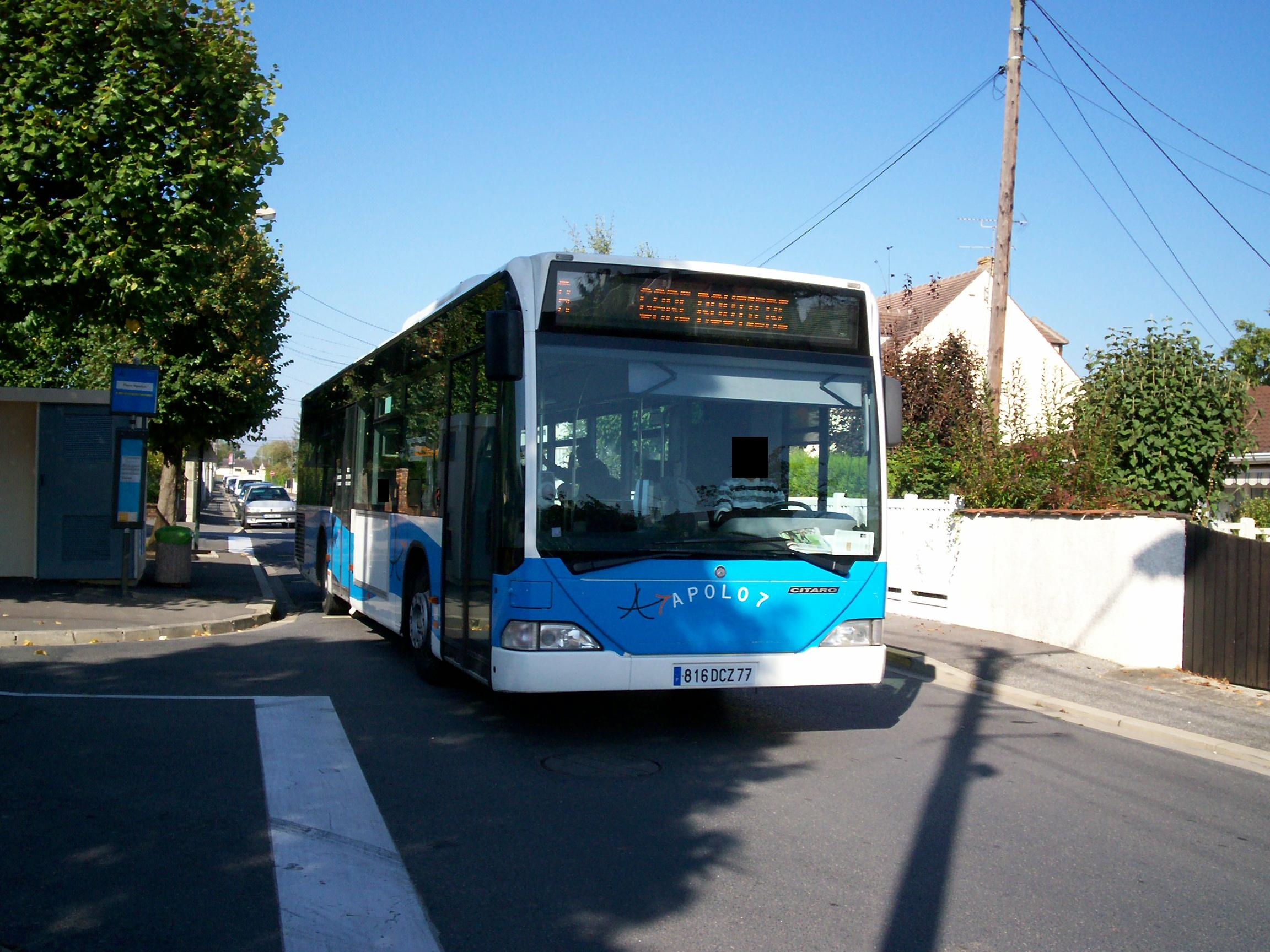
Un bus de la ligne A à la place Henrion, en octobre 2007.

Une nouvelle évolution intervient le 1er septembre 2008 : seuls les bus en direction de Sciences empruntent désormais la rue du Panorama et desservent l’arrêt Pierre Curie, tandis que ceux en direction de la gare routière passent par la rue Nobel pour desservir deux nouveaux arrêts : Pierre Curie et Place Molière. Cette dernière redevient un point de passage des bus Apolo7 après plus de trois ans d’absence, puisqu’elle était auparavant desservie jusqu’au 26 février 2005 par l’ancienne ligne C, qui reliait la Place Henrion à la gare routière via Chelles 2, hors dimanches et jours fériés. Enfin, le 15 décembre 2008, à la suite d’une concertation menée dans le quartier les 17 et 18 octobre 2008, les habitants votent majoritairement (164 voix contre 98) en faveur d’un nouvel itinéraire : les bus circulent désormais dans les deux sens sur les avenues Émile-Guerry et Firmin-Bidart, les arrêts Albert Sarraut et Pierre Curie sont supprimés, et l’arrêt Place Molière est rétabli dans les deux sens. Ainsi, la ligne A retrouve dans Chantereine un tracé similaire à celui de l’ancienne ligne C avant la restructuration de 2005.

#### Comités locaux d'usagers
Le 5 mai 2008 marque le lancement de l’opération La Réappropriation de l’Espace Bus, visant à instaurer la montée par l’avant et la validation systématique des titres de transport sur l’ensemble du réseau Apolo7. Ce dispositif, généralisé à toutes les lignes à partir du 19 mai 2008, repose sur un principe simple : monter par l’avant, où se trouvent les valideurs, et descendre par l’arrière (ou par la porte centrale dans les bus articulés). Cette mesure vise à fluidifier les flux de passagers, éviter les bousculades, améliorer les conditions de transport, mais aussi garantir une meilleure équité économique pour les opérateurs, tels que la STBC, rémunérés en fonction du nombre de validations. En outre, la validation systématique permet d’ajuster plus finement l’offre aux besoins en suivant la fréquentation réelle des ligness,. Néanmoins, dans la pratique, notamment sur les services scolaires, cette règle demeure difficilement applicable en raison de l’affluence.

Le 4 novembre 2008, l’itinéraire scolaire de la ligne C desservant le collège Weczerka a été modifié à la suite de l’ouverture d’un nouveau pont SNCF à Chelles : l’arrêt Impériaux a été supprimé au profit de deux nouveaux arrêts : Vieux Moulin et Carrefour des Déportés. Dans le même temps, pour la desserte de la zone industrielle de la Trentaine, les arrêts Vieux Moulin et Impériaux ont été supprimés dans le sens vers Chelles.

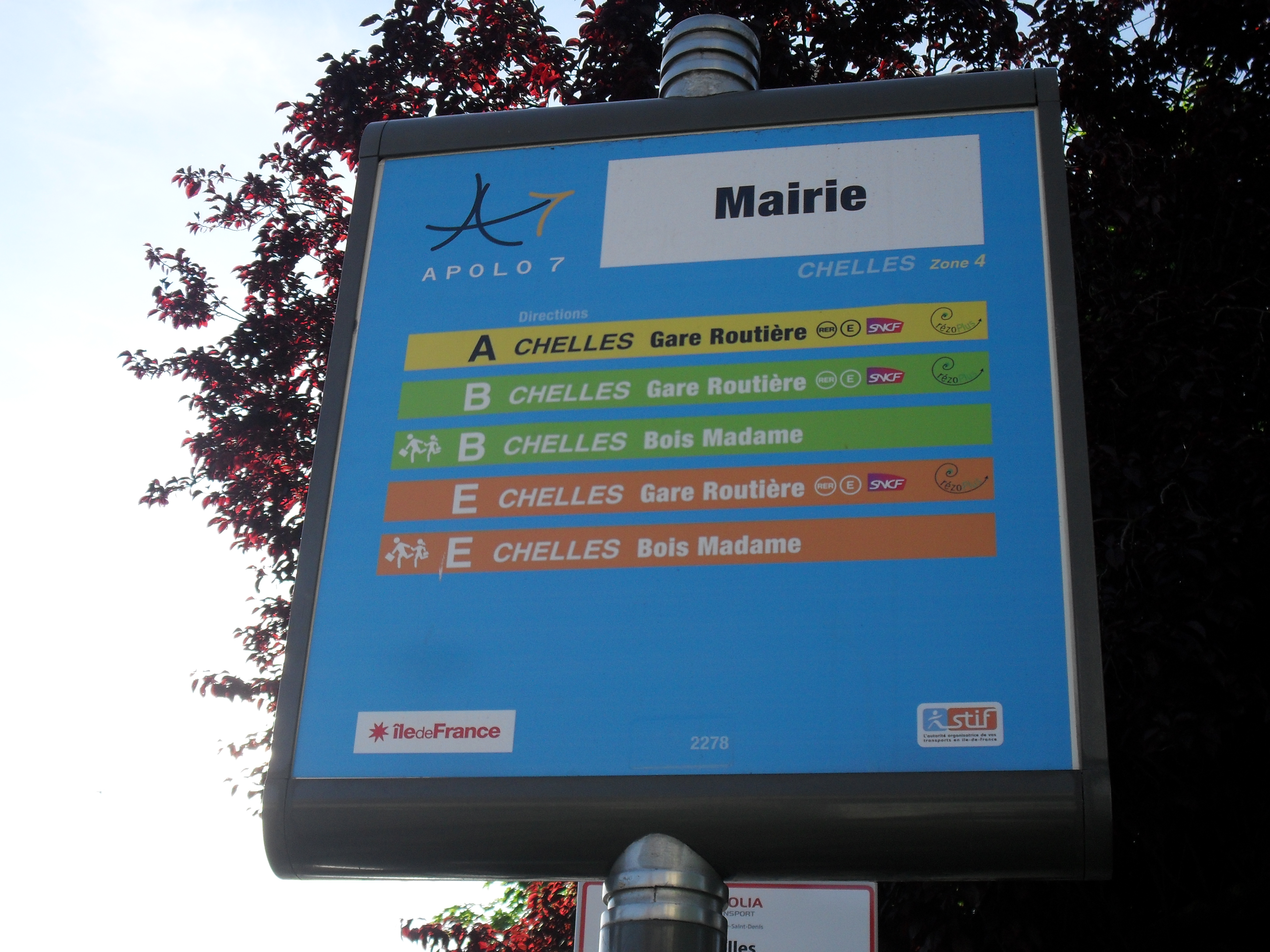
La deuxième version des totems du réseau, encore utilisée, en mai 2010.

C’est dans cette dynamique de modernisation et d’échange avec les usagers qu’a été lancé, début 2009, le CLUB B (Comité Local d’Usagers des Bus de la ligne B), à l’initiative du syndicat intercommunal de transport du bassin chellois. Ce dispositif pilote, visant à favoriser le dialogue entre les voyageurs, les élus, les autorités organisatrices et les transporteurs, a été étendu à la rentrée 2009 avec la création du CLUB D-E, pour les lignes D et E. Depuis le second trimestre 2010, ces comités d’usagers sont appuyés par un site internet dédié, permettant à tous les voyageurs du réseau Apolo7 de signaler incidents, dysfonctionnements ou suggestions via un forum participatif, renforçant ainsi l’implication des usagers dans l’amélioration du service.

#### Ajustements ultérieurs du réseau
Le 30 août 2010, la ligne 13 est intégrée au réseau Apolo7, bien que certaines de ses rotations continuent d’être assurées par les Cars Interurbains de France (CIF).
En parallèle, dès février 2010, un renouvellement progressif de la signalétique aux arrêts a été entrepris, incluant de nouveaux pictogrammes destinés à identifier clairement les dessertes scolaires. L’année suivante, à la rentrée 2011, des avancées notables sont réalisées en matière d’information voyageurs : désormais, les horaires affichés aux arrêts correspondent aux heures de passage précises du bus à chaque point d’arrêt, et non plus à l’ensemble des horaires de la ligne.
Le 7 novembre 2011, le réseau connaît un renforcement important de l’offre sur les lignes A, B, C et E. Ce renfort comprend vingt-quatre courses supplémentaires en semaine et dix-huit le samedi, principalement en heures creuses et en soirée. Ce développement, cofinancé par le STIF et le Syndicat intercommunal de transport du bassin chellois et des Communes Environnantes (SITBCCE), nécessite l’achat de deux nouveaux véhicules. Ces évolutions permettent également d’améliorer les correspondances en heure de pointe avec les trains de la ligne P du réseau Transilien Paris-Est : sept nouvelles correspondances sont assurées en direction de Paris, ainsi que trois en provenance de Paris.
Le 4 novembre 2013, le réseau continue de se développer avec la création de la ligne F. Celle-ci reprend le tracé de l’ancienne ligne D à son lancement en 1997. Depuis les gares de Chelles et de Vaires-sur-Marne, elle dessert les quartiers sud du territoire, notamment les secteurs densément peuplés de l’avenue du Maréchal Foch et de la Grande Prairie, les zones commerciales du Vieux Moulin et des Halles d’Auchan, ainsi que les zones d’activités économiques de la Trentaine et du Triage. À Vaires-sur-Marne, elle traverse les quartiers denses de Paul-Algis et des Pêcheurs, l'île de loisirs de Vaires-Torcy et les quartiers pavillonnaires bordant les boulevards de la Marne et de Lorraine. La ligne F devient la seconde du réseau, après la ligne A, à fonctionner les dimanches et jours fériés. Elle propose un passage toutes les 30 minutes tout au long de la semaine, avec 58 rotations du lundi au vendredi, 42 le samedi, et 24 le dimanche matin. Elle reprend également les dessertes scolaires précédemment assurées par la ligne C en direction du collège Weczerka, ainsi que les trajets à destination de la zone industrielle de la Trentaine,

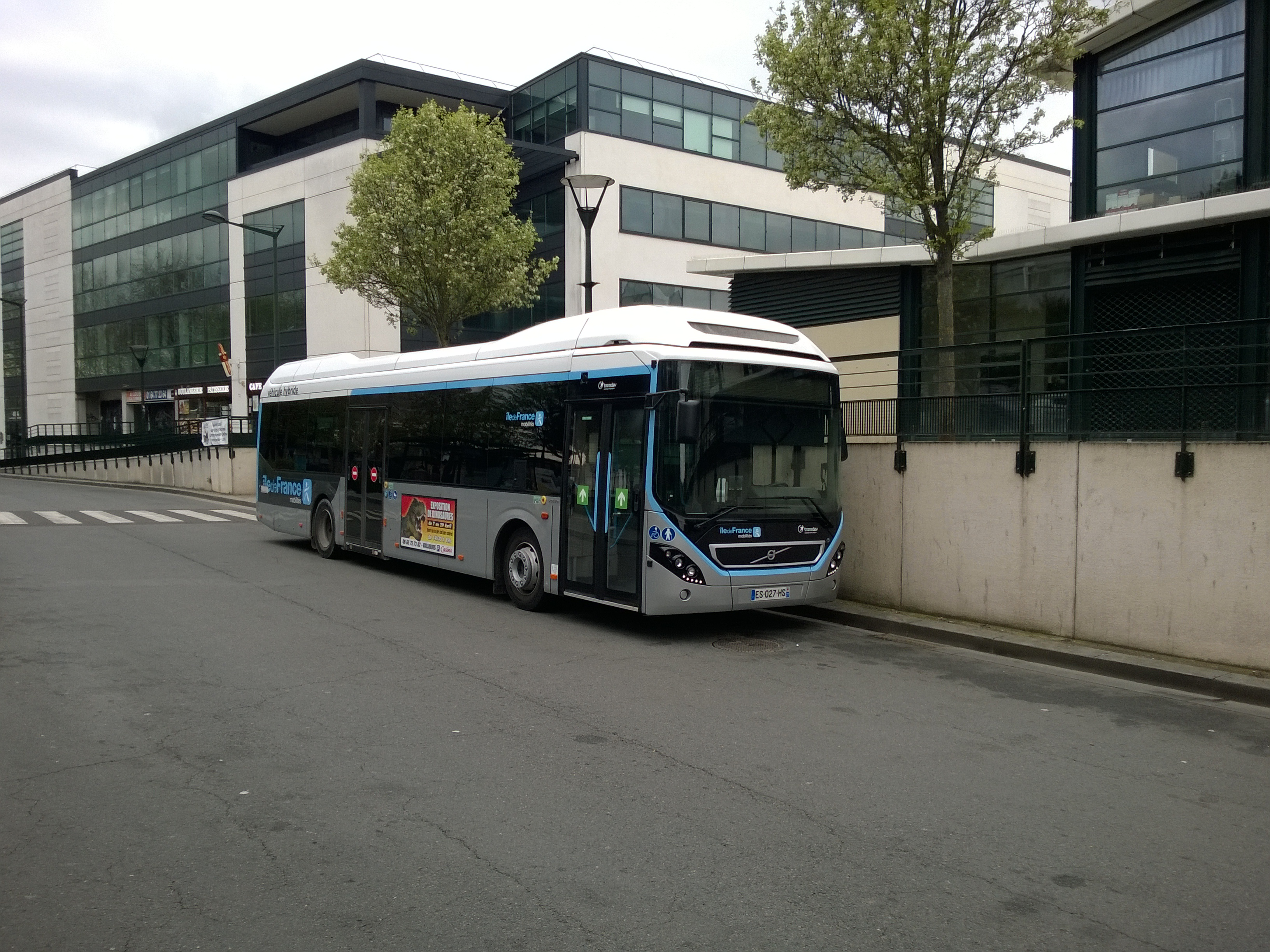
Un des bus achetés pour les besoins de la restructuration (ici un Volvo 7900 hybride).

### Restructuration du réseau Apolo 7 en avril 2018
Après plusieurs années de concertation entre Île-de-France Mobilités, la communauté d’agglomération Paris - Vallée de la Marne, la commune de Chelles et la Société des transports du bassin chellois (STBC), un nouveau réseau de bus est validé en octobre 2017 par l’autorité organisatrice des transports d’Île-de-France. Ce réseau vise à remplacer l’ancien, jugé vétuste et peu lisible. Sa mise en service a lieu le 16 avril 2018, marquant une profonde restructuration des lignes existantes, accompagnée d’un renforcement de l’offre et d’une amélioration de la lisibilité,.
La nouvelle organisation du réseau a conduit à la création de neuf lignes, chacune avec des objectifs ciblés. La ligne 1 (ex-A) propose un itinéraire plus direct vers le quartier de l’Aulnoy, avec des horaires renforcés. La ligne 2 (ex-C) dessert mieux Mont-Chalâts et gagne en lisibilité. La ligne 3 (ex-B et 13) suit désormais un parcours unique, renforçant la desserte de Courtry. La ligne 4 (ex-E) devient plus directe et rapide, tout en améliorant l’accès au centre commercial de Claye-Souilly. La ligne 5 relie Chelles à Lagny - Thorigny via plusieurs communes avec une fréquence adaptée aux heures de pointe. La ligne 6 relie Chelles à Vaires - Torcy, prolongée jusqu’au collège Goscinny aux horaires scolaires. La ligne 7 reprend une partie de la ligne B avec une meilleure desserte de la ZAC de la Tuilerie. La ligne 8 (ex-F) garde son itinéraire mais propose un passage toutes les 20 minutes en pointe. Enfin, la ligne 9 reprend la desserte du quartier des Abbesses avec une meilleure lisibilité et des horaires en correspondance avec les trains. Les dessertes scolaires sont désormais séparées des lignes régulières et identifiées par l’indice "s".

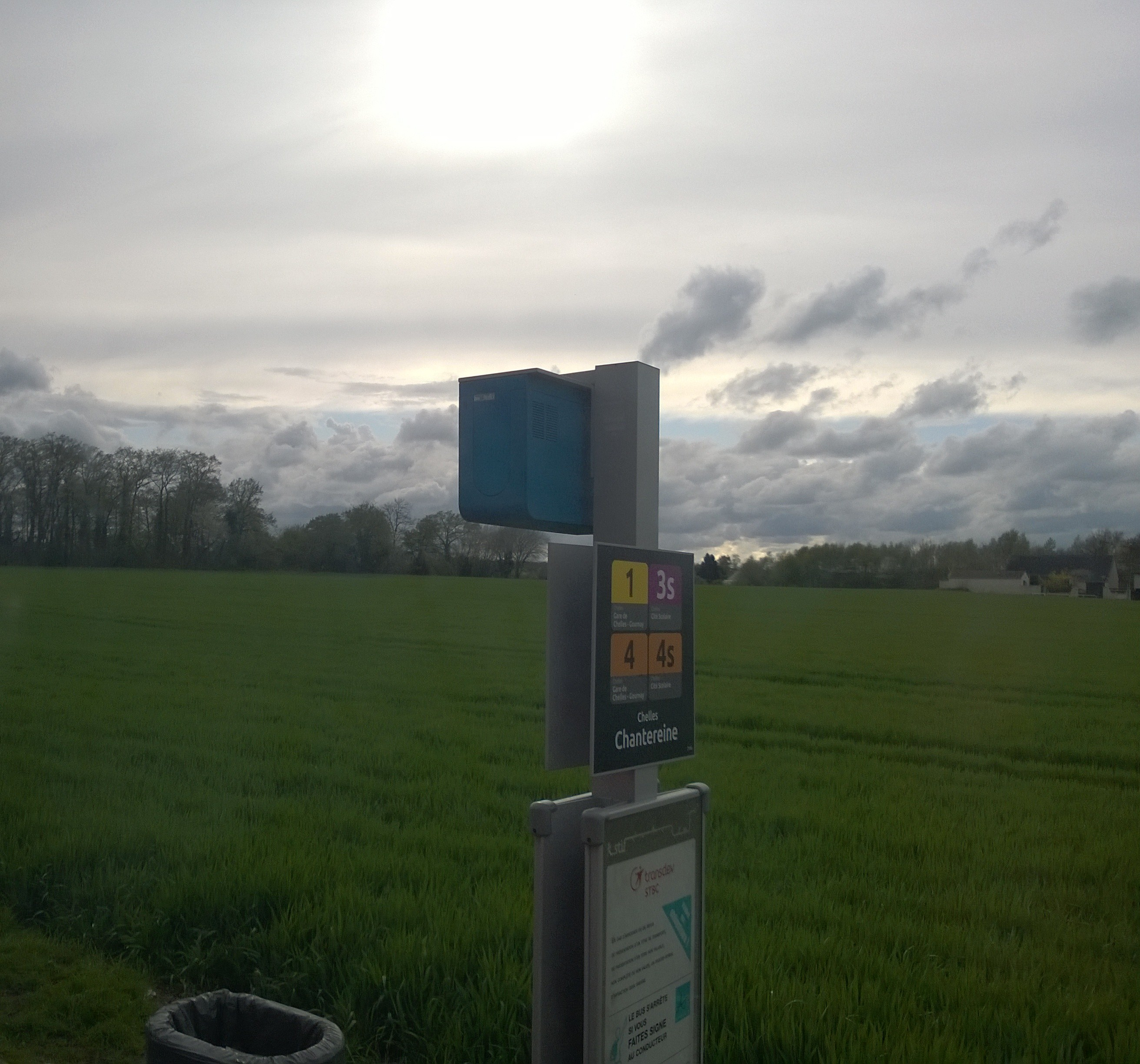
Totem actuel du réseau, avec signalétique apparaissant à occasion de la restructuration.

Accessoirement, cette restructuration est marquée par la suppression de plusieurs arrêts (RN 34, Arcades, Docteur Roux, François Trinquand, Lavoisier, Villeparisis - République, Claye-Souilly - Zone d'Activité), la création des arrêts Château Gaillard, Laussedat, Général Leclerc, Daguerre, Désiré Lefèvre, Foch, Petits Prés, Mairie de Pomponne et Gare de Lagny - Thorigny, la fin de la desserte des hameaux de Villevaudé depuis les gares de Chelles et de Vaires et le renommage de certains arrêts, suivant les noms du réseau de bus RATP pour ne citer qu'eux.
Cette restructuration est toutefois critiquée par des usagers à cause des désagréments qu'elle provoque, notamment en ce qui concerne les lignes scolaires 3s, 7s et 9s très achalandées au point de ne plus pouvoir monter dans le bus à certains moments.

#### Ajustements ultérieurs du réseau de 2018
Plusieurs évolutions sont venues compléter la restructuration initiale. Le 7 janvier 2019, vingt courses supplémentaires ont été ajoutées entre la gare de Chelles - Gournay et Maurice-Bacquet afin d’améliorer la desserte des lycées Louis-Lumière et Gaston-Bachelard aux heures de pointe, permettant un passage toutes les 10 minutes en moyenne. Par ailleurs, des services scolaires ont été renforcés sur les lignes 1, 2 et 6 le mercredi midi (sorties) et le samedi (entrées et sorties).
Dans le cadre de l’ouverture de la station Hôpital de Montfermeil de la ligne 4 du tramway, les lignes 1 et 5 ont été prolongées jusqu’à ce nouveau terminus à partir du 31 août 2020. Cette modification s’est accompagnée de suppressions : les arrêts Denis Papin Corot et Cité Forestière sur la ligne 1, et Rond-Point des Sciences sur la ligne 5.
Le 30 août 2021, à la demande de la communauté d’agglomération Paris - Vallée de la Marne, les lignes 1 et 3 ont échangé leur desserte dans les quartiers de Madeleine et Chantereine, dans le cadre d’une expérimentation de six mois visant à améliorer l’accès au lycée Jehan de Chelles depuis les Coudreaux, Madeleine et Courtry. L’essai ayant été concluant, la modification est devenue permanente.
Enfin, le 9 mai 2022, La navette du Bassin chellois a été remplacée par le TàD Bassin chellois, intégré à l’offre Transport à la demande d'Île-de-France organisé par Île-de-France Mobilités.
La coopération entre la STBC et Keolis CIF pour l’exploitation des lignes 3 et 3s a pris fin le 1er août 2023 : la STBC assure désormais seule leur gestion.

### Les Autobus du Fort
La ligne 701 est créée le 30 août 1999, à l’initiative de la société TRA (filiale du groupe Sud Cars, en partie financée par la CGEA) dans le but de renforcer la desserte du quartier des Abbesses à Gagny. Elle adopte dès l’origine un fonctionnement en boucle depuis la gare du Chénay-Gagny, avec des services assurés uniquement en semaine, de 6h05 à 8h35, puis de 16h55 à 19h40, à raison d’un passage toutes les 15 minutes. Au fil des années, le contexte institutionnel du groupe connaît plusieurs transformations. En mai 2000, la CGEA adopte le nom de Connex afin de refléter ses ambitions à l’international.
L’exploitation de la ligne 701 est sous traitée en 2001 à la société Les Autobus du Fort (autre filiale du groupe Sud Cars), afin d'améliorer la lisibilité des lignes non rattachées au réseau de bus départemental de la Seine-Saint-Denis qu'exploitait les TRA. Fondée le 23 octobre 1986, les Autobus du Fort étaient à la base une entité indépendante gérant un petit réseau local centré sur les communes de Villepinte, Aulnay‑sous‑Bois, Gagny, Fontenay‑sous‑Bois et Chelles.
En 2004, le groupe Sud Cars est définitivement intégré à Connex, avant que ce dernier ne devienne Veolia Transport en 2005, dans un souci d’unification avec sa maison mère. En 2011, la fusion de Veolia Transport avec Transdev donne naissance à Veolia Transdev, qui prendra le nom simplifié de Transdev en 2013, à la suite du désengagement de Veolia Environnement.
Le 1er juillet 2008, une nouvelle organisation est mise en place : Les Autobus du Fort deviennent une entité sœur de Transdev TRA, partageant le même siège et intégrées au sein du même groupe. À partir de cette date, les lignes jusque-là sous-traitées sont exploitées mutuellement par les TRA et ADF, ce dernier pleinement reconnu comme opérateur à part entière du réseau de bus de Seine-Saint-Denis.
Le 3 septembre 2018, la ligne est prolongée jusqu’à la gare de Chelles-Gournay et l’arrêt Rue de la Bergerie est desservi dans la rue éponyme en direction de Chelles en commun avec la ligne 214 de la RATP. L’amplitude horaire est légèrement élargie avec un premier départ à 6h et un dernier départ à 19h50 depuis les deux terminus, et un service est créé aux heures creuses avec une fréquence de trente minutes.
Le 8 janvier 2024, la ligne est prolongé jusqu'au collège Pablo Neruda à Gagny par le quartier de Maison Blanche et le centre-ville. Toutefois, cette extension s’accompagne d’une baisse notable de fréquence : alors que la ligne proposait auparavant un passage toutes les 15 minutes en heures de pointe et 30 minutes en heures creuses, elle fonctionne désormais à raison d’un bus toutes les 40 minutes environ sur l’ensemble de la journée.

### Sit'bus
Le 29 août 2005, le réseau de bus Sit’bus est mis en service. Il comprend alors neuf lignes desservant sept communes : Émerainville, Lognes, Noisiel, Ozoir-la-Ferrière, Pontault-Combault, Pontcarré et Roissy-en-Brie. L’exploitation est assurée par N’4 Mobilités, filiale du groupe Transdev.
Le 3 septembre 2007, la ligne 509 est supprimée et ses dessertes sont intégrées à la ligne 505.
Le 8 janvier 2018, une restructuration complète est mise en œuvre : les lignes 503 à 508 sont remplacées par cinq nouvelles lignes identifiées par les lettres A à E. Cette réorganisation s’accompagne d’un renforcement de l’offre, avec une fréquence de passage d’un bus toutes les 15 minutes en heures de pointe, et toutes les 30 à 60 minutes en heures creuses ainsi que le samedi,,.

### Aux origines des Transports Rapides Automobiles (TRA)
L’exploitation des Transports Rapides Automobiles (TRA) assurait principalement la desserte du nord-est du département de la Seine-Saint-Denis, et, dans une moindre mesure, de l’ouest de la Seine-et-Marne, couvrant ainsi un territoire de vingt-cinq communes regroupant près de 720 000 habitants.

#### Un réseau privé encadré par la loi
La création de la RATP et de l’Association des Transporteurs Privés de la Région Parisienne (APTR) repose sur deux lois fondamentales : la loi n° 48-506 du 21 mars 1948, instituant ces deux entités, et la loi n° 49-874 du 5 juillet 1949 sur la coordination des transports parisiens, complétée par son décret d’application n° 49-1473 du 14 novembre 1949. Ce cadre juridique attribue à la RATP une zone de desserte exclusive, limitant par conséquent l’action des transporteurs privés regroupés dans l’APTR. La TRA, société privée, est alors cantonnée à des dessertes périphériques, notamment dans le département actuel de la Seine-Saint-Denis.
Dans ce contexte, la TRA assure historiquement la desserte du canton du Raincy, mais se heurte à des contraintes réglementaires : ses lignes ne peuvent effectuer de trafic local à l’intérieur du périmètre réservé à la RATP. Inversement, cette dernière ne peut étendre ses lignes dans les zones dévolues aux opérateurs privés. Ces freins institutionnels entravent l’adaptation du réseau de transport aux besoins croissants des habitants de la grande banlieue.

#### Vers une collaboration inédite avec la RATP
L’élection d’un gouvernement de gauche en 1981 marque un tournant. Charles Fiterman, ministre communiste des Transports, et Claude Quin, président de la RATP, également communiste, impulsent un rapprochement inédit entre les deux mondes du transport francilien. Le 21 janvier 1982, une convention tripartite est signée entre la RATP, la TRA et le département de la Seine-Saint-Denis, puis ratifiée par le Syndicat des Transports Parisiens (STP) six jours plus tard.
Ce partenariat vise à mieux organiser l’exploitation des lignes d’autobus dans 14 communes du canton du Raincy. Le Conseil général prend en charge l’équilibre financier sous la tutelle du STP. La TRA conserve l’exploitation opérationnelle des lignes tandis que la RATP en définit les niveaux de service et en assure le contrôle. Les deux opérateurs s’engagent aussi à contribuer à parts égales au développement futur du réseau.

#### Restructuration du réseau et renforcement de l’offre
La mise en œuvre concrète de cette association intervient le 28 février 1983 : toutes les lignes de la TRA sont alors renumérotées dans la série des 600, selon le nouveau référentiel commun. Grâce à une rationalisation de l’exploitation, la TRA parvient à accroître son offre de 8 à 10 % sans moyens supplémentaires. Les usagers bénéficient également d’une baisse de tarifs d’environ 30 %, permise par l’adoption de la billetterie RATP.
Cette modernisation s’accompagne d’un déploiement progressif de l’information voyageurs : fin 1984, neuf lignes sont équipées de plans itinéraires au format RATP, et 117 véhicules arborent déjà la nouvelle livrée commune avec bandeaux normalisés. Toutefois, des ajustements sont nécessaires : dès mars 1983, certaines lignes (comme le 612 et le 613) connaissent une durée de vie très brève, victimes d’une seconde vague de restructuration effective au 18 avril.
Un nouveau remaniement intervient le 12 novembre 1984, avec la suppression ou la fusion de plusieurs lignes (612, 617, 632, 641, etc.), la création de nouvelles dessertes (613, 615B), et le prolongement de certaines lignes RATP comme la 151 jusqu’à Aulnay-sous-Bois. Une opération de communication est organisée les 24 et 25 novembre avec gratuité et renforcement du service sur les lignes modifiées.

#### Rééquilibrage institutionnel et clarification des rôles
En 1994, une nouvelle convention tripartite vient consolider l’organisation mise en place. Le Conseil général de la Seine-Saint-Denis devient officiellement l’autorité organisatrice de second rang pour le réseau, tandis que la RATP conserve la gestion du réseau et la TRA continue d’exploiter les lignes en tant que délégataire de service public, désormais conventionné avec le département. Cette étape marque une volonté accrue de territorialisation du service public de transport.

#### Remise en concurrence et fin de l’association avec la RATP
Au début des années 2000, la convention entre les trois partenaires est renouvelée à plusieurs reprises. Toutefois, sa fin approche : en 2006, le Conseil général de la Seine-Saint-Denis, désireux de conserver la maîtrise des “transports de proximité”, lance un appel d’offres en vue d’attribuer une nouvelle délégation de service public. Deux grands groupes privés se portent candidats : Veolia Transport et Keolis. En janvier 2007, c’est Veolia qui remporte la DSP pour une durée initiale de douze ans.
Mais cette décision intervient alors que la loi de décentralisation de 2004 a désigné le Syndicat des transports d’Île-de-France comme autorité organisatrice unique pour toute la région Île-de-France. Le STIF invalide donc la convention longue durée du Conseil général et impose une “convention de type 1”, alignée sur le régime en vigueur dans les autres départements. Cette nouvelle convention, datée du 4 juillet 2007, réduit la durée du contrat à quatre ans, avec une mise en concurrence systématique par la suite.
Le revirement du STIF provoque un désengagement du Conseil général, qui refuse de verser les subventions prévues et demande au STIF de les assumer. Un bras de fer s’engage, menaçant l’exploitation dans certains quartiers sensibles. Finalement, un compromis est trouvé en juin 2007 : le département accepte de financer la transition jusqu’à fin décembre, date à laquelle le STIF reprend l’ensemble des responsabilités.

#### Entre-temps, son lot de modifications
Le 18 septembre 2006, à l'occasion de la mise en service de la T'Bus de la société de transport Les Courriers de l'Île-de-France, la ligne 670, qui desservait le quartier du Vert-Galant sous forme de service circulaire au départ de la gare du Vert-Galant, est supprimée.

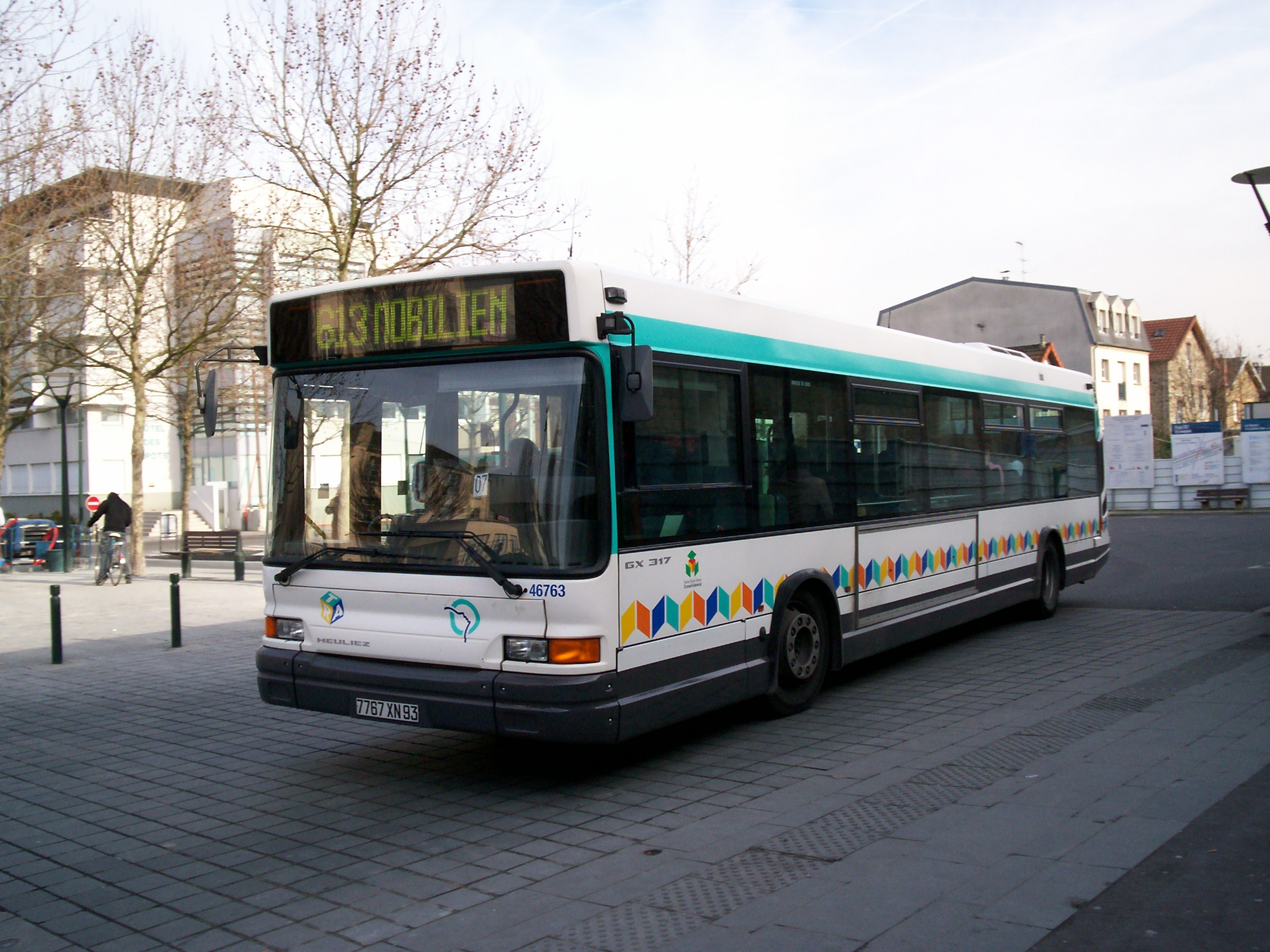
Un bus en livrée RATP-TRA de la ligne 613 en gare de Chelles, en janvier 2008.

Le 1er octobre 2006, la ligne de bus 613 a bénéficié d’un important renforcement dans le cadre du label Mobilien, avec un financement de 1,8 million d’euros assuré par le Syndicat des Transports d’Île-de-France. Cette amélioration visait notamment à faciliter les retours vers le secteur du plateau de Clichy-Montfermeil. L’amplitude horaire a été élargie, avec un début de service avancé à 5 h (au lieu de 5 h 30) et une fin repoussée à 1 h du matin (au lieu de 21 h). En semaine, la fréquence a été augmentée, passant de cinq à quatre minutes en heures de pointe et de trente à quinze minutes en heures creuses, ainsi que toute la journée du samedi. Le dimanche, les premiers départs ont été avancés d’une heure. Forte de ces améliorations, la ligne 613 enregistre alors près de 5 000 voyageurs par jour, en faisant l’une des lignes les plus fréquentées du département.
Le 1er octobre 2007, une vaste restructuration de l’offre intervient à l’est du réseau, notamment à Montfermeil et Clichy-sous-Bois, pour mieux desservir ces territoires souvent enclavés. C’est dans ce contexte que la gestion du réseau évolue définitivement vers un modèle ouvert, régi par le STIF, qui deviendra plus tard Île-de-France Mobilités.
Les lignes 601a et 601b fusionnent en une ligne 601, avec un passage renforcé par Chêne-Pointu et une nouvelle traversée de la rue du Général-de-Gaulle. La ligne 602 adopte un itinéraire unique toute la journée, avec une fréquence accrue aux heures de pointe et une correspondance à Chelles avec le réseau Apolo7. La 603 abandonne Courtry pour s’arrêter à Coubron, avec un service plus fréquent. La 604 est plus directe en contournant le quartier des Bosquets, désormais desservi par les lignes 623 et 642. La 623 relie Gagny à Sevran-Livry en passant par Chêne-Pointu, tandis que les lignes 642a et 642b fusionnent en une ligne unique prolongée jusqu’à 0h30. Les services scolaires deviennent la ligne 644, semi-directe vers le lycée Schweitzer. La 642c devient la ligne 643, supprimée un an plus tard. Enfin, la ligne 645 est créée entre Coubron et l’hôpital de Montfermeil. Cette réorganisation, issue d’une concertation entre les acteurs locaux, s’accompagne du renfort de dix bus et de l’embauche de 33 conducteurs.

#### Fin de la convention historique TRA–RATP

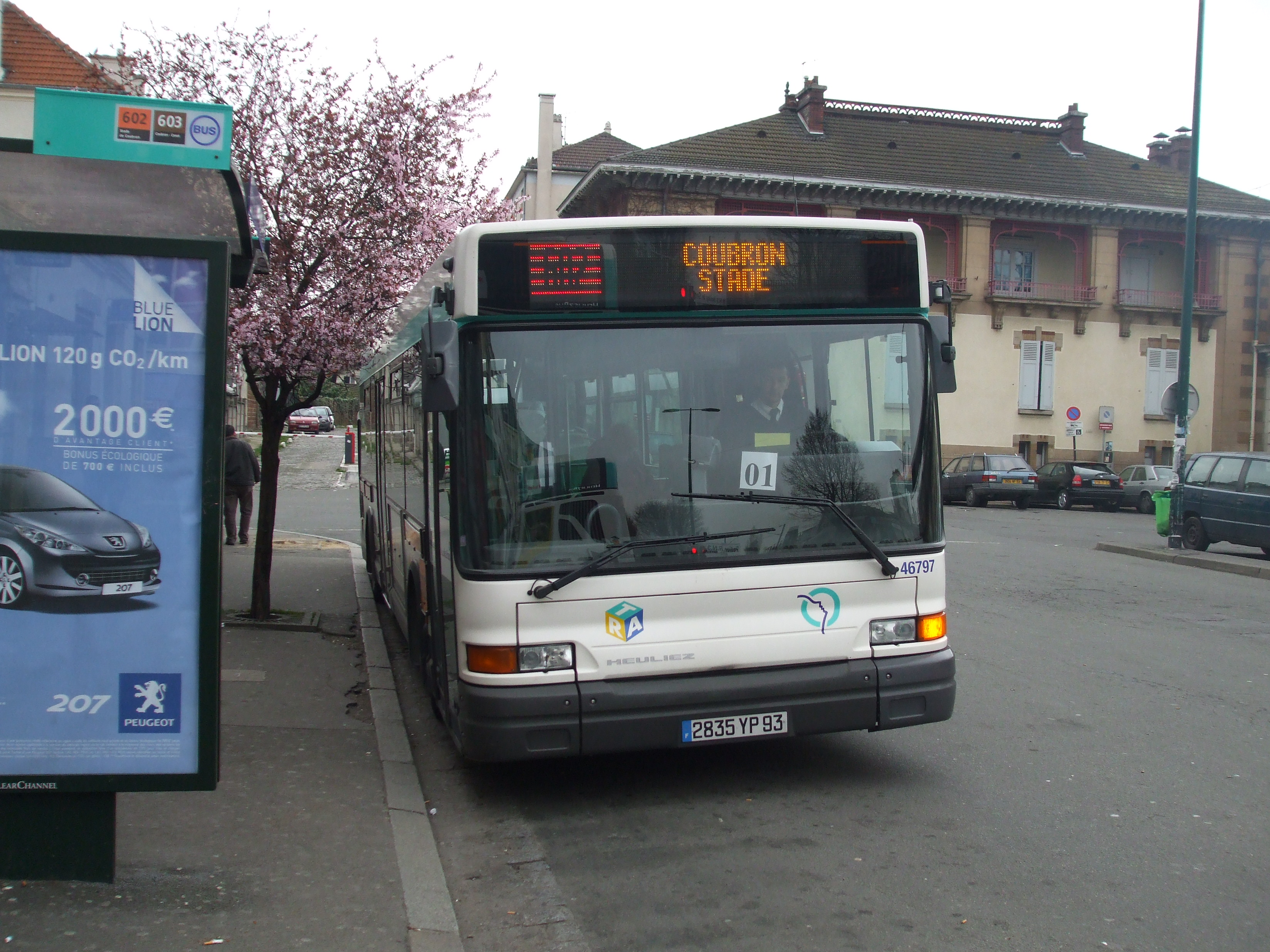
Un Heuliez GX 317 en livrée RATP-TRA de la ligne 602 en gare du Raincy, en avril 2008.

La convention tripartite entre la RATP, la TRA et le Conseil général de Seine-Saint-Denis prend officiellement fin le 31 décembre 2008, marquant la clôture de plus de 25 ans de collaboration. Durant une phase transitoire, la RATP continue d’assurer la maintenance des points d’arrêt jusqu’en 2009. Désormais, l’ensemble du réseau passe sous la responsabilité de Veolia Transport, qui assure la diffusion des horaires et la communication, en remplacement de la RATP.
Ce changement s’accompagne d’un rebranding progressif : les bus abandonnent la livrée vert jade à bande colorée typique de l’association RATP-TRA, au profit de la livrée STIF gris argent ornée de silhouettes symbolisant la mobilité en Île-de-France, avec le logo rouge de Veolia. D’ici deux ans, 154 des 179 véhicules en circulation doivent adopter cette nouvelle identité visuelle, les autres étant remplacés par des bus neufs. En attendant, les anciens véhicules perdent les éléments visuels propres à la RATP, comme les autocollants frontaux et les bandeaux latéraux indiquant numéro de ligne et dessertes, ce qui complique parfois l’identification des lignes, sauf pour les bus GX 327 et GX 427 équipés d’affichages électroniques.
Sur le plan de l’exploitation, Veolia Transport prévoit une hausse de fréquentation de 6 % à l’horizon 2016, avec la création de dix postes de conduite dès le 1er janvier 2009. Jusque-là, le réseau exploité par la TRA restait déficitaire : en 2007, le Conseil général avait compensé 6 millions d’euros, une somme similaire étant prévue pour 2008. À partir de 2009, l’effort financier est partagé avec le STIF, le département cotisant désormais au même titre que les autres collectivités franciliennes. Cette nouvelle gouvernance vise à rationaliser les coûts grâce à une meilleure formation des conducteurs, une réduction de la consommation de carburant, des frais d’entretien et des primes d’assurance.
Dans la continuité de cette réorganisation, deux lignes évoluent le 6 avril 2009 : la 609a devient la ligne 609 et est prolongée jusqu’à la gare de Villepinte, tandis que la 609b prend le numéro 610 et rejoint désormais la gare de Sevran - Beaudottes.
À la fin des années 2010 un projet prévoyait la création d’une ligne transversale issue de la fusion des lignes 614, 627 et 637, ainsi que celle d’une ligne circulaire destinée à relier les différents quartiers de la ville sans rupture de charge, facilitant ainsi l’accès aux zones économiques et équipements publics. Toutefois, la fusion des lignes 614 et 616 a remis en question ce schéma, si bien qu’en 2021, les lignes 616 et 637 subsistent telles quelles.

#### Ligne Express 100 Roissy-Chelles
La ligne Express 100 est mise en service le 1er novembre 2009, assurant la liaison entre la gare de l'aéroport Charles-de-Gaulle Terminal 1 et Montfermeil. Ce tracé provisoire préfigure un itinéraire plus structurant, dans l’attente de la mise en service du pôle de correspondances du Rond-Point des Sciences à Chelles, ouvert le 19 avril 2010, qui devient alors son terminus oriental définitif. D’abord exploitée en commun par Transdev TRA et Keolis CIF, la ligne connaît dès ses débuts un élargissement de ses points de desserte avec, en avril 2011, l’ajout de trois arrêts : deux à Sevran et un dans la zone aéroportuaire de Roissy-en-France, afin de renforcer l’accessibilité des quartiers de Freinville et Rougemont, et d’assurer une connexion au hub postal. Depuis 2011, la ligne n’est plus soumise à une interdiction de trafic local entre Chelles et Clichy-sous-Bois, ce qui renforce son rôle d’axe interterritorial stratégique.
Côté fréquentation, les objectifs fixés à l’origine par le STIF (plus de 900 voyages par jour de semaine) sont rapidement dépassés, avec un premier bilan chiffrant à 1 250 voyageurs hebdomadaires dès février 2011. L’autorité organisatrice estime alors que la ligne a un fort potentiel de croissance, jusqu’à cinq fois supérieur, à mesure de son appropriation par les usagers. Sur le plan financier, la ligne coûte environ trois millions d’euros par an à Île-de-France Mobilités, qui prend en charge l’intégralité des dépenses.
Le 1er janvier 2018, la ligne bascule sous la responsabilité de la filiale Keolis Mobilité Roissy (KMR), qui déploie de nouveaux véhicules Mercedes-Benz Intouro et modifie partiellement le tracé avec cinq nouveaux arrêts (dont Sevran-Beaudottes) tout en supprimant certains points jugés redondants ou moins pertinents. Un an plus tard, le 25 février 2019, la ligne cesse de desservir le centre-ville de Clichy-sous-Bois, alors en travaux pour accueillir le tramway T4. Le nouvel itinéraire, plus direct, se calque alors sur celui de la ligne 613. Le 31 août 2020, une nouvelle modification est apportée à la faveur de la mise en service du prolongement de la ligne 4 du tramway : la ligne 100 adopte un itinéraire suivant l’ex-RN 403.

#### Désenclavement du plateau de Clichy-Montfermeil

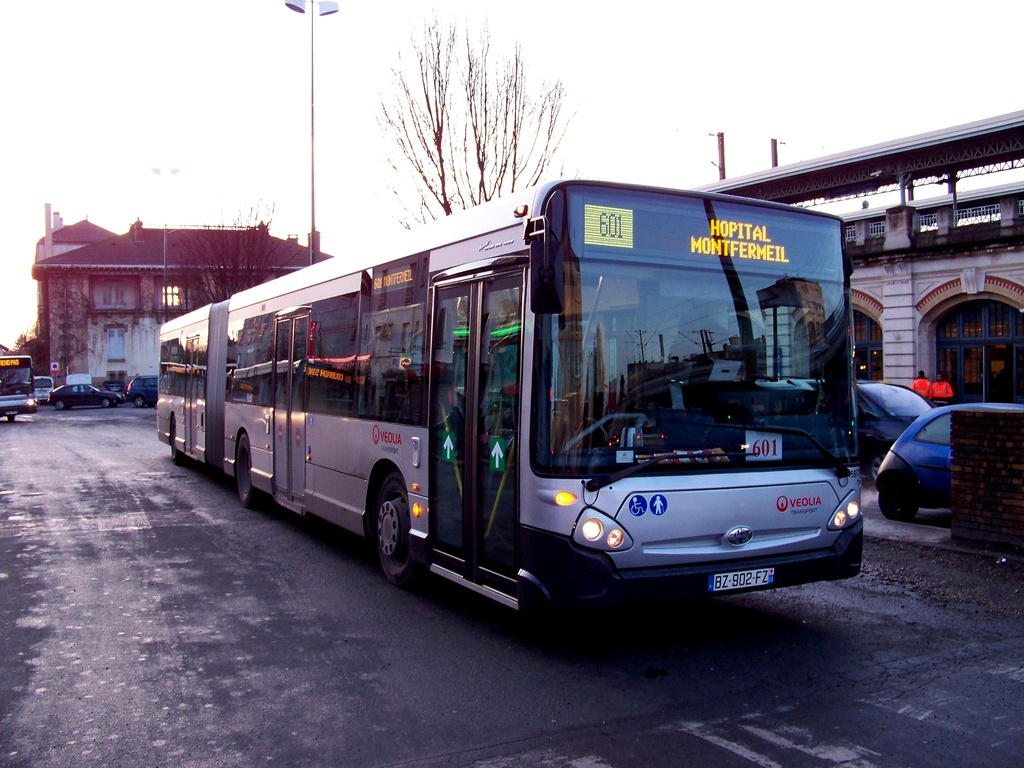
Un Heuliez GX 427 articulé de la ligne 601 en gare du Raincy, en janvier 2012.

Le 30 octobre 2011, dans le cadre du renforcement du réseau à l’initiative du STIF, plusieurs lignes ont été adaptées pour améliorer la desserte du plateau de Clichy-Montfermeil. Les lignes 601 et 602 sont renforcées, avec des fréquences accrues grâce à l’ajout de bus, notamment articulés sur la 601. La 604 prolonge son service jusqu’à 22h30, tout comme la 623. La 616 voit son offre améliorée vers l’hôpital Jean-Verdier et le sud d’Aulnay-sous-Bois, tandis que la 620 dessert désormais toute la journée la station Bobigny Pablo Picasso, facilitant l’accès à la ligne 5 du métro.

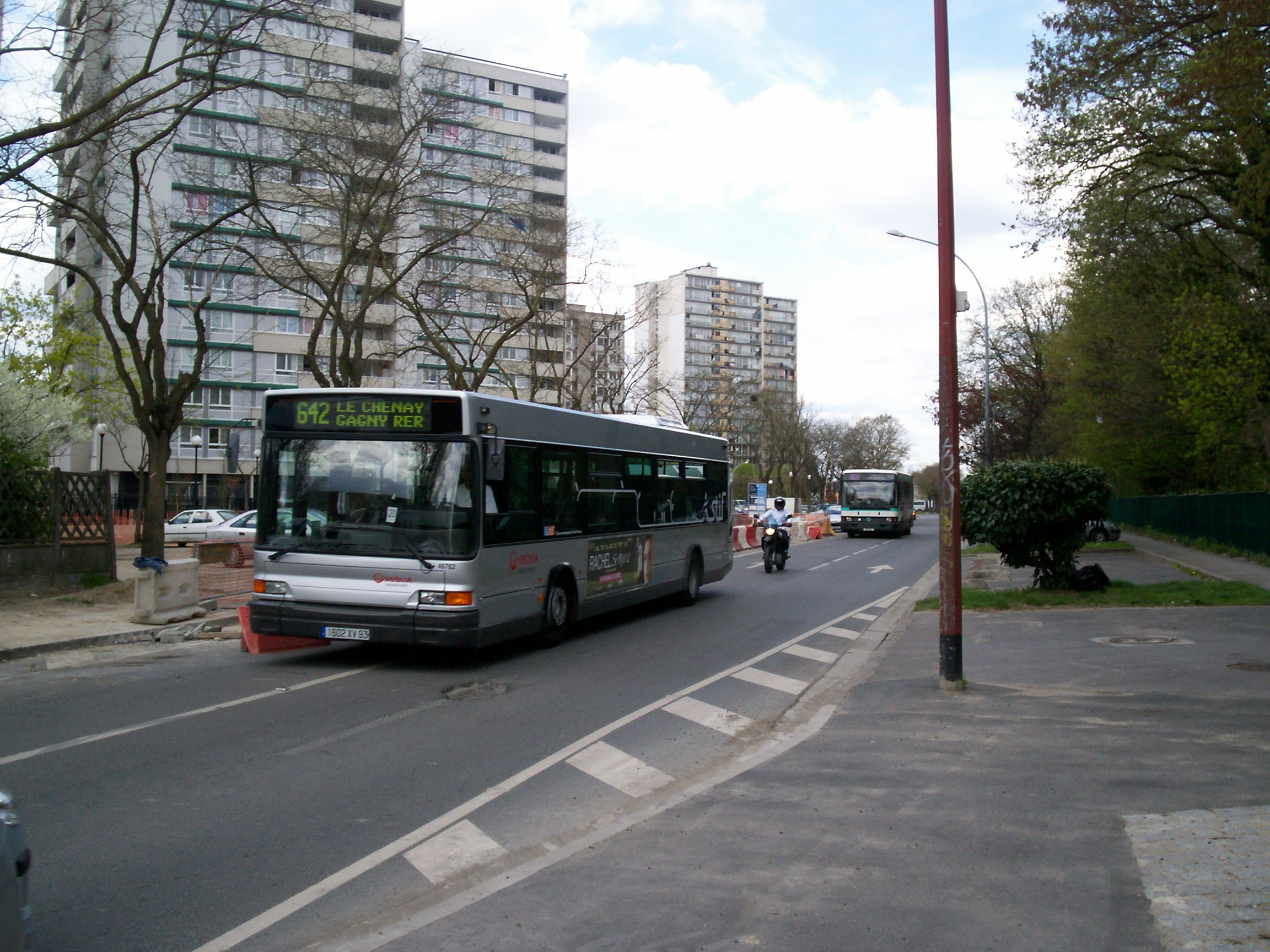
Un Heuliez GX 317 de la ligne 642 entre Clichy et Montfermeil, suivi d’un Renault R312 de la RATP en avril 2009.

À partir de 2013, à la suite de la transformation de Veolia Transdev en Transdev, plusieurs adaptations ont poursuivi cet effort de désenclavement. La mise en œuvre de l’offre RER B Nord + entraîne une refonte des lignes 607, 620 et 642,,. La 607 devient une ligne unique avec des fréquences et amplitudes horaires renforcées. La 620 est déviée et étendue au dimanche, la 642 bénéficie d’un renfort entre Villepinte et Vert-Galant. La ligne 634 est supprimée et son itinéraire repris par la ligne 44 de Keolis CIF.

##### Évolution du réseau
De 2014 à 2017, plusieurs lignes sont supprimées (680, 683, 684, 686) après la fermeture de l’usine PSA d'Aulnay-sous-Bois. D’autres sont renforcées : la 602 et la 613 voient leur capacité et fréquence accrues, cette dernière avec des horaires étendus jusqu’à 2h05 pour assurer les correspondances avec les derniers RER,. En parallèle, la fusion des lignes 614 et 616 donne naissance à une nouvelle 616 prolongée jusqu’au centre commercial O’Parinor, avec desserte du collège Simone-Veil et un itinéraire simplifié. La ligne 627 propose un service partiel jusqu’au centre commercial.
Le réseau continue d’évoluer en 2015 à 2016 avec des renforts sur les lignes 609, 610, 615, 618, 601 et 602, et la création de la ligne 611 issue d’une restructuration partielle de la 609,. Une nouvelle ligne 640 résulte de la fusion des lignes 640 et 641 dans le cadre du TCSP du Barreau de Gonesse.
Le 3 juillet 2017, l’ouverture de la ligne 11 du tramway entraîne le renforcement des lignes 609 et 610, cette dernière voyant son terminus déplacé à la gare de Dugny - La Courneuve. La ligne 620 est prolongée à la zone du Pont Yblon pour remplacer partiellement la ligne 152 de la RATP.
Le 22 janvier 2018, la 642 est scindée : la partie sud devient la ligne 643. La 617 dessert la nouvelle zone logistique de PSA, et les lignes 609 et 616 sont prolongées respectivement à la station Fort d’Aubervilliers et au centre commercial O’Parinor,.

##### Prolongement de la ligne 4 du tramway
À compter du 31 août 2020, la desserte du plateau de Clichy-Montfermeil connaît une énième restructuration à l'occasion de l'ouverture de la station Hôpital de Montfermeil sur la ligne 4 du tramway. Ainsi, les lignes 601 et 645 sont supprimées. La ligne 602 dévie de son parcours pour desservir la station Notre-Dame des Anges, voit sa longueur relativement réduite avec la fin du parcours circulaire à Coubron et le report du terminus à Corot et ses services partiels ramenés à Hôpital de Montfermeil. La ligne 603 fait un détour par le quartier du Chêne Pointu en lieu et place du parcours direct utilisant la route nationale 370. La ligne 604 voit son tracé rallongé avec la desserte du quartier des Oiseaux, permise par deux nouveaux arrêts. Le tracé de la ligne 605 est plus direct, abandonnant donc la desserte du quartier du Plateau. La ligne 623 ne dessert plus le quartier de Franceville au profit d'un parcours direct sur la route nationale 370 jusqu'au niveau de la station Romain Rolland. La ligne 643, détournée pour desservir Notre-Dame des Anges, est prolongée jusqu'au nouveau quartier de Maison Blanche à Neuilly-sur-Marne et abandonne la desserte du quartier du Chêne Pointu pour un tracé plus direct entre Romain Rolland et La Lorette. Enfin, une navette cadencée au quart d’heure est mise en service en renfort de la ligne 4 du tramway, uniquement aux heures de pointe, elle suit au plus près l’itinéraire de cette dernière entre les stations Gargan et Hôpital de Montfermeil et dessert l’ensemble des stations intermédiaires.

## Ouverture à la concurrence
En raison de l'ouverture à la concurrence des réseaux d'autobus en Île-de-France, le réseau de bus Marne et Brie naît le 1er août 2025, issu de la fusion des réseaux de bus Apolo 7, Sit'bus, d'une partie de celui de Seine-Saint-Denis et certaines lignes express.

Logo de l'autorité organisatrice Île-de-France Mobilités.

Un appel d'offres a donc été lancé par l'autorité organisatrice, correspondant à la délégation de service public numéro 9 établie par Île-de-France Mobilités, afin de désigner une entreprise qui reprendra l'exploitation pour une durée de 7 ans. C'est finalement Keolis, via sa filiale Keolis Grand Paris Vallée de la Marne, qui a été désigné lors du conseil d'administration du 12 novembre 2024.

Logo de l'exploitant Keolis Grand Paris Vallée de la Marne.

### Première étape: exploitation des lignes de la grande couronne
Le réseau marque une première étape lors de sa mise en service le 1er août 2025 avec l'exploitation des lignes de grande couronne. Il s'agit des lignes 1, 2, 3, 3s, 4, 4s, 5, 6, 7, 7s, 8, 8s, 9 et 9s du réseau de bus Apolo 7 et de la ligne Express 19 du réseau de bus Seine-et-Marne Express exploitées par Transdev STBC, des lignes 500, 501, 502, A, B, C, D et E du réseau de bus Sit'bus exploitées par Transdev N’4 Mobilités, des lignes 602, 603, 604, 605, 613, 623, 643, 644 et 701 du réseau de bus de Seine-Saint-Denis exploitées par Transdev TRA et Transdev Les Autobus du Fort, de la ligne Express 100 exploitée par Keolis Mobilité Roissy et de la ligne 421 du réseau de bus RATP sous-traitée à Transdev N'4 Mobilités.

### Seconde étape: exploitation des lignes de la petite couronne
Le réseau marque une seconde étape le 1er novembre 2025 avec l'intégration des lignes de petite couronne. Il s'agit des lignes 206, 207, 209, 211, 212, 213, 220, 310, 311, 312, 320 et 321 du réseau de bus RATP. Le lot n°9 est le premier à permettre l'ouverture à la concurrence des lignes de bus historiquement exploitées par la RATP, ainsi que le seul de Paris et de la petite couronne à ne pas contenir entièrement des anciennes lignes exploitées par la RATP. Il marque ainsi le premier transfert de lignes hors du giron de la régie, opérateur historique, dans le cadre de l’ouverture à la concurrence des transports en commun en Île-de-France.

## Lignes du réseau

### Lignes 01 à 09
| Ligne | Caractéristiques | Caractéristiques                                                                          | Caractéristiques                                                                          | Caractéristiques                                                                          | Caractéristiques                                                                          | Caractéristiques                                                                          | Caractéristiques                                                                          | Caractéristiques                                                                          | Caractéristiques                                                                          |
| 1     | Gare de Chelles - Gournay ⥋ Hôpital de Montfermeil | Gare de Chelles - Gournay ⥋ Hôpital de Montfermeil                                        | Gare de Chelles - Gournay ⥋ Hôpital de Montfermeil                                        | Gare de Chelles - Gournay ⥋ Hôpital de Montfermeil                                        | Gare de Chelles - Gournay ⥋ Hôpital de Montfermeil                                        | Gare de Chelles - Gournay ⥋ Hôpital de Montfermeil                                        | Gare de Chelles - Gournay ⥋ Hôpital de Montfermeil                                        | Gare de Chelles - Gournay ⥋ Hôpital de Montfermeil                                        | Gare de Chelles - Gournay ⥋ Hôpital de Montfermeil                                        |
| ----- | --- | ----------------------------------------------------------------------------------------- | ----------------------------------------------------------------------------------------- | ----------------------------------------------------------------------------------------- | ----------------------------------------------------------------------------------------- | ----------------------------------------------------------------------------------------- | ----------------------------------------------------------------------------------------- | ----------------------------------------------------------------------------------------- | ----------------------------------------------------------------------------------------- |
| 1     | Ouverture / Fermeture 16 avril 2018 / — | Longueur 11 km                                                                            | Durée 30-35 min                                                                           | Nb. d’arrêts 28                                                                           | Matériel Autobus standards et autobus articulés                                           | Jours de fonctionnement L, Ma, Me, J, V, S, D                                             | Jour / Soir / Nuit / Fêtes O / O / N / O                                                  | Voy. / an —                                                                               | Dépôt Chelles - Gustav Nast                                                               |
| 1     | Desserte : - Ville et lieux desservis : Chelles (Chantereine, Terre-Ciel, Rond-Point des Sciences) et Montfermeil (Mairie de Montfermeil, Hôpital). - Gares desservies : Chelles - Gournay et Hôpital de Montfermeil. |                                                                                           |                                                                                           |                                                                                           |                                                                                           |                                                                                           |                                                                                           |                                                                                           |                                                                                           |
| 1     | Autre : - Zone traversée : 4. - Arrêts non accessibles aux UFR : Maison de l'Emploi, Rue du Chelléen, Jehan de Chelles (vers Chelles), Jean Moulin (vers Montfermeil). - Amplitudes horaires : La ligne circule du lundi au vendredi de 5 h à 23 h 19, le samedi de 5 h 30 à 22 h 47 et les dimanches et fêtes de 6 h 30 à 22 h 17. |                                                                                           |                                                                                           |                                                                                           |                                                                                           |                                                                                           |                                                                                           |                                                                                           |                                                                                           |
| 1     | Dernière actualisation : 4 juillet 2025 |                                                                                           |                                                                                           |                                                                                           |                                                                                           |                                                                                           |                                                                                           |                                                                                           |                                                                                           |
| 2     | Gare de Chelles - Gournay ⥋ Vaires-sur-Marne - Paul Algis | Gare de Chelles - Gournay ⥋ Vaires-sur-Marne - Paul Algis                                 | Gare de Chelles - Gournay ⥋ Vaires-sur-Marne - Paul Algis                                 | Gare de Chelles - Gournay ⥋ Vaires-sur-Marne - Paul Algis                                 | Gare de Chelles - Gournay ⥋ Vaires-sur-Marne - Paul Algis                                 | Gare de Chelles - Gournay ⥋ Vaires-sur-Marne - Paul Algis                                 | Gare de Chelles - Gournay ⥋ Vaires-sur-Marne - Paul Algis                                 | Gare de Chelles - Gournay ⥋ Vaires-sur-Marne - Paul Algis                                 | Gare de Chelles - Gournay ⥋ Vaires-sur-Marne - Paul Algis                                 |
| 2     | Ouverture / Fermeture 16 avril 2018 / — | Longueur —                                                                                | Durée 30-35 min                                                                           | Nb. d’arrêts 31                                                                           | Matériel Autobus standards et autobus articulés                                           | Jours de fonctionnement L, Ma, Me, J, V, S                                                | Jour / Soir / Nuit / Fêtes O / N / N / N                                                  | Voy. / an —                                                                               | Dépôt Chelles - Gustav Nast et Chelles - La Trentaine 2                                   |
| 2     | Desserte : - Villes et lieux desservis : Chelles (Carrefour des Déportés, Cité Scolaire), Brou-sur-Chantereine et Vaires-sur-Marne (Île de loisirs de Vaires-Torcy). - Gares desservies : Chelles - Gournay et Vaires - Torcy. |                                                                                           |                                                                                           |                                                                                           |                                                                                           |                                                                                           |                                                                                           |                                                                                           |                                                                                           |
| 2     | Autre : - Zones traversées : 4 et 5. - Arrêts non accessibles aux UFR : Château Gaillard, de Mendès France à Base Olympique, Paul Algis. - Amplitudes horaires : La ligne circule du lundi au vendredi de 5 h à 22 h 5 et le samedi de 5 h 15 à 22 h 15 - Desserte Scolaire : Il existe une desserte en semaine et des services partiels le mercredi à la Cité Scolaire à Chelles qui ne sont pas assurés en période de vacances scolaires. - Particularités : La ligne ne circule pas le dimanche ni les jours fériés. |                                                                                           |                                                                                           |                                                                                           |                                                                                           |                                                                                           |                                                                                           |                                                                                           |                                                                                           |
| 2     | Dernière actualisation : 4 juillet 2025 |                                                                                           |                                                                                           |                                                                                           |                                                                                           |                                                                                           |                                                                                           |                                                                                           |                                                                                           |
| 3     | Gare de Chelles - Gournay ⥋ Gare de Villeparisis - Mitry-le-Neuf | Gare de Chelles - Gournay ⥋ Gare de Villeparisis - Mitry-le-Neuf                          | Gare de Chelles - Gournay ⥋ Gare de Villeparisis - Mitry-le-Neuf                          | Gare de Chelles - Gournay ⥋ Gare de Villeparisis - Mitry-le-Neuf                          | Gare de Chelles - Gournay ⥋ Gare de Villeparisis - Mitry-le-Neuf                          | Gare de Chelles - Gournay ⥋ Gare de Villeparisis - Mitry-le-Neuf                          | Gare de Chelles - Gournay ⥋ Gare de Villeparisis - Mitry-le-Neuf                          | Gare de Chelles - Gournay ⥋ Gare de Villeparisis - Mitry-le-Neuf                          | Gare de Chelles - Gournay ⥋ Gare de Villeparisis - Mitry-le-Neuf                          |
| 3     | Ouverture / Fermeture 16 avril 2018 / — | Longueur —                                                                                | Durée 20-50 min                                                                           | Nb. d’arrêts 41                                                                           | Matériel Autobus standards                                                                | Jours de fonctionnement L, Ma, Me, J, V, S                                                | Jour / Soir / Nuit / Fêtes O / N / N / N                                                  | Voy. / an —                                                                               | Dépôt Chelles - Gustav Nast                                                               |
| 3     | Desserte : - Villes et lieux desservis : Chelles (Carrefour des Déportés), Courtry (Église) et Villeparisis. - Gares desservies : Chelles - Gournay et Villeparisis - Mitry-le-Neuf. |                                                                                           |                                                                                           |                                                                                           |                                                                                           |                                                                                           |                                                                                           |                                                                                           |                                                                                           |
| 3     | Autre : - Zones traversées : 4 et 5. - Arrêts non accessibles aux UFR : Château Gaillard, Nouveau Cimetière (vers Chelles), Mont Chalats, Jehan de Chelles (vers Villeparisis), Les Clos (vers Villeparisis), Désiré Lefèvre, Le Chat - Z.I., Moulin, Centre-Ville, Chênes, Gare de Villeparisis - Mitry-le-Neuf. - Amplitudes horaires : La ligne circule du lundi au samedi de 5 h 20 à 22 h 10. - Particularités : - Du lundi au vendredi aux heures de pointe, une course sur deux est limitée entre Chelles - Gournay et Courtry - Église. - La ligne ne circule pas le dimanche ni les jours fériés. |                                                                                           |                                                                                           |                                                                                           |                                                                                           |                                                                                           |                                                                                           |                                                                                           |                                                                                           |
| 3     | Dernière actualisation : 4 juillet 2025 |                                                                                           |                                                                                           |                                                                                           |                                                                                           |                                                                                           |                                                                                           |                                                                                           |                                                                                           |
| 3s    | Chelles - Cité Scolaire ⥋ Gare de Mitry - Claye | Chelles - Cité Scolaire ⥋ Gare de Mitry - Claye                                           | Chelles - Cité Scolaire ⥋ Gare de Mitry - Claye                                           | Chelles - Cité Scolaire ⥋ Gare de Mitry - Claye                                           | Chelles - Cité Scolaire ⥋ Gare de Mitry - Claye                                           | Chelles - Cité Scolaire ⥋ Gare de Mitry - Claye                                           | Chelles - Cité Scolaire ⥋ Gare de Mitry - Claye                                           | Chelles - Cité Scolaire ⥋ Gare de Mitry - Claye                                           | Chelles - Cité Scolaire ⥋ Gare de Mitry - Claye                                           |
| 3s    | Ouverture / Fermeture 30 avril 2018 / — | Longueur —                                                                                | Durée 40-45 min                                                                           | Nb. d’arrêts 31                                                                           | Matériel —                                                                                | Jours de fonctionnement L, Ma, Me, J, V, S                                                | Jour / Soir / Nuit / Fêtes O / N / N / N                                                  | Voy. / an —                                                                               | Dépôt Chelles                                                                             |
| 3s    | Desserte : - Villes et lieux desservis : Chelles (Cité Scolaire, Chantereine), Villevaudé, Villeparisis et Mitry-Mory. - Gares desservies : Villeparisis - Mitry-le-Neuf et Mitry - Claye. |                                                                                           |                                                                                           |                                                                                           |                                                                                           |                                                                                           |                                                                                           |                                                                                           |                                                                                           |
| 3s    | Autre : - Zones traversées : 4 et 5. - Arrêts non accessibles aux UFR : De Poitou à Gare de Mitry - Claye. - Amplitudes horaires : La ligne du lundi au vendredi de 7 h 15 à 9 h, puis le lundi, mardi, jeudi et vendredi de 16 h 25 à 18 h 15, le mercredi de 12 h 25 à 14 h 5 et le samedi de 7 h 25 à 9 h 5 puis de 12 h 20 à 13 h. - Desserte scolaire : La ligne est une desserte de l'établissement scolaire Cité Scolaire à Chelles qui n'est pas assurée en période de vacances scolaires. - Particularités : La ligne ne circule pas le dimanche, les jours fériés ni les périodes de vacances scolaires. |                                                                                           |                                                                                           |                                                                                           |                                                                                           |                                                                                           |                                                                                           |                                                                                           |                                                                                           |
| 3s    | Dernière actualisation : 4 juillet 2025 |                                                                                           |                                                                                           |                                                                                           |                                                                                           |                                                                                           |                                                                                           |                                                                                           |                                                                                           |
| 4     | Gare de Chelles - Gournay ⥋ Mairie de Claye-Souilly | Gare de Chelles - Gournay ⥋ Mairie de Claye-Souilly                                       | Gare de Chelles - Gournay ⥋ Mairie de Claye-Souilly                                       | Gare de Chelles - Gournay ⥋ Mairie de Claye-Souilly                                       | Gare de Chelles - Gournay ⥋ Mairie de Claye-Souilly                                       | Gare de Chelles - Gournay ⥋ Mairie de Claye-Souilly                                       | Gare de Chelles - Gournay ⥋ Mairie de Claye-Souilly                                       | Gare de Chelles - Gournay ⥋ Mairie de Claye-Souilly                                       | Gare de Chelles - Gournay ⥋ Mairie de Claye-Souilly                                       |
| 4     | Ouverture / Fermeture 16 avril 2018 / — | Longueur —                                                                                | Durée 25-35 min                                                                           | Nb. d’arrêts 26                                                                           | Matériel Autobus standards                                                                | Jours de fonctionnement L, Ma, Me, J, V, S                                                | Jour / Soir / Nuit / Fêtes O / N / N / N                                                  | Voy. / an —                                                                               | Dépôt Chelles - Gustav Nast                                                               |
| 4     | Desserte : - Villes et lieux desservis : Chelles (Chantereine), Le Pin (Station de covoiturage), Villevaudé et Claye-Souilly (Les Sentiers de Claye-Souilly). - Gare desservie : Chelles - Gournay. |                                                                                           |                                                                                           |                                                                                           |                                                                                           |                                                                                           |                                                                                           |                                                                                           |                                                                                           |
| 4     | Autre : - Zones traversées : 4 et 5. - Arrêts non accessibles aux UFR : Château Gaillard, Cimetière, La Poste, Mairie, Église, Clos Marchais, Poitou, Closerie, Centre Commercial, de Les Tilleuls à Claye-Souilly - Mairie. - Amplitudes horaires : La ligne circule du lundi au vendredi de 6 h 10 à 20 h 15 et le samedi de 7 h à 19 h 50. - Particularités : - Les arrêts Closerie et Centre Commercial sont desservis du lundi au vendredi aux heures creuses puis par un bus sur deux aux heures de pointe du soir et le samedi dès la troisième course. - La ligne ne circule pas le dimanche ni les jours fériés. |                                                                                           |                                                                                           |                                                                                           |                                                                                           |                                                                                           |                                                                                           |                                                                                           |                                                                                           |
| 4     | Dernière actualisation : 4 juillet 2025 |                                                                                           |                                                                                           |                                                                                           |                                                                                           |                                                                                           |                                                                                           |                                                                                           |                                                                                           |
| 4s    | Chelles - Cité Scolaire ⥋ Mairie de Claye-Souilly | Chelles - Cité Scolaire ⥋ Mairie de Claye-Souilly                                         | Chelles - Cité Scolaire ⥋ Mairie de Claye-Souilly                                         | Chelles - Cité Scolaire ⥋ Mairie de Claye-Souilly                                         | Chelles - Cité Scolaire ⥋ Mairie de Claye-Souilly                                         | Chelles - Cité Scolaire ⥋ Mairie de Claye-Souilly                                         | Chelles - Cité Scolaire ⥋ Mairie de Claye-Souilly                                         | Chelles - Cité Scolaire ⥋ Mairie de Claye-Souilly                                         | Chelles - Cité Scolaire ⥋ Mairie de Claye-Souilly                                         |
| 4s    | Ouverture / Fermeture 30 avril 2018 / — | Longueur —                                                                                | Durée 30-45 min                                                                           | Nb. d’arrêts 26                                                                           | Matériel —                                                                                | Jours de fonctionnement L, Ma, Me, J, V, S                                                | Jour / Soir / Nuit / Fêtes O / N / N / N                                                  | Voy. / an —                                                                               | Dépôt Chelles                                                                             |
| 4s    | Desserte : - Villes et lieux desservis : Chelles, Le Pin, Villevaudé et Claye-Souilly. |                                                                                           |                                                                                           |                                                                                           |                                                                                           |                                                                                           |                                                                                           |                                                                                           |                                                                                           |
| 4s    | Autre : - Zones traversées : 4 et 5. - Arrêts non accessibles aux UFR : De Clos Marchais à Bisy, Les Tilleuls, Pasteur et Verdun. - Amplitudes horaires : La ligne circule du lundi au vendredi de 7 h 10 à 9 h 5, puis le lundi, mardi, jeudi et vendredi de 16 h 20 à 18 h 15, le mercredi de 12 h 25 à 18 h et le samedi de 7 h 15 à 9 h puis de 12 h 20 à 13 h. - Desserte scolaire : La ligne est une desserte de l'établissement scolaire Cité Scolaire à Chelles qui n'est pas assurée en période de vacances scolaires. - Particularités : - Il existe des services partiels à certaines heures entre Chasse et Mauperthuis le matin en direction de Claye-Souilly et le soir dans le sens inverse. - La ligne ne circule pas le dimanche, les jours fériés ni les périodes de vacances scolaires. |                                                                                           |                                                                                           |                                                                                           |                                                                                           |                                                                                           |                                                                                           |                                                                                           |                                                                                           |
| 4s    | Dernière actualisation : 4 juillet 2025 |                                                                                           |                                                                                           |                                                                                           |                                                                                           |                                                                                           |                                                                                           |                                                                                           |                                                                                           |
| 5     | Hôpital de Montfermeil ⥋ Gare de Lagny - Thorigny | Hôpital de Montfermeil ⥋ Gare de Lagny - Thorigny                                         | Hôpital de Montfermeil ⥋ Gare de Lagny - Thorigny                                         | Hôpital de Montfermeil ⥋ Gare de Lagny - Thorigny                                         | Hôpital de Montfermeil ⥋ Gare de Lagny - Thorigny                                         | Hôpital de Montfermeil ⥋ Gare de Lagny - Thorigny                                         | Hôpital de Montfermeil ⥋ Gare de Lagny - Thorigny                                         | Hôpital de Montfermeil ⥋ Gare de Lagny - Thorigny                                         | Hôpital de Montfermeil ⥋ Gare de Lagny - Thorigny                                         |
| 5     | Ouverture / Fermeture 16 avril 2018 / — | Longueur —                                                                                | Durée 15-40 min                                                                           | Nb. d’arrêts 30                                                                           | Matériel —                                                                                | Jours de fonctionnement L, Ma, Me, J, V, S                                                | Jour / Soir / Nuit / Fêtes O / N / N / N                                                  | Voy. / an —                                                                               | Dépôt Chelles - Gustav Nast                                                               |
| 5     | Desserte : - Villes et lieux desservis : Montfermeil (Hôtel de ville, Hôpital), Chelles (Collège Camille-Corot, Gymnase Georges-Cousin), Courtry (Zone industrielle de la Régale, Collège Maria-Callas, cimetière), Le Pin, Villevaudé et Pomponne. - Gare et station desservies : Lagny - Thorigny et Hôpital de Montfermeil. |                                                                                           |                                                                                           |                                                                                           |                                                                                           |                                                                                           |                                                                                           |                                                                                           |                                                                                           |
| 5     | Autre : - Zones traversées : 4 et 5. - Arrêts non accessibles aux UFR : De Route de Coubron à ESAT, Lavoisier (vers Montfermeil), Laussedat (vers Montfermeil), Le Chat - Z. I. (vers Pomponne), La Régale, La Poste, Église, Bisy, Bourg, de Lavoir à Petits Prés et Gare de Lagny - Thorigny. - Amplitudes horaires : La ligne circule du lundi au vendredi de 6 h 15 à 20 h 40 et le samedi de 6 h 45 à 21 h 10. - Particularités : - En période scolaire, une course le mercredi midi et deux les autres jours de la semaine l'après-midi, sauf le week-end, partent du collège Maria-Callas et ont leur terminus à La Mare. - La ligne ne circule pas le dimanche ni les jours fériés. |                                                                                           |                                                                                           |                                                                                           |                                                                                           |                                                                                           |                                                                                           |                                                                                           |                                                                                           |
| 5     | Dernière actualisation : 4 juillet 2025 |                                                                                           |                                                                                           |                                                                                           |                                                                                           |                                                                                           |                                                                                           |                                                                                           |                                                                                           |
| 6     | Gare de Chelles - Gournay ⥋ Gare de Vaires - Torcy / Vaires-sur-Marne - Collège Goscinny | Gare de Chelles - Gournay ⥋ Gare de Vaires - Torcy / Vaires-sur-Marne - Collège Goscinny  | Gare de Chelles - Gournay ⥋ Gare de Vaires - Torcy / Vaires-sur-Marne - Collège Goscinny  | Gare de Chelles - Gournay ⥋ Gare de Vaires - Torcy / Vaires-sur-Marne - Collège Goscinny  | Gare de Chelles - Gournay ⥋ Gare de Vaires - Torcy / Vaires-sur-Marne - Collège Goscinny  | Gare de Chelles - Gournay ⥋ Gare de Vaires - Torcy / Vaires-sur-Marne - Collège Goscinny  | Gare de Chelles - Gournay ⥋ Gare de Vaires - Torcy / Vaires-sur-Marne - Collège Goscinny  | Gare de Chelles - Gournay ⥋ Gare de Vaires - Torcy / Vaires-sur-Marne - Collège Goscinny  | Gare de Chelles - Gournay ⥋ Gare de Vaires - Torcy / Vaires-sur-Marne - Collège Goscinny  |
| 6     | Ouverture / Fermeture 16 avril 2018 / — | Longueur —                                                                                | Durée 20-30 min                                                                           | Nb. d’arrêts 23                                                                           | Matériel Autobus standards                                                                | Jours de fonctionnement L, Ma, Me, J, V, S                                                | Jour / Soir / Nuit / Fêtes O / N / N / N                                                  | Voy. / an —                                                                               | Dépôt Chelles - Gustav Nast                                                               |
| 6     | Desserte : - Villes et lieux desservis : Chelles (Carrefour des Déportés, Collège de l’Europe), Brou-sur-Chantereine et Vaires-sur-Marne (Collège Goscinny). - Gares desservies : Chelles - Gournay et Vaires - Torcy. |                                                                                           |                                                                                           |                                                                                           |                                                                                           |                                                                                           |                                                                                           |                                                                                           |                                                                                           |
| 6     | Autre : - Zones traversées : 4 et 5. - Arrêts non accessibles aux UFR : Skatepark, Terres Rouges, de Foch à Collège Goscinny. - Amplitudes horaires : La ligne circule du lundi au vendredi de 6 h 5 à 21 h et le samedi de 6 h 5 à 20 h 55. - Desserte scolaire : Il existe une desserte de l'établissement scolaires Collège Goscinny à Vaires-sur-Marne qui n'est pas assurée en période de vacances scolaires. - Particularités : La ligne ne circule pas le dimanche ni les jours fériés. |                                                                                           |                                                                                           |                                                                                           |                                                                                           |                                                                                           |                                                                                           |                                                                                           |                                                                                           |
| 6     | Dernière actualisation : 4 juillet 2025 |                                                                                           |                                                                                           |                                                                                           |                                                                                           |                                                                                           |                                                                                           |                                                                                           |                                                                                           |
| 7     | Gare de Chelles - Gournay ⥋ Gare de Chelles - Gournay | Gare de Chelles - Gournay ⥋ Gare de Chelles - Gournay                                     | Gare de Chelles - Gournay ⥋ Gare de Chelles - Gournay                                     | Gare de Chelles - Gournay ⥋ Gare de Chelles - Gournay                                     | Gare de Chelles - Gournay ⥋ Gare de Chelles - Gournay                                     | Gare de Chelles - Gournay ⥋ Gare de Chelles - Gournay                                     | Gare de Chelles - Gournay ⥋ Gare de Chelles - Gournay                                     | Gare de Chelles - Gournay ⥋ Gare de Chelles - Gournay                                     | Gare de Chelles - Gournay ⥋ Gare de Chelles - Gournay                                     |
| 7     | Ouverture / Fermeture 16 avril 2018 / — | Longueur —                                                                                | Durée 25-50 min                                                                           | Nb. d’arrêts 26                                                                           | Matériel Autobus standards                                                                | Jours de fonctionnement L, Ma, Me, J, V, S                                                | Jour / Soir / Nuit / Fêtes O / N / N / N                                                  | Voy. / an —                                                                               | Dépôt Chelles - Gustav Nast                                                               |
| 7     | Desserte : - Villes et lieux desservis : Chelles (Carrefour des Déportés, Collège de l'Europe, Collège Camille-Corot) et Courtry (Collège Maria-Callas). - Gare desservie : Chelles - Gournay. |                                                                                           |                                                                                           |                                                                                           |                                                                                           |                                                                                           |                                                                                           |                                                                                           |                                                                                           |
| 7     | Autre : - Zone traversée : 4. - Arrêts non accessibles aux UFR : Skate Park (vers Chelles), Lavoisier (vers Chelles), Collège Corot (vers Chelles) et Le Chat - Z.I. - Amplitudes horaires : La ligne circule du lundi au samedi de 5 h 40 à 20 h 44. - Particularités : La ligne ne circule pas le dimanche ni les jours fériés. |                                                                                           |                                                                                           |                                                                                           |                                                                                           |                                                                                           |                                                                                           |                                                                                           |                                                                                           |
| 7     | Dernière actualisation : 4 juillet 2025 |                                                                                           |                                                                                           |                                                                                           |                                                                                           |                                                                                           |                                                                                           |                                                                                           |                                                                                           |
| 7s    | Chelles - Cité Scolaire ⥋ Courtry - Stade / Debussy | Chelles - Cité Scolaire ⥋ Courtry - Stade / Debussy                                       | Chelles - Cité Scolaire ⥋ Courtry - Stade / Debussy                                       | Chelles - Cité Scolaire ⥋ Courtry - Stade / Debussy                                       | Chelles - Cité Scolaire ⥋ Courtry - Stade / Debussy                                       | Chelles - Cité Scolaire ⥋ Courtry - Stade / Debussy                                       | Chelles - Cité Scolaire ⥋ Courtry - Stade / Debussy                                       | Chelles - Cité Scolaire ⥋ Courtry - Stade / Debussy                                       | Chelles - Cité Scolaire ⥋ Courtry - Stade / Debussy                                       |
| 7s    | Ouverture / Fermeture 30 avril 2018 / — | Longueur —                                                                                | Durée 15-20 min                                                                           | Nb. d’arrêts 23                                                                           | Matériel —                                                                                | Jours de fonctionnement L, Ma, Me, J, V, S                                                | Jour / Soir / Nuit / Fêtes O / N / N / N                                                  | Voy. / an —                                                                               | Dépôt Chelles                                                                             |
| 7s    | Desserte : - Villes et lieux desservis : Chelles et Courtry. |                                                                                           |                                                                                           |                                                                                           |                                                                                           |                                                                                           |                                                                                           |                                                                                           |                                                                                           |
| 7s    | Autre : - Zone traversée : 4. - Arrêts non accessibles aux UFR : Collège Corot, Le Chat - Z.I., Goulet, Aimé Fluttaz, Debussy. - Amplitudes horaires : La ligne circule du lundi au vendredi de 7 h 30 à 9 h, puis le lundi, mardi, jeudi et vendredi de 16 h 25 à 17 h 50, le mercredi de 12 h 25 à 13 h 35 et le samedi de 7 h 35 à 9 h puis de 12 h 20 à 12 h 35. - Desserte scolaire : La ligne est une desserte de l'établissement scolaire Cité Scolaire à Chelles qui n'est pas assurée en période de vacances scolaires. - Particularités : La ligne ne circule pas le dimanche, les jours fériés ni les périodes de vacances scolaires. |                                                                                           |                                                                                           |                                                                                           |                                                                                           |                                                                                           |                                                                                           |                                                                                           |                                                                                           |
| 7s    | Dernière actualisation : 4 juillet 2025 |                                                                                           |                                                                                           |                                                                                           |                                                                                           |                                                                                           |                                                                                           |                                                                                           |                                                                                           |
| 8     | Gare de Chelles - Gournay ⥋ Gare de Vaires - Torcy | Gare de Chelles - Gournay ⥋ Gare de Vaires - Torcy                                        | Gare de Chelles - Gournay ⥋ Gare de Vaires - Torcy                                        | Gare de Chelles - Gournay ⥋ Gare de Vaires - Torcy                                        | Gare de Chelles - Gournay ⥋ Gare de Vaires - Torcy                                        | Gare de Chelles - Gournay ⥋ Gare de Vaires - Torcy                                        | Gare de Chelles - Gournay ⥋ Gare de Vaires - Torcy                                        | Gare de Chelles - Gournay ⥋ Gare de Vaires - Torcy                                        | Gare de Chelles - Gournay ⥋ Gare de Vaires - Torcy                                        |
| 8     | Ouverture / Fermeture 16 avril 2018 / — | Longueur —                                                                                | Durée 20-25 min                                                                           | Nb. d’arrêts 19                                                                           | Matériel Autobus articulés                                                                | Jours de fonctionnement L, Ma, Me, J, V, S, D                                             | Jour / Soir / Nuit / Fêtes O / N / N / O                                                  | Voy. / an —                                                                               | Dépôt Chelles - Gustav Nast                                                               |
| 8     | Desserte : - Villes et lieux desservis : Chelles (Grande Prairie, Trentaine) et Vaires-sur-Marne (Île de loisirs de Vaires-Torcy). - Gares desservies : Chelles - Gournay et Vaires - Torcy. |                                                                                           |                                                                                           |                                                                                           |                                                                                           |                                                                                           |                                                                                           |                                                                                           |                                                                                           |
| 8     | Autre : - Zones traversées : 4 et 5. - Arrêts non accessibles aux UFR : De Belle Île à Deux Communes, Base Olympique, Gare de Vaires-sur-Marne. - Amplitudes horaires : La ligne circule du lundi au vendredi de 6 h à 20 h 50, le samedi de 6 h 30 à 19 h 56 et les dimanches et jours fériés de 8 h 55 à 14 h 25. |                                                                                           |                                                                                           |                                                                                           |                                                                                           |                                                                                           |                                                                                           |                                                                                           |                                                                                           |
| 8     | Dernière actualisation : 4 juillet 2025 |                                                                                           |                                                                                           |                                                                                           |                                                                                           |                                                                                           |                                                                                           |                                                                                           |                                                                                           |
| 8s    | Mairie de Chelles ⥋ Gare de Chelles - Gournay / Vieux Moulin | Mairie de Chelles ⥋ Gare de Chelles - Gournay / Vieux Moulin                              | Mairie de Chelles ⥋ Gare de Chelles - Gournay / Vieux Moulin                              | Mairie de Chelles ⥋ Gare de Chelles - Gournay / Vieux Moulin                              | Mairie de Chelles ⥋ Gare de Chelles - Gournay / Vieux Moulin                              | Mairie de Chelles ⥋ Gare de Chelles - Gournay / Vieux Moulin                              | Mairie de Chelles ⥋ Gare de Chelles - Gournay / Vieux Moulin                              | Mairie de Chelles ⥋ Gare de Chelles - Gournay / Vieux Moulin                              | Mairie de Chelles ⥋ Gare de Chelles - Gournay / Vieux Moulin                              |
| 8s    | Ouverture / Fermeture 30 avril 2018 / — | Longueur —                                                                                | Durée 10-15 min                                                                           | Nb. d’arrêts 11                                                                           | Matériel Autobus articulés                                                                | Jours de fonctionnement L, Ma, Me, J, V                                                   | Jour / Soir / Nuit / Fêtes O / N / N / N                                                  | Voy. / an —                                                                               | Dépôt Chelles                                                                             |
| 8s    | Desserte : - Ville et lieux desservis : Chelles (Mairie de Chelles, Cité Scolaire). - Gare desservie : Chelles - Gournay. |                                                                                           |                                                                                           |                                                                                           |                                                                                           |                                                                                           |                                                                                           |                                                                                           |                                                                                           |
| 8s    | Autre : - Zone traversée : 4. - Arrêt non accessibles aux UFR : Chelles - Mairie. - Amplitudes horaires : La ligne circule du lundi au vendredi de 8 h à 9 h 15 puis le lundi, mardi, jeudi et vendredi de 16 h 10 à 17 h 25 et le mercredi de 12 h 40 à 12 h 55. - Desserte scolaire : La ligne est une desserte de l'établissement scolaire Cité Scolaire à Chelles qui n'est pas assurée en période de vacances scolaires. - Particularités : La ligne ne circule pas le samedi, le dimanche, les jours fériés ni les périodes de vacances scolaires. |                                                                                           |                                                                                           |                                                                                           |                                                                                           |                                                                                           |                                                                                           |                                                                                           |                                                                                           |
| 8s    | Dernière actualisation : 4 juillet 2025 |                                                                                           |                                                                                           |                                                                                           |                                                                                           |                                                                                           |                                                                                           |                                                                                           |                                                                                           |
| 9     | Gare de Chelles - Gournay ⥋ Gare de Chelles - Gournay | Gare de Chelles - Gournay ⥋ Gare de Chelles - Gournay                                     | Gare de Chelles - Gournay ⥋ Gare de Chelles - Gournay                                     | Gare de Chelles - Gournay ⥋ Gare de Chelles - Gournay                                     | Gare de Chelles - Gournay ⥋ Gare de Chelles - Gournay                                     | Gare de Chelles - Gournay ⥋ Gare de Chelles - Gournay                                     | Gare de Chelles - Gournay ⥋ Gare de Chelles - Gournay                                     | Gare de Chelles - Gournay ⥋ Gare de Chelles - Gournay                                     | Gare de Chelles - Gournay ⥋ Gare de Chelles - Gournay                                     |
| 9     | Ouverture / Fermeture 16 avril 2018 / — | Longueur —                                                                                | Durée 20 min                                                                              | Nb. d’arrêts 13                                                                           | Matériel Autobus standards et autobus articulés                                           | Jours de fonctionnement L, Ma, Me, J, V, S, D                                             | Jour / Soir / Nuit / Fêtes O / N / N / O                                                  | Voy. / an —                                                                               | Dépôt Chelles - Gustav Nast                                                               |
| 9     | Desserte : - Ville et lieux desservis : Chelles (Mairie de Chelles, Abbesses - Gare desservie : Chelles - Gournay. |                                                                                           |                                                                                           |                                                                                           |                                                                                           |                                                                                           |                                                                                           |                                                                                           |                                                                                           |
| 9     | Autre : - Zone traversée : 4. - Arrêts non accessibles aux UFR : Austerlitz et La Poste. - Amplitudes horaires : La ligne circule du lundi au vendredi de 5 h 18 à 21 h 36, le samedi de 6 h 20 à 20 h 37 et les dimanches et jours fériés de 8 h 20 à 19 h 36. |                                                                                           |                                                                                           |                                                                                           |                                                                                           |                                                                                           |                                                                                           |                                                                                           |                                                                                           |
| 9     | Dernière actualisation : 4 juillet 2025 |                                                                                           |                                                                                           |                                                                                           |                                                                                           |                                                                                           |                                                                                           |                                                                                           |                                                                                           |
| 9s    | Chelles - Cité Scolaire ⥋ Courtry - Cressonnières / Chelles - Collège Corot / Bois Madame | Chelles - Cité Scolaire ⥋ Courtry - Cressonnières / Chelles - Collège Corot / Bois Madame | Chelles - Cité Scolaire ⥋ Courtry - Cressonnières / Chelles - Collège Corot / Bois Madame | Chelles - Cité Scolaire ⥋ Courtry - Cressonnières / Chelles - Collège Corot / Bois Madame | Chelles - Cité Scolaire ⥋ Courtry - Cressonnières / Chelles - Collège Corot / Bois Madame | Chelles - Cité Scolaire ⥋ Courtry - Cressonnières / Chelles - Collège Corot / Bois Madame | Chelles - Cité Scolaire ⥋ Courtry - Cressonnières / Chelles - Collège Corot / Bois Madame | Chelles - Cité Scolaire ⥋ Courtry - Cressonnières / Chelles - Collège Corot / Bois Madame | Chelles - Cité Scolaire ⥋ Courtry - Cressonnières / Chelles - Collège Corot / Bois Madame |
| 9s    | Ouverture / Fermeture 30 avril 2018 / — | Longueur —                                                                                | Durée 25-30 min                                                                           | Nb. d’arrêts 28                                                                           | Matériel Autobus articulés                                                                | Jours de fonctionnement L, Ma, Me, J, V, S                                                | Jour / Soir / Nuit / Fêtes O / N / N / N                                                  | Voy. / an —                                                                               | Dépôt Chelles - La Trentaine 2                                                            |
| 9s    | Desserte : - Ville et lieux desservis : Chelles (Cité Scolaire, Collège Corot). - Gare desservie : Chelles - Gournay. |                                                                                           |                                                                                           |                                                                                           |                                                                                           |                                                                                           |                                                                                           |                                                                                           |                                                                                           |
| 9s    | Autre : - Zone traversée : 4. - Arrêts non accessibles aux UFR : Skate Park, Collège Corot. - Amplitudes horaires : La ligne circule du lundi au vendredi de 7 h 35 à 9 h 5 puis le lundi, mardi, jeudi et vendredi de 15 h à 17 h 50, le mercredi de 12 h 20 à 13 h 50 et le samedi de 7 h 35 à 8 h 5 puis de 12 h 20 à 12 h 50. - Desserte scolaire : La ligne est une desserte des établissements scolaire Cité Scolaire et Collège Corot à Chelles qui n'est pas assurée en période de vacances scolaires. - Particularités : La ligne ne circule pas le dimanche, les jours fériés ni les périodes de vacances scolaires. |                                                                                           |                                                                                           |                                                                                           |                                                                                           |                                                                                           |                                                                                           |                                                                                           |                                                                                           |
| 9s    | Dernière actualisation : 4 juillet 2025 |                                                                                           |                                                                                           |                                                                                           |                                                                                           |                                                                                           |                                                                                           |                                                                                           |                                                                                           |

### Lignes 10 à 19
| - Gares desservies : Torcy, Vaires - Torcy, Chelles - Gournay, Aéroport Charles-de-Gaulle 1. \| \| \| \| Arrêt \| Zone \| Commune \| Correspondances[79] \| \| \| - \| \| ------------------------------------------------------- \| ---- \| -------------------- \| ------------------- \| \| \| ■ \| \| Torcy \| 5 \| Torcy \| \| \| \| • \| \| Vaires - Torcy \| 5 \| Vaires-sur-Marne \| \| \| \| • \| \| Parc de Brou \| 5 \| Brou-sur-Chantereine \| \| \| \| • \| \| Chelles - Gournay \| 4 \| Chelles \| \| \| \| • \| \| Carrefour des Déportés \| 4 \| Chelles \| \| \| \| • \| \| Madeleine \| 4 \| Chelles \| \| \| \| • \| \| Chantereine \| 4 \| Chelles \| \| \| \| • \| \| Le Pin Courtry - Station de covoiturage \| 5 \| Le Pin \| \| \| \| ■ \| \| Gare Aéroport Charles-de-Gaulle Terminal 1 - Roissypôle \| 5 \| Roissy-en-France \| CDGVAL \| (Les stations en gras servent de départ ou de terminus à certaines missions) |   |  |                                                         |      |                      |                                                  |
| |   |  | Arrêt                                                   | Zone | Commune              | Correspondances                                  |
| | ■ |  | Torcy                                                   | 5    | Torcy                | (RER) · (A)                                      |
| | • |  | Vaires - Torcy                                          | 5    | Vaires-sur-Marne     | Transilien · Ligne P du Transilien               |
| | • |  | Parc de Brou                                            | 5    | Brou-sur-Chantereine |                                                  |
| | • |  | Chelles - Gournay                                       | 4    | Chelles              | (RER) · (E) · Transilien · Ligne P du Transilien |
| | • |  | Carrefour des Déportés                                  | 4    | Chelles              |                                                  |
| | • |  | Madeleine                                               | 4    | Chelles              |                                                  |
| | • |  | Chantereine                                             | 4    | Chelles              |                                                  |
| | • |  | Le Pin Courtry - Station de covoiturage                 | 5    | Le Pin               |                                                  |
| | ■ |  | Gare Aéroport Charles-de-Gaulle Terminal 1 - Roissypôle | 5    | Roissy-en-France     | CDGVAL                                           |

|  |   |  | Arrêt                                                   | Zone | Commune              | Correspondances                                  |
|  | - |  | ------------------------------------------------------- | ---- | -------------------- | ------------------------------------------------ |
|  | ■ |  | Torcy                                                   | 5    | Torcy                | (RER) · (A)                                      |
|  | • |  | Vaires - Torcy                                          | 5    | Vaires-sur-Marne     | Transilien · Ligne P du Transilien               |
|  | • |  | Parc de Brou                                            | 5    | Brou-sur-Chantereine |                                                  |
|  | • |  | Chelles - Gournay                                       | 4    | Chelles              | (RER) · (E) · Transilien · Ligne P du Transilien |
|  | • |  | Carrefour des Déportés                                  | 4    | Chelles              |                                                  |
|  | • |  | Madeleine                                               | 4    | Chelles              |                                                  |
|  | • |  | Chantereine                                             | 4    | Chelles              |                                                  |
|  | • |  | Le Pin Courtry - Station de covoiturage                 | 5    | Le Pin               |                                                  |
|  | ■ |  | Gare Aéroport Charles-de-Gaulle Terminal 1 - Roissypôle | 5    | Roissy-en-France     | CDGVAL                                           |

### Lignes 100 à 109
| - Gares et stations desservies : Sevran - Beaudottes, Aéroport CDG 1, Romain Rolland et Freinville - Sevran. \| \| \| \| Arrêt \| Zone \| Commune \| Correspondances[79] \| \| \| - \| \| ------------------------------- \| ---- \| ------------------ \| ------------------- \| \| \| ■ \| \| Roissypôle - Aéroport CDG 1 RER \| 5 \| Tremblay-en-France \| CDGVAL \| \| \| • \| \| Terminal 2 - Route de Service \| 5 \| Tremblay-en-France \| \| \| \| • \| \| Rue des Vignes \| 5 \| Roissy-en-France \| \| \| \| • \| \| Rue du Chapitre \| 5 \| Tremblay-en-France \| \| \| \| • \| \| Les Deux Cèdres \| 5 \| Roissy-en-France \| \| \| \| • \| \| Cargo - Centre \| 5 \| Roissy-en-France \| \| \| \| • \| \| Rue des Marguilliers \| 5 \| Tremblay-en-France \| \| \| \| • \| \| Aéroville \| 5 \| Tremblay-en-France \| \| \| \| • \| \| Aéroville - Belle Borne \| 5 \| Tremblay-en-France \| \| \| \| • \| \| Rue du Pavé \| 5 \| Tremblay-en-France \| \| \| \| • \| \| Versant Seine \| 5 \| Tremblay-en-France \| \| \| \| • \| \| La Croix \| 5 \| Tremblay-en-France \| \| \| \| • \| \| Rue du Sausset \| 4 \| Villepinte \| \| \| \| • \| \| Clos Montceleux \| 4 \| Villepinte \| \| \| \| • \| \| Sevran - Beaudottes RER \| 4 \| Sevran \| \| \| \| • \| \| Kennedy - Charcot \| 4 \| Sevran \| \| \| \| • \| \| Freinville - Westinghouse \| 4 \| Sevran \| \| \| \| • \| \| Vauban \| 4 \| Livry-Gargan \| \| \| \| • \| \| Collège Louise Michel \| 4 \| Clichy-sous-Bois \| (par voie publique) \| \| \| • \| \| Avenue Ladrette \| 4 \| Clichy-sous-Bois \| \| \| \| • \| \| Romain Rolland \| 4 \| Clichy-sous-Bois \| \| \| \| • \| \| Émile Zola \| 4 \| Clichy-sous-Bois \| \| \| \| • \| \| Les Bosquets \| 4 \| Montfermeil \| \| \| \| • \| \| Tuilerie \| 4 \| Montfermeil \| \| \| \| • \| \| L'Ermitage \| 4 \| Montfermeil \| \| \| \| • \| \| Jean Moulin \| 4 \| Montfermeil \| \| \| \| • \| \| Arago \| 4 \| Montfermeil \| \| \| \| ■ \| \| Rond-Point des Sciences \| 4 \| Chelles \| \| (Les stations en gras servent de départ ou de terminus à certaines missions) |   |  |                                 |      |                    |                     |
| |   |  | Arrêt                           | Zone | Commune            | Correspondances     |
| | ■ |  | Roissypôle - Aéroport CDG 1 RER | 5    | Tremblay-en-France | CDGVAL              |
| | • |  | Terminal 2 - Route de Service   | 5    | Tremblay-en-France |                     |
| | • |  | Rue des Vignes                  | 5    | Roissy-en-France   |                     |
| | • |  | Rue du Chapitre                 | 5    | Tremblay-en-France |                     |
| | • |  | Les Deux Cèdres                 | 5    | Roissy-en-France   |                     |
| | • |  | Cargo - Centre                  | 5    | Roissy-en-France   |                     |
| | • |  | Rue des Marguilliers            | 5    | Tremblay-en-France |                     |
| | • |  | Aéroville                       | 5    | Tremblay-en-France |                     |
| | • |  | Aéroville - Belle Borne         | 5    | Tremblay-en-France |                     |
| | • |  | Rue du Pavé                     | 5    | Tremblay-en-France |                     |
| | • |  | Versant Seine                   | 5    | Tremblay-en-France |                     |
| | • |  | La Croix                        | 5    | Tremblay-en-France |                     |
| | • |  | Rue du Sausset                  | 4    | Villepinte         |                     |
| | • |  | Clos Montceleux                 | 4    | Villepinte         |                     |
| | • |  | Sevran - Beaudottes RER         | 4    | Sevran             | (RER) · (B)         |
| | • |  | Kennedy - Charcot               | 4    | Sevran             |                     |
| | • |  | Freinville - Westinghouse       | 4    | Sevran             | (T) · (4)           |
| | • |  | Vauban                          | 4    | Livry-Gargan       |                     |
| | • |  | Collège Louise Michel           | 4    | Clichy-sous-Bois   | (par voie publique) |
| | • |  | Avenue Ladrette                 | 4    | Clichy-sous-Bois   |                     |
| | • |  | Romain Rolland                  | 4    | Clichy-sous-Bois   | (T) · (4)           |
| | • |  | Émile Zola                      | 4    | Clichy-sous-Bois   |                     |
| | • |  | Les Bosquets                    | 4    | Montfermeil        |                     |
| | • |  | Tuilerie                        | 4    | Montfermeil        |                     |
| | • |  | L'Ermitage                      | 4    | Montfermeil        |                     |
| | • |  | Jean Moulin                     | 4    | Montfermeil        |                     |
| | • |  | Arago                           | 4    | Montfermeil        |                     |
| | ■ |  | Rond-Point des Sciences         | 4    | Chelles            |                     |

|  |   |  | Arrêt                           | Zone | Commune            | Correspondances     |
|  | - |  | ------------------------------- | ---- | ------------------ | ------------------- |
|  | ■ |  | Roissypôle - Aéroport CDG 1 RER | 5    | Tremblay-en-France | CDGVAL              |
|  | • |  | Terminal 2 - Route de Service   | 5    | Tremblay-en-France |                     |
|  | • |  | Rue des Vignes                  | 5    | Roissy-en-France   |                     |
|  | • |  | Rue du Chapitre                 | 5    | Tremblay-en-France |                     |
|  | • |  | Les Deux Cèdres                 | 5    | Roissy-en-France   |                     |
|  | • |  | Cargo - Centre                  | 5    | Roissy-en-France   |                     |
|  | • |  | Rue des Marguilliers            | 5    | Tremblay-en-France |                     |
|  | • |  | Aéroville                       | 5    | Tremblay-en-France |                     |
|  | • |  | Aéroville - Belle Borne         | 5    | Tremblay-en-France |                     |
|  | • |  | Rue du Pavé                     | 5    | Tremblay-en-France |                     |
|  | • |  | Versant Seine                   | 5    | Tremblay-en-France |                     |
|  | • |  | La Croix                        | 5    | Tremblay-en-France |                     |
|  | • |  | Rue du Sausset                  | 4    | Villepinte         |                     |
|  | • |  | Clos Montceleux                 | 4    | Villepinte         |                     |
|  | • |  | Sevran - Beaudottes RER         | 4    | Sevran             | (RER) · (B)         |
|  | • |  | Kennedy - Charcot               | 4    | Sevran             |                     |
|  | • |  | Freinville - Westinghouse       | 4    | Sevran             | (T) · (4)           |
|  | • |  | Vauban                          | 4    | Livry-Gargan       |                     |
|  | • |  | Collège Louise Michel           | 4    | Clichy-sous-Bois   | (par voie publique) |
|  | • |  | Avenue Ladrette                 | 4    | Clichy-sous-Bois   |                     |
|  | • |  | Romain Rolland                  | 4    | Clichy-sous-Bois   | (T) · (4)           |
|  | • |  | Émile Zola                      | 4    | Clichy-sous-Bois   |                     |
|  | • |  | Les Bosquets                    | 4    | Montfermeil        |                     |
|  | • |  | Tuilerie                        | 4    | Montfermeil        |                     |
|  | • |  | L'Ermitage                      | 4    | Montfermeil        |                     |
|  | • |  | Jean Moulin                     | 4    | Montfermeil        |                     |
|  | • |  | Arago                           | 4    | Montfermeil        |                     |
|  | ■ |  | Rond-Point des Sciences         | 4    | Chelles            |                     |

### Lignes 420 à 429
| Ligne | Caractéristiques | Caractéristiques                                                 | Caractéristiques                                                 | Caractéristiques                                                 | Caractéristiques                                                 | Caractéristiques                                                 | Caractéristiques                                                 | Caractéristiques                                                 | Caractéristiques                                                 |
| 421   | Gare de Vaires - Torcy ⥋ Gare d'Émerainville - Pontault-Combault | Gare de Vaires - Torcy ⥋ Gare d'Émerainville - Pontault-Combault | Gare de Vaires - Torcy ⥋ Gare d'Émerainville - Pontault-Combault | Gare de Vaires - Torcy ⥋ Gare d'Émerainville - Pontault-Combault | Gare de Vaires - Torcy ⥋ Gare d'Émerainville - Pontault-Combault | Gare de Vaires - Torcy ⥋ Gare d'Émerainville - Pontault-Combault | Gare de Vaires - Torcy ⥋ Gare d'Émerainville - Pontault-Combault | Gare de Vaires - Torcy ⥋ Gare d'Émerainville - Pontault-Combault | Gare de Vaires - Torcy ⥋ Gare d'Émerainville - Pontault-Combault |
| ----- | --- | ---------------------------------------------------------------- | ---------------------------------------------------------------- | ---------------------------------------------------------------- | ---------------------------------------------------------------- | ---------------------------------------------------------------- | ---------------------------------------------------------------- | ---------------------------------------------------------------- | ---------------------------------------------------------------- |
| 421   | Ouverture / Fermeture 4 novembre 1974 / — | Longueur 18,45 km                                                | Durée 45 min                                                     | Nb. d’arrêts 36                                                  | Matériel Autobus standards                                       | Jours de fonctionnement L, Ma, Me, J, V, S, D                    | Jour / Soir / Nuit / Fêtes O / O / N / O                         | Voy. / an —                                                      | Dépôt Pontault-Combault - Rue de Bruxelles                       |
| 421   | Desserte : - Villes et lieux desservis : Vaires-sur-Marne, Torcy (Mairie, Bay 2), Croissy-Beaubourg (Mairie), Émerainville (Mairie, Piscine d'Émery). - Gares desservies : Vaires - Torcy, Torcy et Émerainville - Pontault-Combault. |                                                                  |                                                                  |                                                                  |                                                                  |                                                                  |                                                                  |                                                                  |                                                                  |
| 421   | Autre : - Zone traversée : 5 - Arrêts non accessibles aux UFR : Gare de Vaires-Torcy (terminus de montée), Gare de Vaires-Torcy Sud (terminus de descente), Les Cantines vers Gare de Vaires-Torcy Sud, Bel-Air vers Emerainville, Le Parc vers Gare de Vaires-Torcy Sud, Rue d'Emery vers Gare de Vaires-Torcy Sud, Mairie d'Émerainville (terminus descente). - Amplitudes horaires : La ligne circule du lundi au vendredi de 4 h 20 à 23 h 10, le samedi à partir de 4 h 50 et le dimanche à partir de 7 h 10. - Particularités : - Du lundi au samedi, 1 bus sur 2 est limité à la gare de Torcy en provenance ou et direction de la gare de Vaires - Torcy. - Le dimanche, la desserte du marché de Chelles est assurée via Noisiel, Champs-sur-Marne et Gournay-sur-Marne par un aller-retour (départ à 8 h 7 de Torcy et à 9 h 45 du marché de Chelles). |                                                                  |                                                                  |                                                                  |                                                                  |                                                                  |                                                                  |                                                                  |                                                                  |
| 421   | Dernière actualisation : 31 juillet 2025 |                                                                  |                                                                  |                                                                  |                                                                  |                                                                  |                                                                  |                                                                  |                                                                  |

### Lignes 500 à 509
| Ligne | Caractéristiques | Caractéristiques | Caractéristiques | Caractéristiques | Caractéristiques | Caractéristiques | Caractéristiques | Caractéristiques | Caractéristiques |
| 500   | Ozoir-la-Ferrière - Belle Croix ⥋ Roissy-en-Brie - Lycée Charles le Chauve / Collège Garlande | Ozoir-la-Ferrière - Belle Croix ⥋ Roissy-en-Brie - Lycée Charles le Chauve / Collège Garlande                                            | Ozoir-la-Ferrière - Belle Croix ⥋ Roissy-en-Brie - Lycée Charles le Chauve / Collège Garlande                                            | Ozoir-la-Ferrière - Belle Croix ⥋ Roissy-en-Brie - Lycée Charles le Chauve / Collège Garlande                                            | Ozoir-la-Ferrière - Belle Croix ⥋ Roissy-en-Brie - Lycée Charles le Chauve / Collège Garlande                                            | Ozoir-la-Ferrière - Belle Croix ⥋ Roissy-en-Brie - Lycée Charles le Chauve / Collège Garlande                                            | Ozoir-la-Ferrière - Belle Croix ⥋ Roissy-en-Brie - Lycée Charles le Chauve / Collège Garlande                                            | Ozoir-la-Ferrière - Belle Croix ⥋ Roissy-en-Brie - Lycée Charles le Chauve / Collège Garlande                                            | Ozoir-la-Ferrière - Belle Croix ⥋ Roissy-en-Brie - Lycée Charles le Chauve / Collège Garlande                                            |
| ----- | --- | --- | --- | --- | --- | --- | --- | --- | --- |
| 500   | Ouverture / Fermeture 3 septembre 2018 / — | Longueur 20 km | Durée 15-30 min | Nb. d’arrêts 23 | Matériel — | Jours de fonctionnement L, Ma, Me, J, V, S                                                                                               | Jour / Soir / Nuit / Fêtes O / N / N / N                                                                                                 | Voy. / an — | Dépôt Pontault-Combault - Rue de Bruxelles                                                                                               |
| 500   | Desserte : - Villes et lieux desservis : Roissy-en-Brie (Lycée Charles le Chauve, ZAC de la Vallée, Collège Anceau de Garlande) et Ozoir-la-Ferrière (Collège Marie Laurencin, ZAC Nord et Sud, Lycée Lino Ventura, Halle Belle Croix). - Gare desservie : Roissy-en-Brie. | | | | | | | | |
| 500   | Autre : - Zone traversée : 5. - Arrêts non accessibles aux UFR : Petit Pont et Renardière. - Amplitudes horaires : La ligne circule du lundi au vendredi de de 7 h 35 à 9 h 6, puis le lundi, mardi, jeudi et vendredi de 16 h 5 à 17 h 33, le mercredi de 12 h 30 à 13 h 57 et le samedi de 7 h 47 à 8 h 5, puis de 12 h 30 à 12 h 48. - Desserte scolaire : La ligne est une desserte des établissements scolaires Collège Garlande et Lycée Charles le Chauve à Roissy-en-Brie qui n'est pas assurée en période de vacances scolaires. - Particularités : La ligne ne circule pas le dimanche, les jours fériés ni les périodes de vacances scolaires. | | | | | | | | |
| 500   | Dernière actualisation : 4 juillet 2025 | | | | | | | | |
| 501   | Pontcarré - Férandière / Roissy-en-Brie - Grand Champs ⥋ Roissy-en-Brie - Lycée Charles le Chauve / Collège Garlande / Collège Delacroix | Pontcarré - Férandière / Roissy-en-Brie - Grand Champs ⥋ Roissy-en-Brie - Lycée Charles le Chauve / Collège Garlande / Collège Delacroix | Pontcarré - Férandière / Roissy-en-Brie - Grand Champs ⥋ Roissy-en-Brie - Lycée Charles le Chauve / Collège Garlande / Collège Delacroix | Pontcarré - Férandière / Roissy-en-Brie - Grand Champs ⥋ Roissy-en-Brie - Lycée Charles le Chauve / Collège Garlande / Collège Delacroix | Pontcarré - Férandière / Roissy-en-Brie - Grand Champs ⥋ Roissy-en-Brie - Lycée Charles le Chauve / Collège Garlande / Collège Delacroix | Pontcarré - Férandière / Roissy-en-Brie - Grand Champs ⥋ Roissy-en-Brie - Lycée Charles le Chauve / Collège Garlande / Collège Delacroix | Pontcarré - Férandière / Roissy-en-Brie - Grand Champs ⥋ Roissy-en-Brie - Lycée Charles le Chauve / Collège Garlande / Collège Delacroix | Pontcarré - Férandière / Roissy-en-Brie - Grand Champs ⥋ Roissy-en-Brie - Lycée Charles le Chauve / Collège Garlande / Collège Delacroix | Pontcarré - Férandière / Roissy-en-Brie - Grand Champs ⥋ Roissy-en-Brie - Lycée Charles le Chauve / Collège Garlande / Collège Delacroix |
| 501   | Ouverture / Fermeture 8 janvier 2018 / — | Longueur — | Durée 5-25 min | Nb. d’arrêts 17 | Matériel — | Jours de fonctionnement L, Ma, Me, J, V, S                                                                                               | Jour / Soir / Nuit / Fêtes O / N / N / N                                                                                                 | Voy. / an — | Dépôt Pontault-Combault - Rue de Bruxelles                                                                                               |
| 501   | Desserte : - Villes et lieux desservis : Roissy-en-Brie (Lycée Charles le Chauve, ZAC de la Vallée, Collège Garlande, Collège Delacroix) et Pontcarré (Forêt de Ferrières). - Gare desservie : Roissy-en-Brie. | | | | | | | | |
| 501   | Autre : - Zone traversée : 5. - Arrêts non accessibles aux UFR : Renardière - Delacroix, Fleuriste, Férandière, Grands Champs, Forestière, Stade Bessuard, Cézanne et Pinsonnière. - Amplitudes horaires : La ligne circule du lundi au vendredi de de 7 h 43 à 9 h 21, puis le lundi, mardi, jeudi et vendredi de 15 h 0 à 17 h 33, le mercredi de 11 h 40 à 13 h 43 et le samedi de 7 h 43 à 9 h 5, puis de 11 h 30 à 12 h 48. - Desserte scolaire : La ligne est une desserte des établissements scolaires Collège Garlande, Collège Delacroix et Lycée Charles le Chauve à Roissy-en-Brie qui n'est pas assurée en période de vacances scolaires. - Particularités : La ligne ne circule pas le dimanche, les jours fériés ni les périodes de vacances scolaires. | | | | | | | | |
| 501   | Dernière actualisation : 4 juillet 2025 | | | | | | | | |
| 502   | Pontault-Combault - Ferme Caminha / Place du Muguet / Stade Lucien-Morane ⥋ Ozoir-la-Ferrière - Campus Sainte-Thérèse | Pontault-Combault - Ferme Caminha / Place du Muguet / Stade Lucien-Morane ⥋ Ozoir-la-Ferrière - Campus Sainte-Thérèse                    | Pontault-Combault - Ferme Caminha / Place du Muguet / Stade Lucien-Morane ⥋ Ozoir-la-Ferrière - Campus Sainte-Thérèse                    | Pontault-Combault - Ferme Caminha / Place du Muguet / Stade Lucien-Morane ⥋ Ozoir-la-Ferrière - Campus Sainte-Thérèse                    | Pontault-Combault - Ferme Caminha / Place du Muguet / Stade Lucien-Morane ⥋ Ozoir-la-Ferrière - Campus Sainte-Thérèse                    | Pontault-Combault - Ferme Caminha / Place du Muguet / Stade Lucien-Morane ⥋ Ozoir-la-Ferrière - Campus Sainte-Thérèse                    | Pontault-Combault - Ferme Caminha / Place du Muguet / Stade Lucien-Morane ⥋ Ozoir-la-Ferrière - Campus Sainte-Thérèse                    | Pontault-Combault - Ferme Caminha / Place du Muguet / Stade Lucien-Morane ⥋ Ozoir-la-Ferrière - Campus Sainte-Thérèse                    | Pontault-Combault - Ferme Caminha / Place du Muguet / Stade Lucien-Morane ⥋ Ozoir-la-Ferrière - Campus Sainte-Thérèse                    |
| 502   | Ouverture / Fermeture 8 janvier 2018 / — | Longueur — | Durée 10-50 min | Nb. d’arrêts 40 | Matériel Standards et Articulés | Jours de fonctionnement L, Ma, Me, J, V                                                                                                  | Jour / Soir / Nuit / Fêtes O / N / N / N                                                                                                 | Voy. / an — | Dépôt Pontault-Combault - Rue de Bruxelles                                                                                               |
| 502   | Desserte : - Villes et lieux desservis : Pontault-Combault (Centre commercial 2000, ZI du Pré Fusé, Centre commercial du Petit Noyer, Centre aquatique Le Nautil, Lycée Camille Claudel), Roissy-en-Brie (ZAC de la Vallée, Collège Eugène Delacroix, Lycée Charles le Chauve, ZAC du Moulin) et Ozoir-la-Ferrière (Collège Marie Laurencin, Lycée Lino Ventura, Halle Belle Croix, campus Sainte-Thérèse, ZI de la Pyramide). | | | | | | | | |
| 502   | Autre : - Zone traversée : 5. - Arrêts non accessibles aux UFR : — - Amplitudes horaires : La ligne circule le lundi, mardi, jeudi et vendredi de de 7 h 30 à 8 h 38, puis de 16 h 33 à 18 h 22, et le mercredi de 7 h 30 à 8 h 18, puis de 12 h 45 à 13 h 29. - Desserte scolaire : La ligne est une desserte des établissements scolaires Lycée Camille Claudel à Pontault-Combault, Collège Laurencin et Campus Sainte-Thérèse à Ozoir-la-Ferrière qui n'est pas assurée en période de vacances scolaires. - Particularités : La ligne ne circule pas le samedi, le dimanche, les jours fériés ni les périodes de vacances scolaires. | | | | | | | | |
| 502   | Dernière actualisation : 4 juillet 2025 | | | | | | | | |

### Lignes 600 à 609
| Ligne | Caractéristiques | Caractéristiques                                                     | Caractéristiques                                                     | Caractéristiques                                                     | Caractéristiques                                                     | Caractéristiques                                                     | Caractéristiques                                                     | Caractéristiques                                                     | Caractéristiques                                                     |
| 602   | Gare du Raincy - Villemomble - Montfermeil ⥋ Coubron - Corot | Gare du Raincy - Villemomble - Montfermeil ⥋ Coubron - Corot         | Gare du Raincy - Villemomble - Montfermeil ⥋ Coubron - Corot         | Gare du Raincy - Villemomble - Montfermeil ⥋ Coubron - Corot         | Gare du Raincy - Villemomble - Montfermeil ⥋ Coubron - Corot         | Gare du Raincy - Villemomble - Montfermeil ⥋ Coubron - Corot         | Gare du Raincy - Villemomble - Montfermeil ⥋ Coubron - Corot         | Gare du Raincy - Villemomble - Montfermeil ⥋ Coubron - Corot         | Gare du Raincy - Villemomble - Montfermeil ⥋ Coubron - Corot         |
| ----- | --- | -------------------------------------------------------------------- | -------------------------------------------------------------------- | -------------------------------------------------------------------- | -------------------------------------------------------------------- | -------------------------------------------------------------------- | -------------------------------------------------------------------- | -------------------------------------------------------------------- | -------------------------------------------------------------------- |
| 602   | Ouverture / Fermeture 28 février 1983 / — | Longueur —                                                           | Durée 15-35 min                                                      | Nb. d’arrêts 25                                                      | Matériel Autobus standards et autobus articulés                      | Jours de fonctionnement L, Ma, Me, J, V, S, D                        | Jour / Soir / Nuit / Fêtes O / O / N / O                             | Voy. / an —                                                          | Dépôt Coubron                                                        |
| 602   | Desserte : - Villes et lieux desservis : Le Raincy (Église Notre-Dame du Raincy, Sous-préfecture, Rond point Thiers), Gagny, Clichy-sous-Bois (Parc départemental de la Fosse-Maussoin), Montfermeil (Hôpital), Chelles (Rond-Point des Sciences) et Coubron. - Gares et stations desservies : Hôpital de Montfermeil, Notre-Dame des Anges et Le Raincy - Villemomble - Montfermeil. |                                                                      |                                                                      |                                                                      |                                                                      |                                                                      |                                                                      |                                                                      |                                                                      |
| 602   | Autre : - Zone traversée : 4 - Arrêt non accessible aux UFR : Gare du Raincy Villemomble Montfermeil, Le Plateau (vers Le Raincy), La Limite (vers Le Raincy), Sept Iles, Le Château (vers Le Raincy), Paul Bert, Hôpital de Montfermeil, Jean Moulin (vers Le Raincy), Maison de Fer, Corot. - Amplitudes horaires : La ligne circule du lundi au vendredi de 4 h 20 à 1 h 45, le samedi, le dimanche et les jours fériés de 4 h 30 à 1 h 55. - Particularités : - Du lundi au vendredi, un service sur deux est limité au tronçon Gare du Raincy - Villemomble - Montfermeil à Hôpital de Montfermeil. |                                                                      |                                                                      |                                                                      |                                                                      |                                                                      |                                                                      |                                                                      |                                                                      |
| 602   | Dernière actualisation : 4 juillet 2025 |                                                                      |                                                                      |                                                                      |                                                                      |                                                                      |                                                                      |                                                                      |                                                                      |
| 603   | Gare du Raincy - Villemomble - Montfermeil ⥋ Coubron - Corot | Gare du Raincy - Villemomble - Montfermeil ⥋ Coubron - Corot         | Gare du Raincy - Villemomble - Montfermeil ⥋ Coubron - Corot         | Gare du Raincy - Villemomble - Montfermeil ⥋ Coubron - Corot         | Gare du Raincy - Villemomble - Montfermeil ⥋ Coubron - Corot         | Gare du Raincy - Villemomble - Montfermeil ⥋ Coubron - Corot         | Gare du Raincy - Villemomble - Montfermeil ⥋ Coubron - Corot         | Gare du Raincy - Villemomble - Montfermeil ⥋ Coubron - Corot         | Gare du Raincy - Villemomble - Montfermeil ⥋ Coubron - Corot         |
| 603   | Ouverture / Fermeture 28 février 1983 / — | Longueur 10,50 km                                                    | Durée 25-35 min                                                      | Nb. d’arrêts 26                                                      | Matériel Autobus standards                                           | Jours de fonctionnement L, Ma, Me, J, V, S, D                        | Jour / Soir / Nuit / Fêtes O / O / N / O                             | Voy. / an —                                                          | Dépôt Coubron                                                        |
| 603   | Desserte : - Villes et lieux desservis : Le Raincy (Église Notre-Dame du Raincy, Sous-préfecture, Rond point Thiers), Gagny, Clichy-sous-Bois (Parc départemental de la Fosse-Maussoin), Montfermeil (Hôpital), Chelles (Rond-Point des Sciences), Courtry et Coubron. - Gares et stations desservies : Mairie de Clichy-sous-Bois, Romain Rolland et Le Raincy - Villemomble - Montfermeil. |                                                                      |                                                                      |                                                                      |                                                                      |                                                                      |                                                                      |                                                                      |                                                                      |
| 603   | Autre : - Zone traversée : 4 - Arrêt non accessible aux UFR : Gare du Raincy Villemomble Montfermeil, Le Plateau (vers Le Raincy), La Limite (vers Le Raincy), Mairie de Coubron, La Dhuys (vers Le Raincy) et Corot. - Amplitudes horaires : La ligne circule du lundi au samedi de 4 h 40 à 0 h 55 et le dimanche et les jours fériés de 5 h 0 à 0 h 55. |                                                                      |                                                                      |                                                                      |                                                                      |                                                                      |                                                                      |                                                                      |                                                                      |
| 603   | Dernière actualisation : 4 juillet 2025 |                                                                      |                                                                      |                                                                      |                                                                      |                                                                      |                                                                      |                                                                      |                                                                      |
| 604   | Gare de Gagny ⥋ Hôpital de Montfermeil | Gare de Gagny ⥋ Hôpital de Montfermeil                               | Gare de Gagny ⥋ Hôpital de Montfermeil                               | Gare de Gagny ⥋ Hôpital de Montfermeil                               | Gare de Gagny ⥋ Hôpital de Montfermeil                               | Gare de Gagny ⥋ Hôpital de Montfermeil                               | Gare de Gagny ⥋ Hôpital de Montfermeil                               | Gare de Gagny ⥋ Hôpital de Montfermeil                               | Gare de Gagny ⥋ Hôpital de Montfermeil                               |
| 604   | Ouverture / Fermeture 28 février 1983 / — | Longueur —                                                           | Durée 5-30 min                                                       | Nb. d’arrêts 24                                                      | Matériel Autobus standards                                           | Jours de fonctionnement L, Ma, Me, J, V, S, D                        | Jour / Soir / Nuit / Fêtes O / O / N / O                             | Voy. / an —                                                          | Dépôt Coubron                                                        |
| 604   | Desserte : - Villes et lieux desservis : Gagny (Collège Pablo Neruda, Parc Gustave-Courbet) et Montfermeil (Parc Arboretum de Montfermeil, Hôpital). - Gares et stations desservies : Gagny, Arboretum et Hôpital de Montfermeil. |                                                                      |                                                                      |                                                                      |                                                                      |                                                                      |                                                                      |                                                                      |                                                                      |
| 604   | Autre : - Zone traversée : 4 - Arrêt non accessible aux UFR : Mairie, Xavier Monteny, Gay, Cimetière, Maison Rouge (vers Gagny) et Parc. - Amplitudes horaires : La ligne circule du lundi au vendredi de 5 h à 23 h 50, le samedi, le dimanche et les jours fériés de 5 h 10 à 0 h 0. - Desserte scolaire : Il existe une desserte de l'établissement scolaire Collège Pablo Neruda à Gagny qui n'est pas assurée en période de vacances scolaires. |                                                                      |                                                                      |                                                                      |                                                                      |                                                                      |                                                                      |                                                                      |                                                                      |
| 604   | Dernière actualisation : 4 juillet 2025 |                                                                      |                                                                      |                                                                      |                                                                      |                                                                      |                                                                      |                                                                      |                                                                      |
| 605   | Gare d'Aulnay-sous-Bois ⥋ Gare du Raincy - Villemomble - Montfermeil | Gare d'Aulnay-sous-Bois ⥋ Gare du Raincy - Villemomble - Montfermeil | Gare d'Aulnay-sous-Bois ⥋ Gare du Raincy - Villemomble - Montfermeil | Gare d'Aulnay-sous-Bois ⥋ Gare du Raincy - Villemomble - Montfermeil | Gare d'Aulnay-sous-Bois ⥋ Gare du Raincy - Villemomble - Montfermeil | Gare d'Aulnay-sous-Bois ⥋ Gare du Raincy - Villemomble - Montfermeil | Gare d'Aulnay-sous-Bois ⥋ Gare du Raincy - Villemomble - Montfermeil | Gare d'Aulnay-sous-Bois ⥋ Gare du Raincy - Villemomble - Montfermeil | Gare d'Aulnay-sous-Bois ⥋ Gare du Raincy - Villemomble - Montfermeil |
| 605   | Ouverture / Fermeture 28 février 1983 / — | Longueur —                                                           | Durée 15-60 min                                                      | Nb. d’arrêts 30                                                      | Matériel Autobus standards                                           | Jours de fonctionnement L, Ma, Me, J, V, S, D                        | Jour / Soir / Nuit / Fêtes O / O / N / O                             | Voy. / an —                                                          | Dépôt Coubron                                                        |
| 605   | Desserte : - Villes et lieux desservis : Aulnay-sous-Bois (Hopital René Muret-Bigottini, Collège Gérard-Philippe, Lycée Jean-Zay, Collège Paul-Painlevé, Lycée Voillaume), Sevran (Stade Gaston-Bussière), Livry-Gargan (Parc des sports Alfred-Marcel-Vincent) et Le Raincy (Lycée René-Cassin, Sous-préfecture, Église Notre-Dame du Raincy). - Gares et stations desservies : Aulnay-sous-Bois, Sevran - Livry, Freinville - Sevran, (République - Marx Dormoy) et Le Raincy - Villemomble - Montfermeil. |                                                                      |                                                                      |                                                                      |                                                                      |                                                                      |                                                                      |                                                                      |                                                                      |
| 605   | Autre : - Zone traversée : 4 - Arrêt non accessible aux UFR : Gare d'Aulnay-sous-Bois, Lycée Jean Zay, de Kennedy Charcot, à Cimetière, Gare de Sevran Livry, Jules Ferry, Freinville Westinghouse, Montesqieu (vers Aulnay-sous-Bois) et Gare du Raincy Villemomble Montfermeil. - Amplitudes horaires : La ligne circule du lundi au vendredi de 4 h 45 à 0 h 30, le samedi de 5 h à 0 h 30 et le dimanche et les jours fériés de 5 h 30 à 0 h 30. - Desserte scolaire : Le parcours entre la gare d'Aulnay-sous-Bois et la gare de Sevran-Livry n'est desservi qu'en période scolaire du lundi au vendredi, à raison de 4 allers-retours aux principales heures d'entrées et sorties des établissements scolaires. - Particularités : : Du lundi au vendredi, les deux premières courses en direction de la gare du Raincy - Villemomble - Montfermeil partent de Mairie de Livry-Gargan. |                                                                      |                                                                      |                                                                      |                                                                      |                                                                      |                                                                      |                                                                      |                                                                      |
| 605   | Dernière actualisation : 4 juillet 2025 |                                                                      |                                                                      |                                                                      |                                                                      |                                                                      |                                                                      |                                                                      |                                                                      |

### Lignes 610 à 619
| Ligne | Caractéristiques | Caractéristiques                                    | Caractéristiques                                    | Caractéristiques                                    | Caractéristiques                                    | Caractéristiques                                    | Caractéristiques                                    | Caractéristiques                                    | Caractéristiques                                    |
| 613   | Gare d'Aulnay-sous-Bois ⥋ Gare de Chelles - Gournay | Gare d'Aulnay-sous-Bois ⥋ Gare de Chelles - Gournay | Gare d'Aulnay-sous-Bois ⥋ Gare de Chelles - Gournay | Gare d'Aulnay-sous-Bois ⥋ Gare de Chelles - Gournay | Gare d'Aulnay-sous-Bois ⥋ Gare de Chelles - Gournay | Gare d'Aulnay-sous-Bois ⥋ Gare de Chelles - Gournay | Gare d'Aulnay-sous-Bois ⥋ Gare de Chelles - Gournay | Gare d'Aulnay-sous-Bois ⥋ Gare de Chelles - Gournay | Gare d'Aulnay-sous-Bois ⥋ Gare de Chelles - Gournay |
| ----- | --- | --------------------------------------------------- | --------------------------------------------------- | --------------------------------------------------- | --------------------------------------------------- | --------------------------------------------------- | --------------------------------------------------- | --------------------------------------------------- | --------------------------------------------------- |
| 613   | Ouverture / Fermeture 12 novembre 1984 / — | Longueur 15,35 km                                   | Durée —                                             | Nb. d’arrêts 32                                     | Matériel Autobus standards                          | Jours de fonctionnement L, Ma, Me, J, V, S, D       | Jour / Soir / Nuit / Fêtes O / O / N / O            | Voy. / an —                                         | Dépôt Chelles La Trentaine 1                        |
| 613   | Desserte : - Villes et lieux desservis : Aulnay-sous-Bois (ZI de Chanteloup), Sevran, Livry-Gargan (Parc Lefèvre, INSPÉ), Clichy-sous-Bois (Collège Robert-Doisneau,Forêt de Bondy, Marché des Bosquets), Montfermeil (Parc Arboretum, Hôpital) et Chelles (Carrefour des Déportés). - Gares et stations desservies : Aulnay-sous-Bois, L'Abbaye (par la voie publique), Freinville - Sevran, (Hôpital de Montfermeil) et Chelles - Gournay. |                                                     |                                                     |                                                     |                                                     |                                                     |                                                     |                                                     |                                                     |
| 613   | Autre : - Zones traversées : 4 - Arrêts non accessibles aux UFR : Président Kennedy et de Vauban à Henri IV. - Amplitudes horaires : La ligne circule du lundi au vendredi de 4 h 30 à 2 h, le samedi de 4 h 50 à 2 h 5 et le dimanche et les jours fériés de 5 h 45 à 2 h. |                                                     |                                                     |                                                     |                                                     |                                                     |                                                     |                                                     |                                                     |
| 613   | Dernière actualisation : 4 juillet 2025 |                                                     |                                                     |                                                     |                                                     |                                                     |                                                     |                                                     |                                                     |

### Lignes 620 à 629
| Ligne | Caractéristiques | Caractéristiques                       | Caractéristiques                       | Caractéristiques                       | Caractéristiques                       | Caractéristiques                              | Caractéristiques                         | Caractéristiques                       | Caractéristiques                       |
| 623   | Gare de Sevran - Livry ⥋ Gare de Gagny | Gare de Sevran - Livry ⥋ Gare de Gagny | Gare de Sevran - Livry ⥋ Gare de Gagny | Gare de Sevran - Livry ⥋ Gare de Gagny | Gare de Sevran - Livry ⥋ Gare de Gagny | Gare de Sevran - Livry ⥋ Gare de Gagny        | Gare de Sevran - Livry ⥋ Gare de Gagny   | Gare de Sevran - Livry ⥋ Gare de Gagny | Gare de Sevran - Livry ⥋ Gare de Gagny |
| ----- | --- | -------------------------------------- | -------------------------------------- | -------------------------------------- | -------------------------------------- | --------------------------------------------- | ---------------------------------------- | -------------------------------------- | -------------------------------------- |
| 623   | Ouverture / Fermeture 22 avril 1991 / — | Longueur —                             | Durée 30-45 min                        | Nb. d’arrêts 27                        | Matériel Autobus standards             | Jours de fonctionnement L, Ma, Me, J, V, S, D | Jour / Soir / Nuit / Fêtes O / O / N / O | Voy. / an —                            | Dépôt Chelles                          |
| 623   | Desserte : - Villes et lieux desservis : Gagny (Collège Pablo Neruda, Collège Madame-de-Sévigné, Montfermeil, Clichy-sous-Bois (Lycée Alfred-Nobel, Collège Romain-Rolland, Chapelle Notre-Dame-des-Anges, Chapelle Jean-XXIII, Parc départemental de la Fosse-Maussoin, Conservatoire Gilbert-Klein), Livry-Gargan (INSPÉ, Parc des sports Alfred-Marcel Vincent) et Sevran (Golf, Parc de la Poudrerie, Collège Lucie-Aubrac). - Gares et stations desservies : Gagny, Romain Rolland, Mairie de Clichy-sous-Bois et Sevran - Livry. |                                        |                                        |                                        |                                        |                                               |                                          |                                        |                                        |
| 623   | Autre : - Zones traversées : 4 - Arrêts non accessibles aux UFR : — - Amplitudes horaires : La ligne circule du lundi au dimanche de 5 h 50 à 23 h 35. |                                        |                                        |                                        |                                        |                                               |                                          |                                        |                                        |
| 623   | Dernière actualisation : 4 juillet 2025 |                                        |                                        |                                        |                                        |                                               |                                          |                                        |                                        |

### Lignes 640 à 649
| Ligne | Caractéristiques | Caractéristiques                                                         | Caractéristiques                                                         | Caractéristiques                                                         | Caractéristiques                                                         | Caractéristiques                                                         | Caractéristiques                                                         | Caractéristiques                                                         | Caractéristiques                                                         |
| 643   | Gare du Vert-Galant ⥋ Neuilly-sur-Marne — Château d'Eau | Gare du Vert-Galant ⥋ Neuilly-sur-Marne — Château d'Eau                  | Gare du Vert-Galant ⥋ Neuilly-sur-Marne — Château d'Eau                  | Gare du Vert-Galant ⥋ Neuilly-sur-Marne — Château d'Eau                  | Gare du Vert-Galant ⥋ Neuilly-sur-Marne — Château d'Eau                  | Gare du Vert-Galant ⥋ Neuilly-sur-Marne — Château d'Eau                  | Gare du Vert-Galant ⥋ Neuilly-sur-Marne — Château d'Eau                  | Gare du Vert-Galant ⥋ Neuilly-sur-Marne — Château d'Eau                  | Gare du Vert-Galant ⥋ Neuilly-sur-Marne — Château d'Eau                  |
| ----- | --- | ------------------------------------------------------------------------ | ------------------------------------------------------------------------ | ------------------------------------------------------------------------ | ------------------------------------------------------------------------ | ------------------------------------------------------------------------ | ------------------------------------------------------------------------ | ------------------------------------------------------------------------ | ------------------------------------------------------------------------ |
| 643   | Ouverture / Fermeture 22 janvier 2018 / — | Longueur —                                                               | Durée 45-70 min                                                          | Nb. d’arrêts 40                                                          | Matériel Autobus standards                                               | Jours de fonctionnement L, Ma, Me, J, V, S, D                            | Jour / Soir / Nuit / Fêtes O / O / N / O                                 | Voy. / an —                                                              | Dépôt Chelles                                                            |
| 643   | Desserte : - Villes et lieux desservis : Tremblay-en-France, Vaujours (Collège Henri IV, Lycée Fénélon), Coubron Forêt de Bondy), Clichy-sous-Bois (Lycée Alfred-Nobel), Montfermeil (Collège Jean-Jaurès), Gagny et Neuilly-sur-Marne (Parc de Maison Blanche, Parc du Croissant-Vert). - Gares et stations desservies : Vert-Galant, (Romain Rolland), (Notre-Dame des Anges) et Chénay-Gagny.  |                                                                          |                                                                          |                                                                          |                                                                          |                                                                          |                                                                          |                                                                          |                                                                          |
| 643   | Autre : - Zones traversées : 4 - Arrêts non accessibles aux UFR : L'Odéon vers Neuilly-sur-Marne, Romain Rolland (Vaujours), Chemin du Renard, Mairie (Coubron) et Notre-Dame des Anges. - Amplitudes horaires : La ligne circule du lundi au vendredi de 4 h 55 à 0 h 10, le samedi de 5 h 0 à 0 h 15 et le dimanche et les jours fériés de 5 h 0 à 0 h 10.                                      |                                                                          |                                                                          |                                                                          |                                                                          |                                                                          |                                                                          |                                                                          |                                                                          |
| 643   | Dernière actualisation : 4 juillet 2025 |                                                                          |                                                                          |                                                                          |                                                                          |                                                                          |                                                                          |                                                                          |                                                                          |
| 644   | Livry-Gargan — Gutenberg / Lycée Boulloche ⥋ Vaujours — Collège Henri IV | Livry-Gargan — Gutenberg / Lycée Boulloche ⥋ Vaujours — Collège Henri IV | Livry-Gargan — Gutenberg / Lycée Boulloche ⥋ Vaujours — Collège Henri IV | Livry-Gargan — Gutenberg / Lycée Boulloche ⥋ Vaujours — Collège Henri IV | Livry-Gargan — Gutenberg / Lycée Boulloche ⥋ Vaujours — Collège Henri IV | Livry-Gargan — Gutenberg / Lycée Boulloche ⥋ Vaujours — Collège Henri IV | Livry-Gargan — Gutenberg / Lycée Boulloche ⥋ Vaujours — Collège Henri IV | Livry-Gargan — Gutenberg / Lycée Boulloche ⥋ Vaujours — Collège Henri IV | Livry-Gargan — Gutenberg / Lycée Boulloche ⥋ Vaujours — Collège Henri IV |
| 644   | Ouverture / Fermeture 1er octobre 2007 / — | Longueur —                                                               | Durée 20-45 min                                                          | Nb. d’arrêts 27                                                          | Matériel Midibus                                                         | Jours de fonctionnement L, Ma, Me, J, V, S                               | Jour / Soir / Nuit / Fêtes O / N / N / N                                 | Voy. / an —                                                              | Dépôt Coubron                                                            |
| 644   | Desserte : Villes et lieux desservis : Livry-Gargan, Clichy-sous-Bois (Collège Robert Doisneau), Coubron et Vaujours (Collège Henri IV). |                                                                          |                                                                          |                                                                          |                                                                          |                                                                          |                                                                          |                                                                          |                                                                          |
| 644   | Autre : - Zones traversées : 4 - Arrêt non accessible aux UFR : Vauban (vers Vaujours), Président Kennedy, Mairie (Coubron), Stade (Coubron), Corot, La Source, La Dhyus (vers Vaujours), Chemin du Renard, Romain Rolland, Mairie (Vaujours, vers Livry-Gargan) et Collège Henri IV. - Amplitudes horaires : La ligne circule du lundi au vendredi de 7h40 à 18h50, et le samedi de 7h35 à 13h20 |                                                                          |                                                                          |                                                                          |                                                                          |                                                                          |                                                                          |                                                                          |                                                                          |
| 644   | Dernière actualisation : 10 août 2025 |                                                                          |                                                                          |                                                                          |                                                                          |                                                                          |                                                                          |                                                                          |                                                                          |

### Lignes 701 à 709
| Ligne | Caractéristiques | Caractéristiques                                 | Caractéristiques                                 | Caractéristiques                                 | Caractéristiques                                 | Caractéristiques                                 | Caractéristiques                                 | Caractéristiques                                 | Caractéristiques                                 |
| 701   | Collège Pablo Neruda ⥋ Gare de Chelles - Gournay | Collège Pablo Neruda ⥋ Gare de Chelles - Gournay | Collège Pablo Neruda ⥋ Gare de Chelles - Gournay | Collège Pablo Neruda ⥋ Gare de Chelles - Gournay | Collège Pablo Neruda ⥋ Gare de Chelles - Gournay | Collège Pablo Neruda ⥋ Gare de Chelles - Gournay | Collège Pablo Neruda ⥋ Gare de Chelles - Gournay | Collège Pablo Neruda ⥋ Gare de Chelles - Gournay | Collège Pablo Neruda ⥋ Gare de Chelles - Gournay |
| ----- | --- | ------------------------------------------------ | ------------------------------------------------ | ------------------------------------------------ | ------------------------------------------------ | ------------------------------------------------ | ------------------------------------------------ | ------------------------------------------------ | ------------------------------------------------ |
| 701   | Ouverture / Fermeture 30 août 1999 / — | Longueur 7 km                                    | Durée 25-30 min                                  | Nb. d’arrêts 20                                  | Matériel Midibus                                 | Jours de fonctionnement L, Ma, Me, J, V          | Jour / Soir / Nuit / Fêtes O / N / N / N         | Voy. / an —                                      | Dépôt Coubron et Chelles Gustav Nast             |
| 701   | Desserte : - Ville et lieux desservis : Gagny (Collège Pablo-Neruda, Lycée Jean-Baptiste-Clément, Lycée Gustave Eiffel, Collège Théodore Monod) et Chelles. - Gares et stations desservies : Le Chénay-Gagny et Chelles - Gournay.                                      |                                                  |                                                  |                                                  |                                                  |                                                  |                                                  |                                                  |                                                  |
| 701   | Autre : - Zone traversée : 4 - Arrêts non accessibles aux UFR : Mairie de Gagny, Charles de Gaulle, de Avenue Georges à Strasbourg et de Chemin de Meaux à Parmentier - Jules Ferry. - Amplitudes horaires : La ligne circule du lundi au vendredi de 5 h 45 à 20 h 30. |                                                  |                                                  |                                                  |                                                  |                                                  |                                                  |                                                  |                                                  |
| 701   | Dernière actualisation : 4 juillet 2025 |                                                  |                                                  |                                                  |                                                  |                                                  |                                                  |                                                  |                                                  |

### Lignes A à E
| Ligne | Caractéristiques | Caractéristiques                                                                   | Caractéristiques                                                                   | Caractéristiques                                                                   | Caractéristiques                                                                   | Caractéristiques                                                                   | Caractéristiques                                                                   | Caractéristiques                                                                   | Caractéristiques                                                                   |
| A     | Pontault-Combault — Centre Commercial ⥋ Gare d'Ozoir-la-Ferrière | Pontault-Combault — Centre Commercial ⥋ Gare d'Ozoir-la-Ferrière                   | Pontault-Combault — Centre Commercial ⥋ Gare d'Ozoir-la-Ferrière                   | Pontault-Combault — Centre Commercial ⥋ Gare d'Ozoir-la-Ferrière                   | Pontault-Combault — Centre Commercial ⥋ Gare d'Ozoir-la-Ferrière                   | Pontault-Combault — Centre Commercial ⥋ Gare d'Ozoir-la-Ferrière                   | Pontault-Combault — Centre Commercial ⥋ Gare d'Ozoir-la-Ferrière                   | Pontault-Combault — Centre Commercial ⥋ Gare d'Ozoir-la-Ferrière                   | Pontault-Combault — Centre Commercial ⥋ Gare d'Ozoir-la-Ferrière                   |
| ----- | --- | ---------------------------------------------------------------------------------- | ---------------------------------------------------------------------------------- | ---------------------------------------------------------------------------------- | ---------------------------------------------------------------------------------- | ---------------------------------------------------------------------------------- | ---------------------------------------------------------------------------------- | ---------------------------------------------------------------------------------- | ---------------------------------------------------------------------------------- |
| A     | Ouverture / Fermeture 8 janvier 2018 / — | Longueur —                                                                         | Durée 15-60 min                                                                    | Nb. d’arrêts 52                                                                    | Matériel Autobus standards et autobus articulés                                    | Jours de fonctionnement L, Ma, Me, J, V, S, D                                      | Jour / Soir / Nuit / Fêtes O / N / N / O                                           | Voy. / an —                                                                        | Dépôt Pontault-Combault - Rue de Bruxelles                                         |
| A     | Desserte : - Villes et lieux desservis : Pontault-Combault (centre commercial Pontault Combault, zones commerciales, parc d'activités Raoul-Dautry, église Saint-Denis, zone industrielle du Pré Fusé, église protestante baptiste, EHPAD Le Parc, parc d'activités des Berchères, lycée Camille-Claudel, gymnase Jacqueline-Auriol, EHPAD Les Roses, salle des fêtes Jacques-Brel, collège et gymnase Condorcet), Roissy-en-Brie (zone industrielle des 50 Arpents, église évangélique, Espace Logistic, parc Hi Han, forêt régionale de Ferrières, lycée professionnel Les Sinoplies, lycée et gymnase Charles le Chauve, Techniparc de la zone d'activité commerciale de la Vallée, cimetière) et Ozoir-la-Ferrière (centre social municipal Les Margotins, piscine municipale Catherine-Plewinksi, Espace Horizon, Gymnase André-Boulloche, cimetière, hôtel de ville, église protestante évangélique, siège de la communauté de communes Les Portes Briardes, stade des Trois Sapins, parc Jacques-Oudry, gymnase Belle Croix, lycée Lino-Ventura, ensemble scolaire Sainte-Thérèse, conservatoire de musique Maurice-Ravel, zone industrielle de la Pyramide, parc d'activités de la Gare). - Gares desservies : Émerainville - Pontault-Combault, Roissy-en-Brie, Ozoir-la-Ferrière. |                                                                                    |                                                                                    |                                                                                    |                                                                                    |                                                                                    |                                                                                    |                                                                                    |                                                                                    |
| A     | Autre : - Zone traversée : 5. - Arrêts non accessibles aux UFR : Église, Grands Champs (vers Roissy-en-Brie), Les Forestières, Jean Monnet, Renardière, Manoir. - Amplitudes horaires : La ligne fonctionne du lundi au vendredi de 5 h 15 à 23 h 10, le samedi de 7 h 35 à 21 h 25 et les dimanches et fêtes de 9 h 30 à 19 h 20. |                                                                                    |                                                                                    |                                                                                    |                                                                                    |                                                                                    |                                                                                    |                                                                                    |                                                                                    |
| A     | Dernière actualisation : 4 juillet 2025 |                                                                                    |                                                                                    |                                                                                    |                                                                                    |                                                                                    |                                                                                    |                                                                                    |                                                                                    |
| B     | Pontault-Combault - Les 4 Chênes ⥋ Gare de Pontault-Combault (Rue de l'Est) | Pontault-Combault - Les 4 Chênes ⥋ Gare de Pontault-Combault (Rue de l'Est)        | Pontault-Combault - Les 4 Chênes ⥋ Gare de Pontault-Combault (Rue de l'Est)        | Pontault-Combault - Les 4 Chênes ⥋ Gare de Pontault-Combault (Rue de l'Est)        | Pontault-Combault - Les 4 Chênes ⥋ Gare de Pontault-Combault (Rue de l'Est)        | Pontault-Combault - Les 4 Chênes ⥋ Gare de Pontault-Combault (Rue de l'Est)        | Pontault-Combault - Les 4 Chênes ⥋ Gare de Pontault-Combault (Rue de l'Est)        | Pontault-Combault - Les 4 Chênes ⥋ Gare de Pontault-Combault (Rue de l'Est)        | Pontault-Combault - Les 4 Chênes ⥋ Gare de Pontault-Combault (Rue de l'Est)        |
| B     | Ouverture / Fermeture 8 janvier 2018 / — | Longueur —                                                                         | Durée 10-20 min                                                                    | Nb. d’arrêts 19                                                                    | Matériel Standards                                                                 | Jours de fonctionnement L, Ma, Me, J, V, S, D                                      | Jour / Soir / Nuit / Fêtes O / N / N / O                                           | Voy. / an —                                                                        | Dépôt Pontault-Combault - Rue de Bruxelles                                         |
| B     | Desserte : - Ville et lieux desservis : Pontault-Combault. - Gare desservie : Émerainville - Pontault-Combault. |                                                                                    |                                                                                    |                                                                                    |                                                                                    |                                                                                    |                                                                                    |                                                                                    |                                                                                    |
| B     | Autre : - Zone traversée : 5. - Arrêts non accessibles aux UFR : Marché, Cinéma Apollo, Bellevue, Hôtel de Ville, Bouquet, Capucines, Étoile, Espace Roger-Boisramé, Cimetière, Église, Les Hantes, Les Merles, Les 4 Chênes. - Amplitudes horaires : La ligne fonctionne du lundi au vendredi de 4 h 45 à 21 h 15, le samedi jusqu'à 21 h 45 et les dimanches et fêtes de 8 h 45 à 21 h 45. - Particularités : Les arrêts Pavé et Centre Commercial sont desservis du lundi au vendredi en période scolaire à raison de deux passages le matin et le midi (le mercredi uniquement) ou le soir (le lundi, mardi, jeudi et vendredi uniquement). |                                                                                    |                                                                                    |                                                                                    |                                                                                    |                                                                                    |                                                                                    |                                                                                    |                                                                                    |
| B     | Dernière actualisation : 4 juillet 2025 |                                                                                    |                                                                                    |                                                                                    |                                                                                    |                                                                                    |                                                                                    |                                                                                    |                                                                                    |
| C     | Pontault-Combault - Centre Commercial ⥋ Gare de Noisiel | Pontault-Combault - Centre Commercial ⥋ Gare de Noisiel                            | Pontault-Combault - Centre Commercial ⥋ Gare de Noisiel                            | Pontault-Combault - Centre Commercial ⥋ Gare de Noisiel                            | Pontault-Combault - Centre Commercial ⥋ Gare de Noisiel                            | Pontault-Combault - Centre Commercial ⥋ Gare de Noisiel                            | Pontault-Combault - Centre Commercial ⥋ Gare de Noisiel                            | Pontault-Combault - Centre Commercial ⥋ Gare de Noisiel                            | Pontault-Combault - Centre Commercial ⥋ Gare de Noisiel                            |
| C     | Ouverture / Fermeture 8 janvier 2018 / — | Longueur —                                                                         | Durée 30-40 min                                                                    | Nb. d’arrêts 33                                                                    | Matériel Standards et Midibus                                                      | Jours de fonctionnement L, Ma, Me, J, V, S                                         | Jour / Soir / Nuit / Fêtes O / N / N / N                                           | Voy. / an —                                                                        | Dépôt Pontault-Combault - Rue de Bruxelles                                         |
| C     | Desserte : - Villes et lieux desservis : Noisiel, Lognes, Émerainville, Pontault-Combault. - Gares desservies : Émerainville - Pontault-Combault, Noisiel. |                                                                                    |                                                                                    |                                                                                    |                                                                                    |                                                                                    |                                                                                    |                                                                                    |                                                                                    |
| C     | Autre : - Zone traversée : 5. - Arrêts non accessibles aux UFR : — - Amplitudes horaires : La ligne fonctionne du lundi au vendredi de 5 h 55 à 21 h 15 et le samedi en période scolaire de 7 h 10 à 8 h 45 puis de 12 h 20 à 13 h 20. - Particularités : Les arrêts Centre Commercial et Pavé ne sont pas desservis le samedi. |                                                                                    |                                                                                    |                                                                                    |                                                                                    |                                                                                    |                                                                                    |                                                                                    |                                                                                    |
| C     | Dernière actualisation : 4 juillet 2025 |                                                                                    |                                                                                    |                                                                                    |                                                                                    |                                                                                    |                                                                                    |                                                                                    |                                                                                    |
| D     | Gare de Pontault-Combault (Rue de l'Est) ⥋ Roissy-en-Brie - Renardière - Delacroix | Gare de Pontault-Combault (Rue de l'Est) ⥋ Roissy-en-Brie - Renardière - Delacroix | Gare de Pontault-Combault (Rue de l'Est) ⥋ Roissy-en-Brie - Renardière - Delacroix | Gare de Pontault-Combault (Rue de l'Est) ⥋ Roissy-en-Brie - Renardière - Delacroix | Gare de Pontault-Combault (Rue de l'Est) ⥋ Roissy-en-Brie - Renardière - Delacroix | Gare de Pontault-Combault (Rue de l'Est) ⥋ Roissy-en-Brie - Renardière - Delacroix | Gare de Pontault-Combault (Rue de l'Est) ⥋ Roissy-en-Brie - Renardière - Delacroix | Gare de Pontault-Combault (Rue de l'Est) ⥋ Roissy-en-Brie - Renardière - Delacroix | Gare de Pontault-Combault (Rue de l'Est) ⥋ Roissy-en-Brie - Renardière - Delacroix |
| D     | Ouverture / Fermeture 8 janvier 2018 / — | Longueur —                                                                         | Durée 5-50 min                                                                     | Nb. d’arrêts 41                                                                    | Matériel Standards et Midibus                                                      | Jours de fonctionnement L, Ma, Me, J, V, S                                         | Jour / Soir / Nuit / Fêtes O / N / N / N                                           | Voy. / an —                                                                        | Dépôt Pontault-Combault - Rue de Bruxelles                                         |
| D     | Desserte : - Villes et lieux desservis : Pontault-Combault, Roissy-en-Brie. - Gares desservies : Émerainville - Pontault-Combault, Roissy-en-Brie. |                                                                                    |                                                                                    |                                                                                    |                                                                                    |                                                                                    |                                                                                    |                                                                                    |                                                                                    |
| D     | Autre : - Zone traversée : 5. - Arrêts non accessibles aux UFR : — - Amplitudes horaires : La ligne fonctionne : - du lundi au vendredi de 6 h 10 à 20 h 35 ; - le samedi en période scolaire de 7 h 35 à 20 h 10 ; - le samedi en période de vacances scolaires de 8 h 25 à 20 h 10. - Particularités : Il existe des services du lundi au vendredi : - Entre Robert-Schuman et Gare de Roissy-en-Brie le matin en direction de la gare et le soir dans le sens inverse ; - Entre Stade Lucien-Morane et Gare de Pontault-Combault (Rue de l'Est)/(Square Amalia-Rodrigues) le matin en direction de la gare et le soir dans le sens inverse ; - Entre Renardière - Delacroix et Gare de Roissy-en-Brie le matin en direction de la gare et le soir dans le sens inverse ; - Les arrêts Lycée Charles-le-Chauve et Collège Garlande sont desservis en période scolaire aux heures d'entrée et de sortie des établissements. |                                                                                    |                                                                                    |                                                                                    |                                                                                    |                                                                                    |                                                                                    |                                                                                    |                                                                                    |
| D     | Dernière actualisation : 4 juillet 2025 |                                                                                    |                                                                                    |                                                                                    |                                                                                    |                                                                                    |                                                                                    |                                                                                    |                                                                                    |
| E     | (Circulaire) Gare de Roissy-en-Brie ⥋ Circuit Urbain | (Circulaire) Gare de Roissy-en-Brie ⥋ Circuit Urbain                               | (Circulaire) Gare de Roissy-en-Brie ⥋ Circuit Urbain                               | (Circulaire) Gare de Roissy-en-Brie ⥋ Circuit Urbain                               | (Circulaire) Gare de Roissy-en-Brie ⥋ Circuit Urbain                               | (Circulaire) Gare de Roissy-en-Brie ⥋ Circuit Urbain                               | (Circulaire) Gare de Roissy-en-Brie ⥋ Circuit Urbain                               | (Circulaire) Gare de Roissy-en-Brie ⥋ Circuit Urbain                               | (Circulaire) Gare de Roissy-en-Brie ⥋ Circuit Urbain                               |
| E     | Ouverture / Fermeture 8 janvier 2018 / — | Longueur —                                                                         | Durée 15-25 min                                                                    | Nb. d’arrêts 15                                                                    | Matériel Standards et Midibus                                                      | Jours de fonctionnement L, Ma, Me, J, V, S                                         | Jour / Soir / Nuit / Fêtes O / N / N / N                                           | Voy. / an —                                                                        | Dépôt Pontault-Combault - Rue de Bruxelles                                         |
| E     | Desserte : - Ville et lieux desservis : Roissy-en-Brie. - Gare desservie : Roissy-en-Brie. |                                                                                    |                                                                                    |                                                                                    |                                                                                    |                                                                                    |                                                                                    |                                                                                    |                                                                                    |
| E     | Autre : - Zone traversée : 5. - Arrêts non accessibles aux UFR : — - Amplitudes horaires : La ligne fonctionne : - du lundi au vendredi de 6 h à 20 h 40 ; - le samedi en période scolaire de 7 h 45 à 18 h 50 ; - le samedi en période de vacances scolaires de 9 h 35 à 11 h 20 puis de 14 h 5 à 18 h 50. - Particularités : Les arrêts Lycée Charles-le-Chauve et Collège Garlande sont desservis en période scolaire aux heures d'entrée et de sortie des établissements. |                                                                                    |                                                                                    |                                                                                    |                                                                                    |                                                                                    |                                                                                    |                                                                                    |                                                                                    |
| E     | Dernière actualisation : 4 juillet 2025 |                                                                                    |                                                                                    |                                                                                    |                                                                                    |                                                                                    |                                                                                    |                                                                                    |                                                                                    |

## Gestion et exploitation
Les réseaux de transports en commun franciliens sont organisés par Île-de-France Mobilités. L'exploitation du réseau de bus de Marne et Brie revient à Keolis Grand Paris Vallée de la Marne depuis le 1er août 2025.

### Centres Opérationnels Bus
L'exploitant Keolis Grand Paris Vallée de la Marne remise près de 350 véhicules répartis au sein de six COB situés sur les communes de Coubron, Chelles, Bussy-Saint-Martin et Pontault-Combault. Les dépôts ont pour mission de stocker les différents véhicules, mais également d'assurer leur entretien préventif et curatif. L'entretien curatif ou correctif a lieu quand une panne ou un dysfonctionnement est signalé par un machiniste.
| Noms                   | Adresse                                                             | Coordonées                       |
| ---------------------- | ------------------------------------------------------------------- | -------------------------------- |
| Coubron                | 29 Avenue Corot, Coubron, Seine-Saint-Denis                         | 48,912419310343, 2,5814333123058 |
| Chelles Nast           | 75 Rue Gustave Nast, Chelles, Seine-et-Marne                        | 48,885136856082, 2,585956804575  |
| Chelles La Trentaine 1 | 4 Avenue de la Trentaine, Chelles, Seine-et-Marne                   | 48,869825472325, 2,5974721786346 |
| Chelles La Trentaine 2 | 4 Avenue de la Trentaine, Chelles, Seine-et-Marne                   | 48,869825472325, 2,5974721786346 |
| Bussy-Saint-Martin     | ZAI de Torcy, Rue des Epinettes, Bussy-Saint-Martin, Seine-et-Marne | 48,842232329314, 2,6595554901419 |
| Pontault Combault      | Rue de Bruxelles, Pontaul-Combault, Seine-et-Marne                  | 48,795758, 2,627289              |

### Tarification et fonctionnement

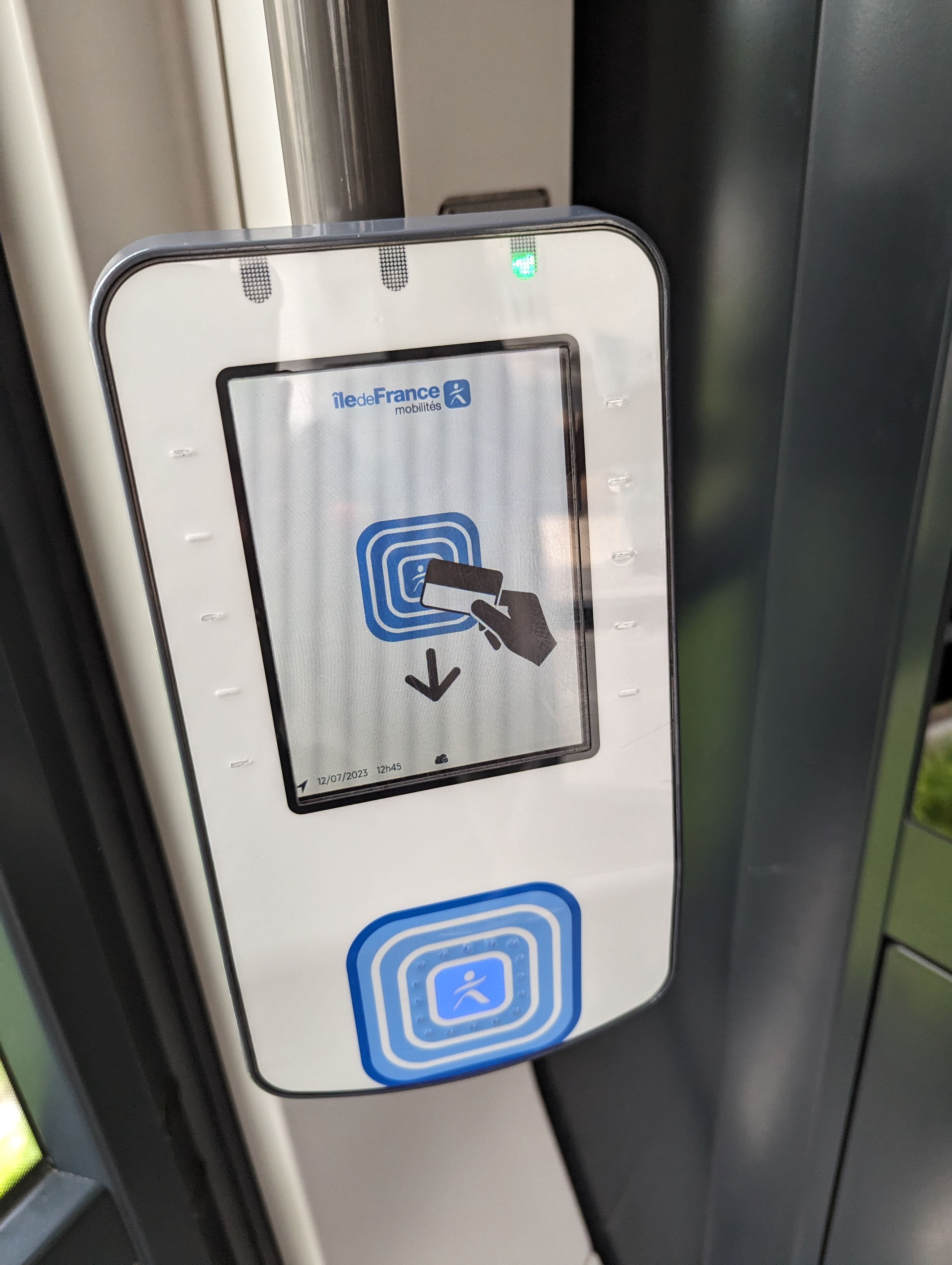
Validateurs pour passes Navigo présents dans les bus et tramway.

La tarification des lignes d'autobus d'Île-de-France est unifiée et accessible avec les mêmes abonnements. Un ticket « bus-tram », qui remplace le ticket t+ au 1er janvier 2025, permet un trajet simple quelle que soit la distance, avec une ou plusieurs correspondances possibles avec les autres lignes de bus et de tramway pendant une durée maximale de 1 h 30 entre la première et dernière validation. En revanche, un ticket validé dans un bus ne permet pas d'emprunter le métro, ni le Transilien et le RER. Les lignes Orlybus et Roissybus, assurant de façon directe les dessertes aéroportuaires via autoroute, disposent d'une tarification spécifique mais sont accessibles avec les abonnements habituels.
Les tarifs des billets et abonnements dont le montant est limité par décision politique ne couvrent pas les frais réels de transport. Le manque à gagner est compensé par l'autorité organisatrice, Île-de-France Mobilités, présidée depuis 2005 par le président du conseil régional d'Île-de-France et composé d'élus locaux. Elle définit les conditions générales d'exploitation ainsi que la durée et la fréquence des services. L'équilibre financier du fonctionnement est assuré par une dotation globale annuelle aux transporteurs de la région grâce au versement mobilité payé par les entreprises et aux contributions des collectivités publiques.

## Galerie de photographies

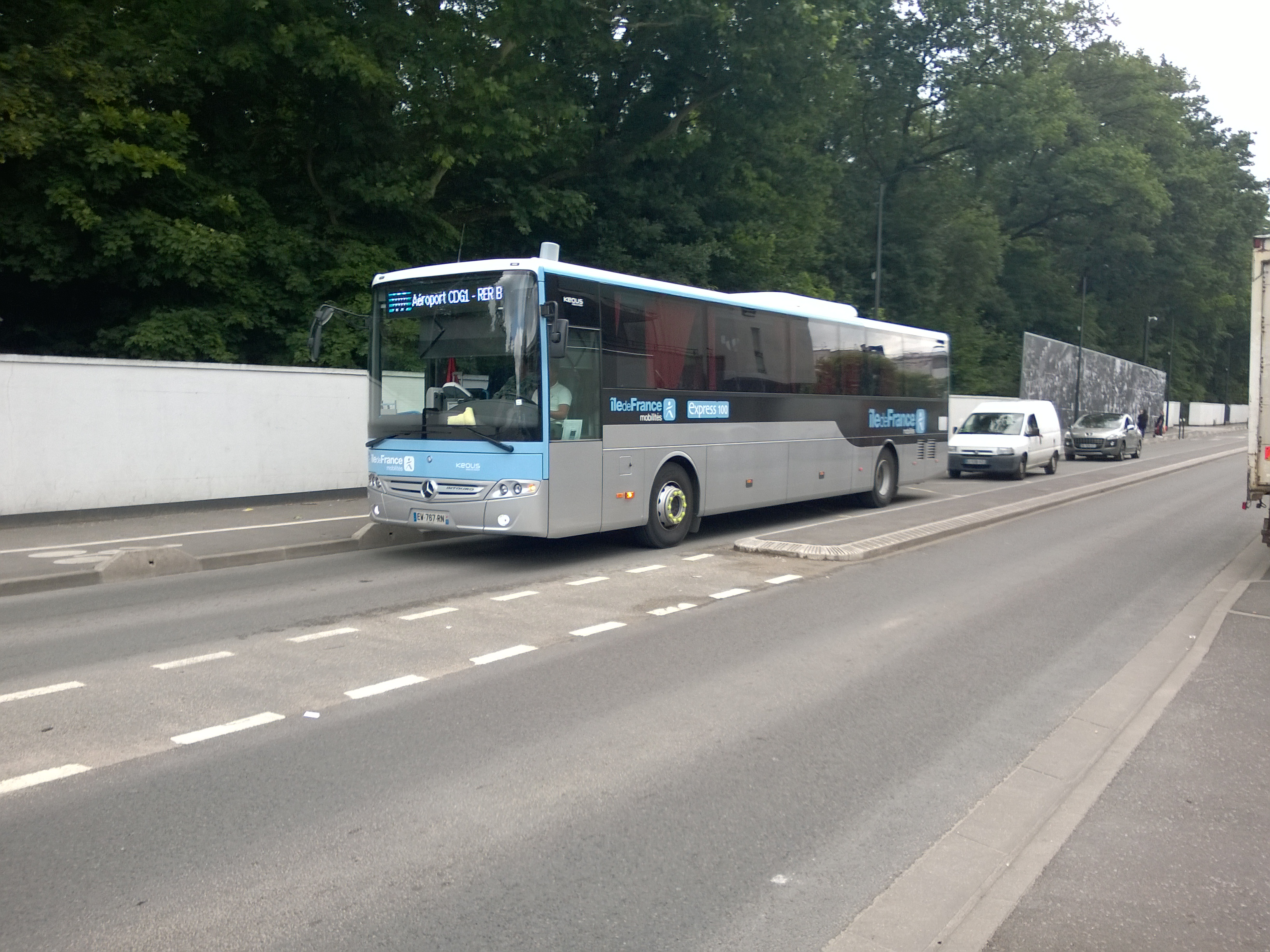
Mercedes-Benz Intouro II de Keolis Mobilité Roissy à l'arrêt Les Bosquets à Montfermeil, circulant sur la ligne Express 100 le 2 juin 2018.
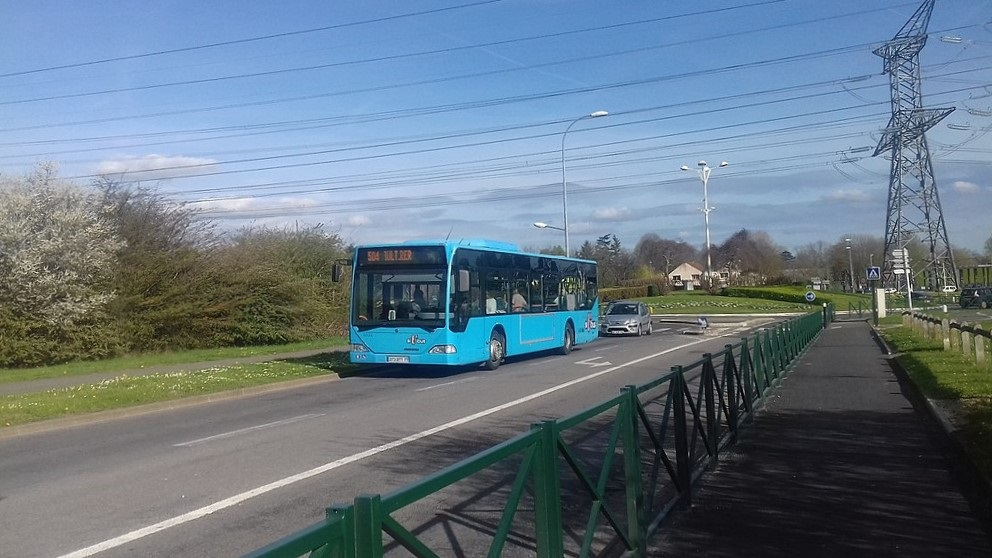
Mercedes-Benz Citaro C1 de Transdev N'4 Mobilité circulant sur l'ancienne ligne 504 de l'ancien réseau Sit'bus à Roissy-en-Brie le 29 mars 2017.
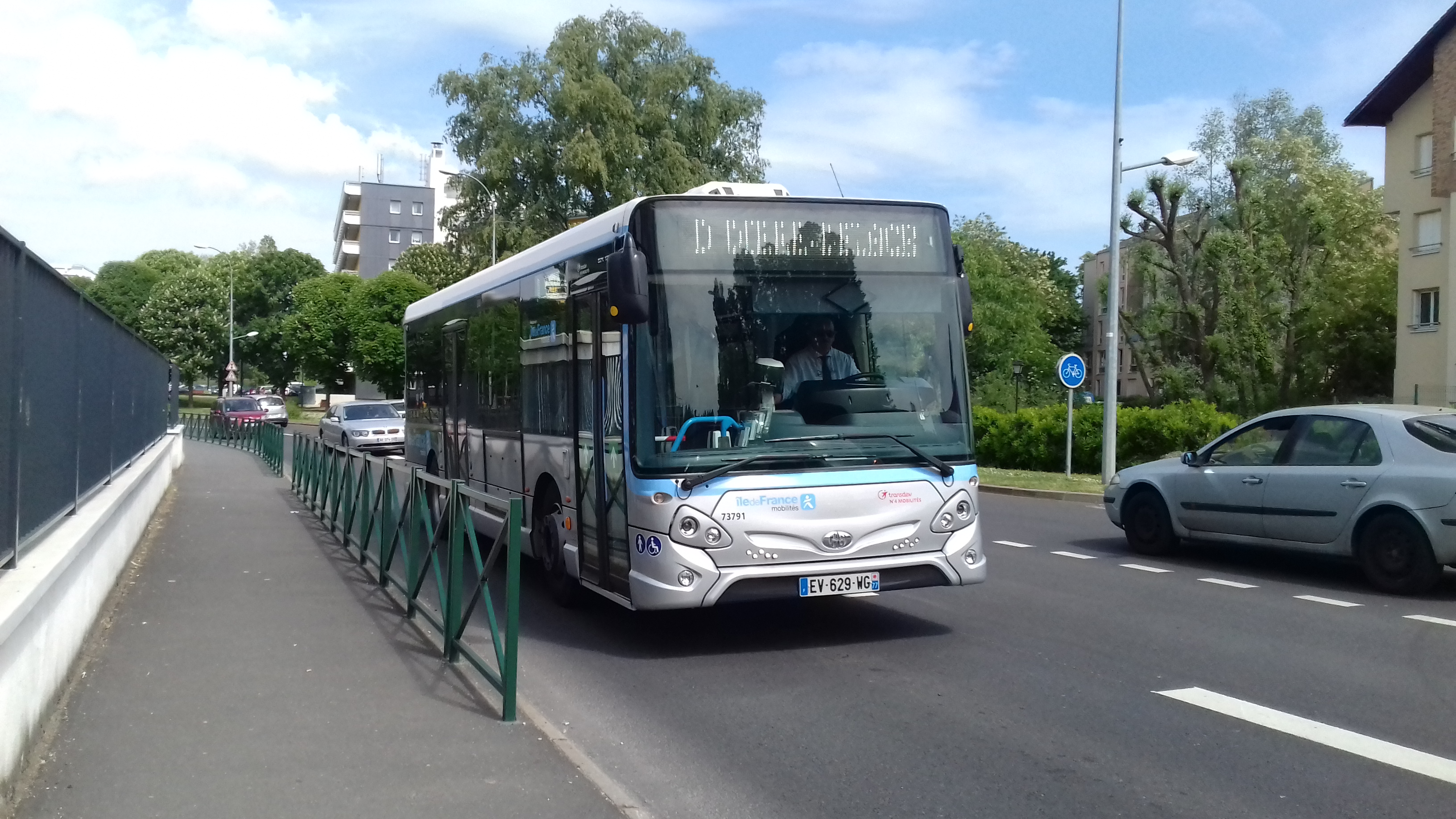
Heuliez Bus GX 137 L de Transdev N'4 Mobilité circulant sur la ligne D à Roissy-en-Brie le 12 mai 2018.
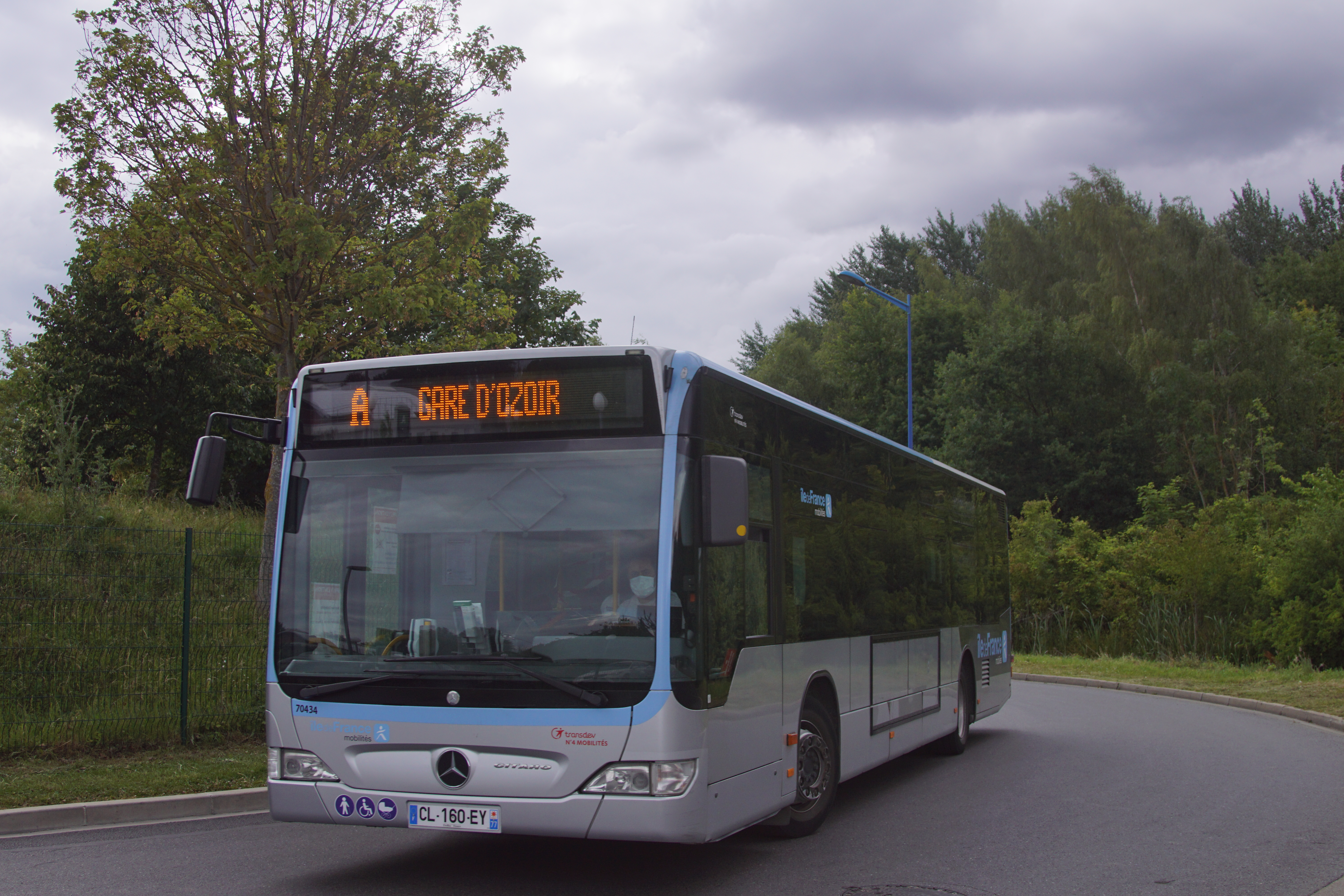
Mercedes-Benz Citaro C1 Facelift de Transdev N'4 Mobilité à proximité de l'arrêt Parc animalier Hi Han à  Roissy-en-Brie, circulant sur la ligne A le 8 juin 2020.
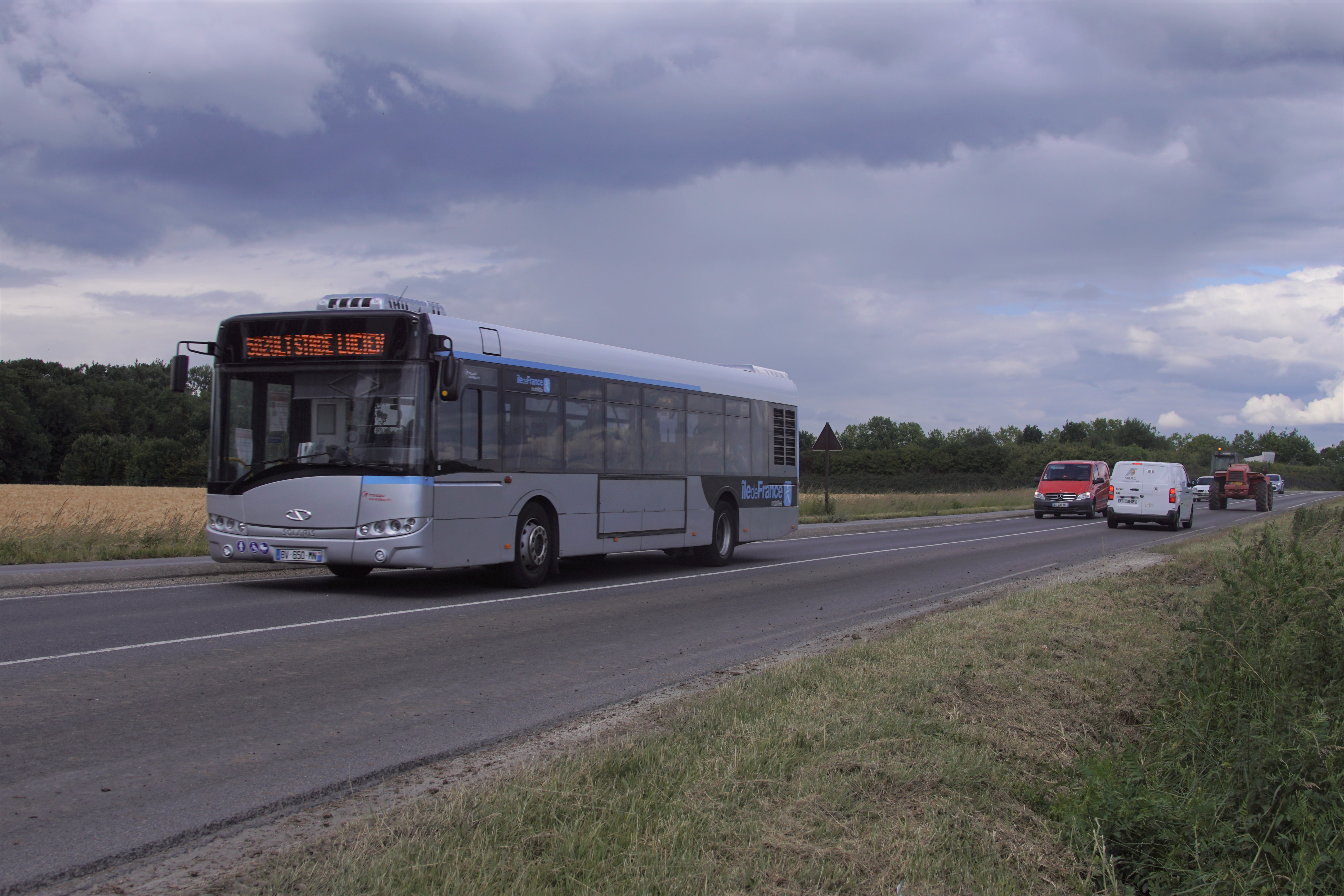
Solaris Urbino 12 III de Transdev N'4 Mobilité circulant sur la ligne 502 le 8 juin 2020.
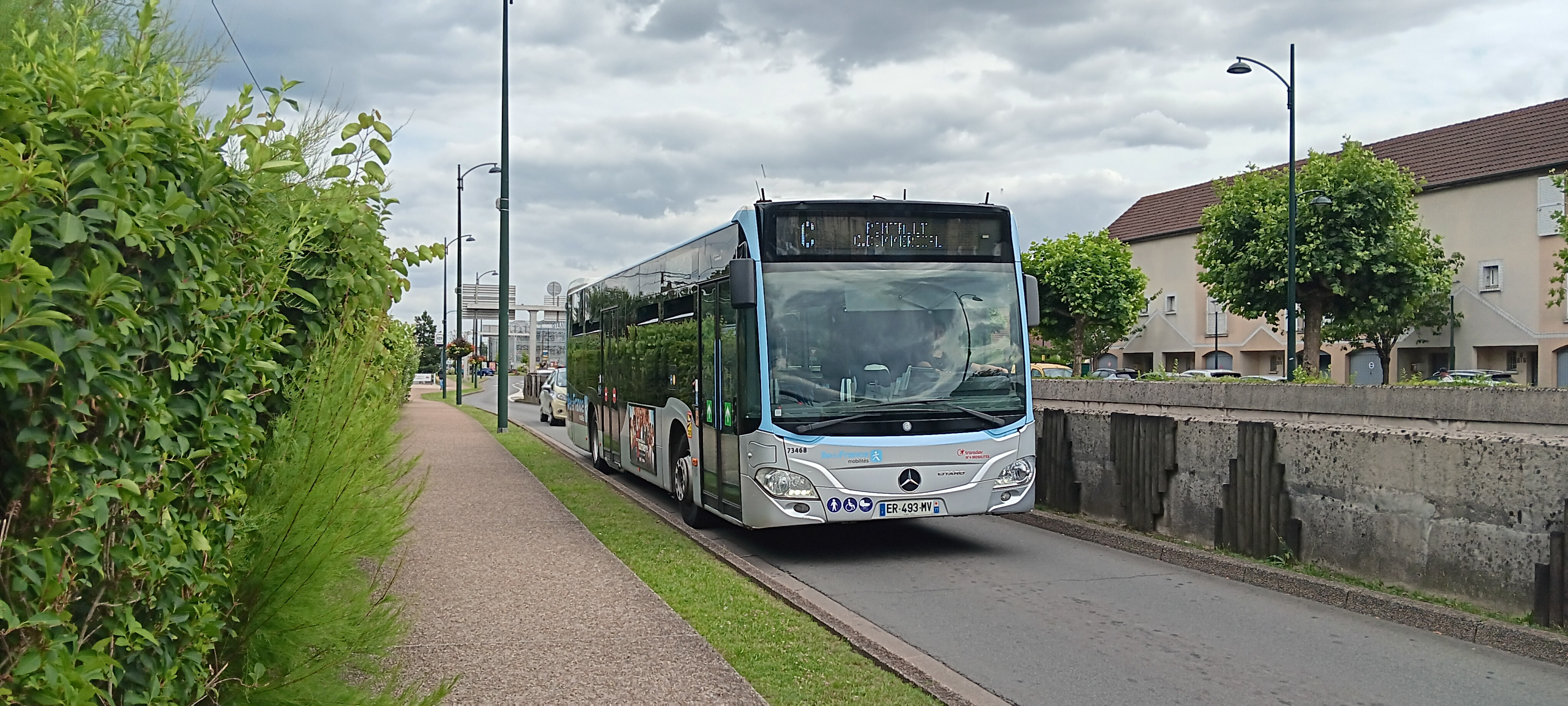
Mercedes-Benz Citaro C2 de Transdev N'4 Mobilité circulant sur la ligne C à Pontault-Combault le 15 juillet 2025.
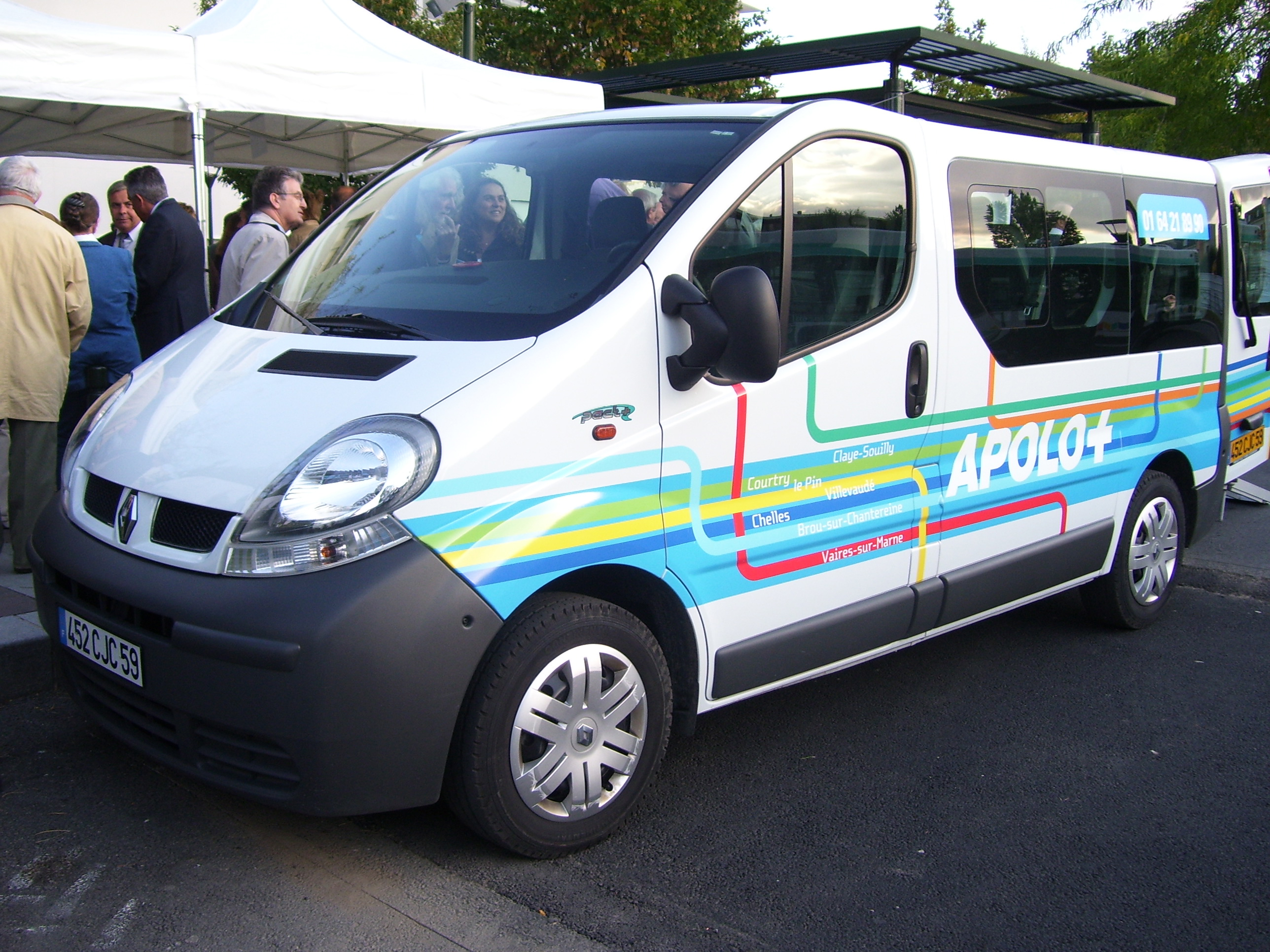
Renault Trafic de Transdev STBC de l'ancien service de transport à la demande Apolo+ proposé par l'ex-réseau de bus Apolo7, à Chelles le 4 septembre 2007.
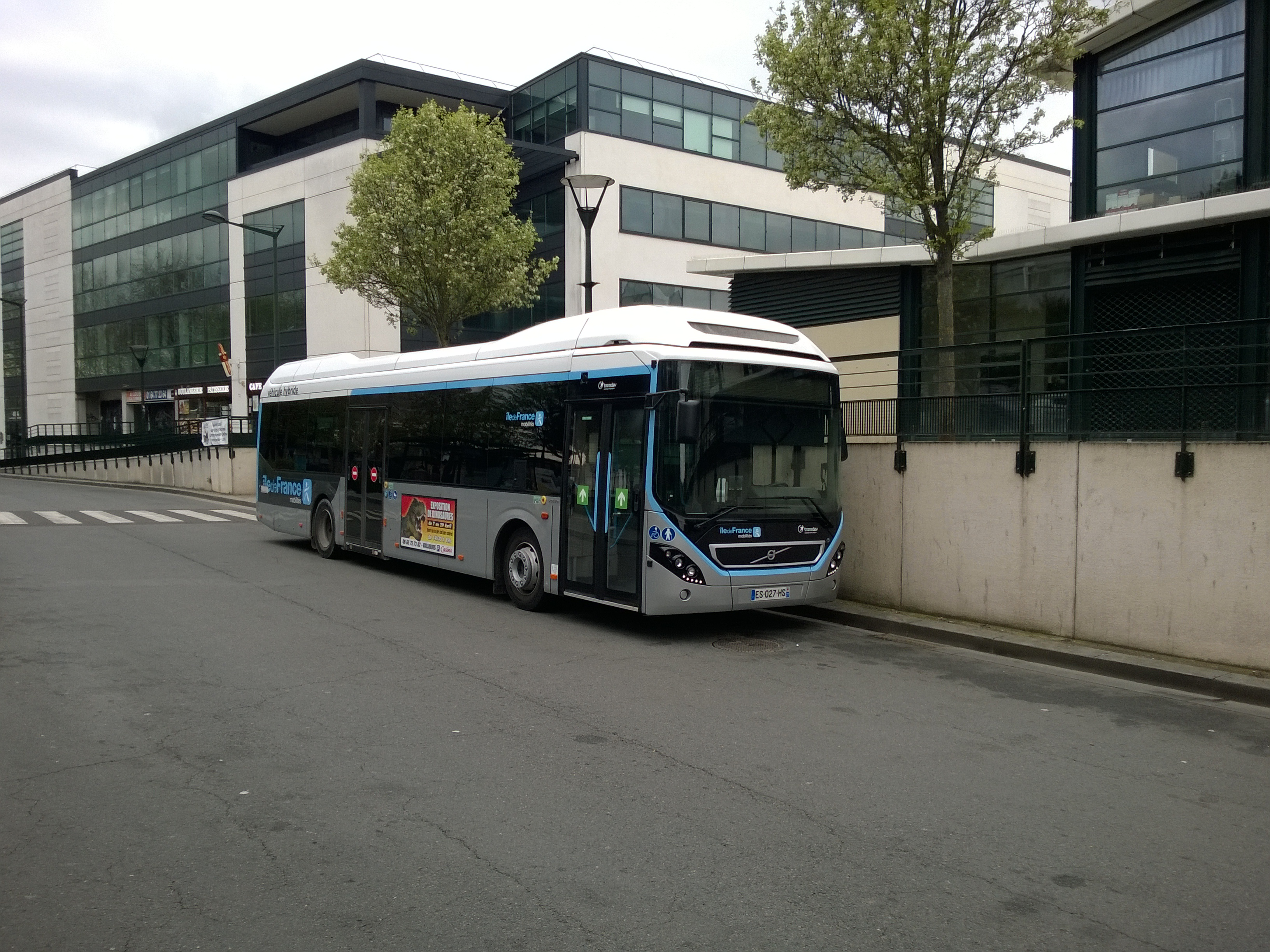
Volvo 7900 Hybrid de Transdev STBC en Gare de Chelles - Gournay le 14 avril 2018.
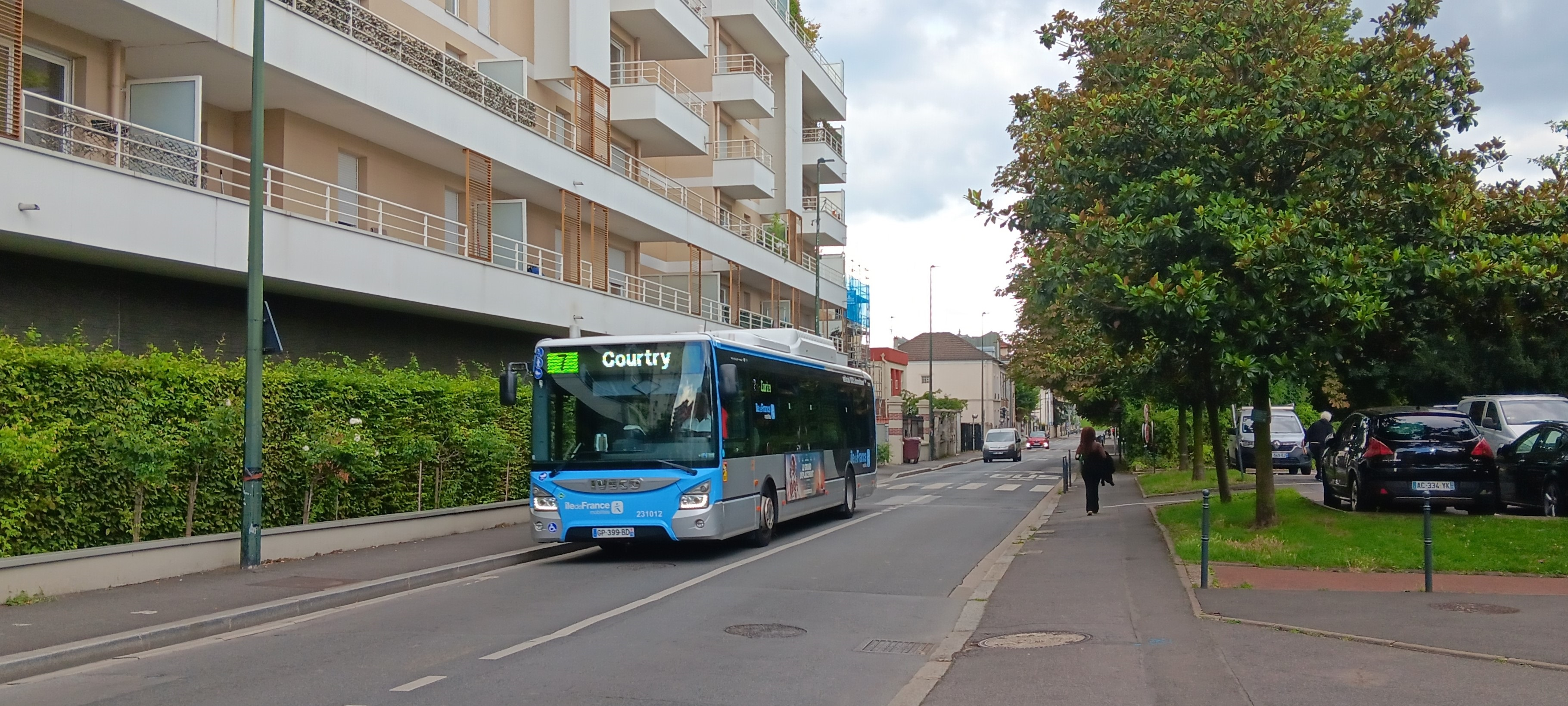
Iveco Bus Urbanway 12 GNV E6-E de Transdev STBC circulant sur la ligne 7 à Chelles le 29 juillet 2025.
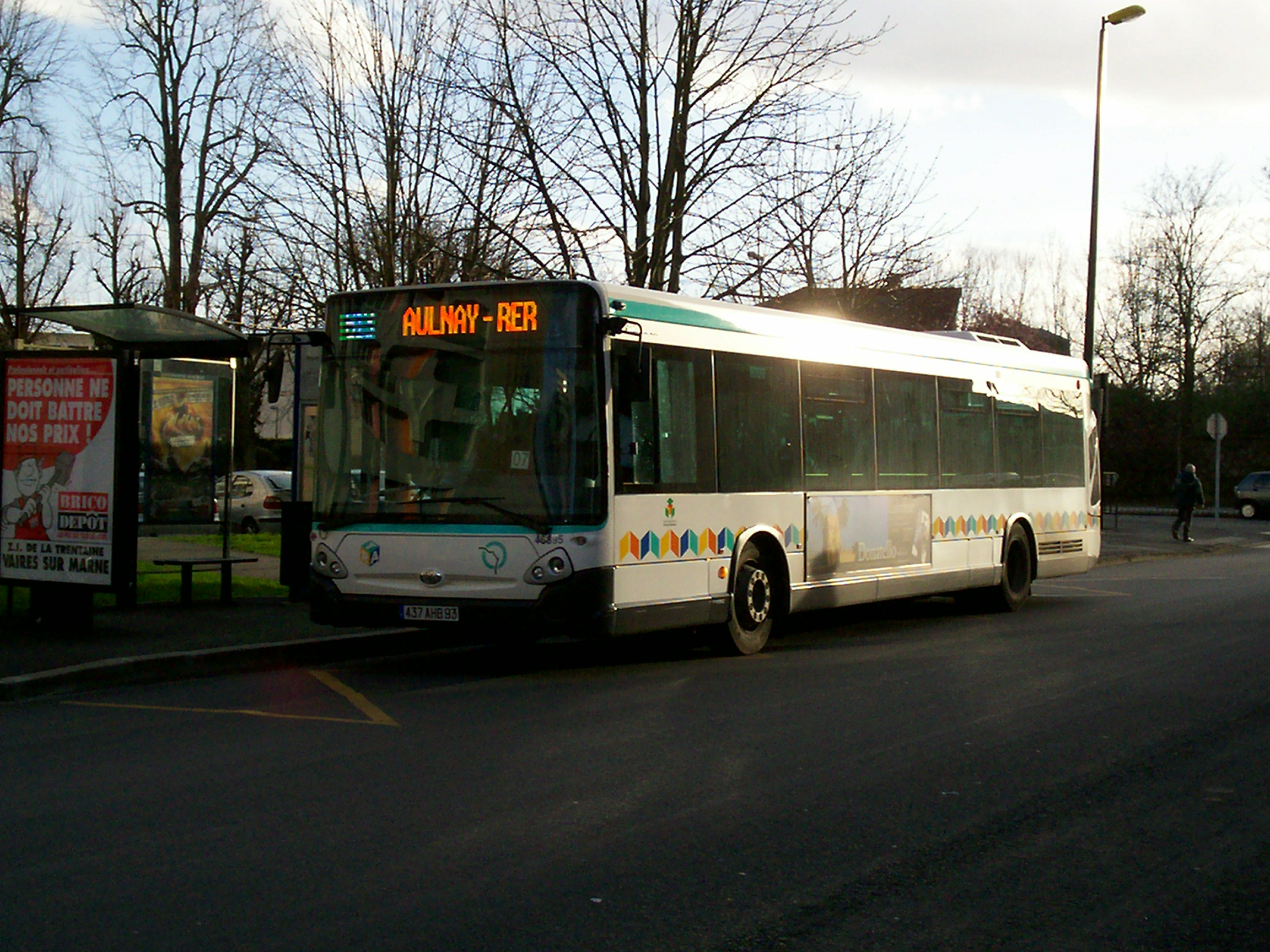
Heuliez Bus GX 327 de Transdev TRA à l'arrêt Mairie de Chelles, circulant sur la ligne 613 le 1er mars 2008.
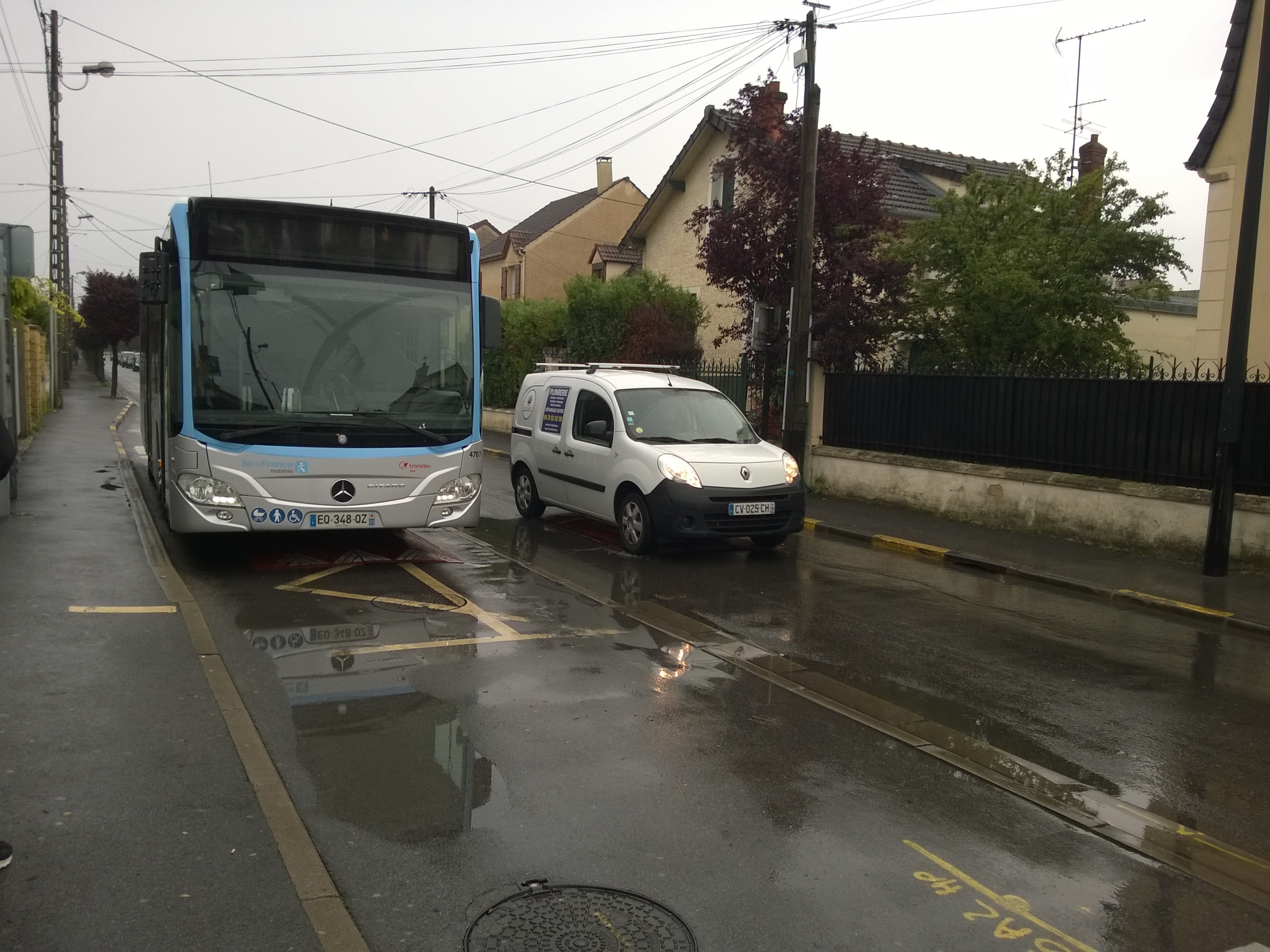
Mercedes-Benz Citaro K C2 de Transdev TRA circulant sur la ligne 701, à proximité de la gare du Chénay-Gagny le 6 juin 2018.
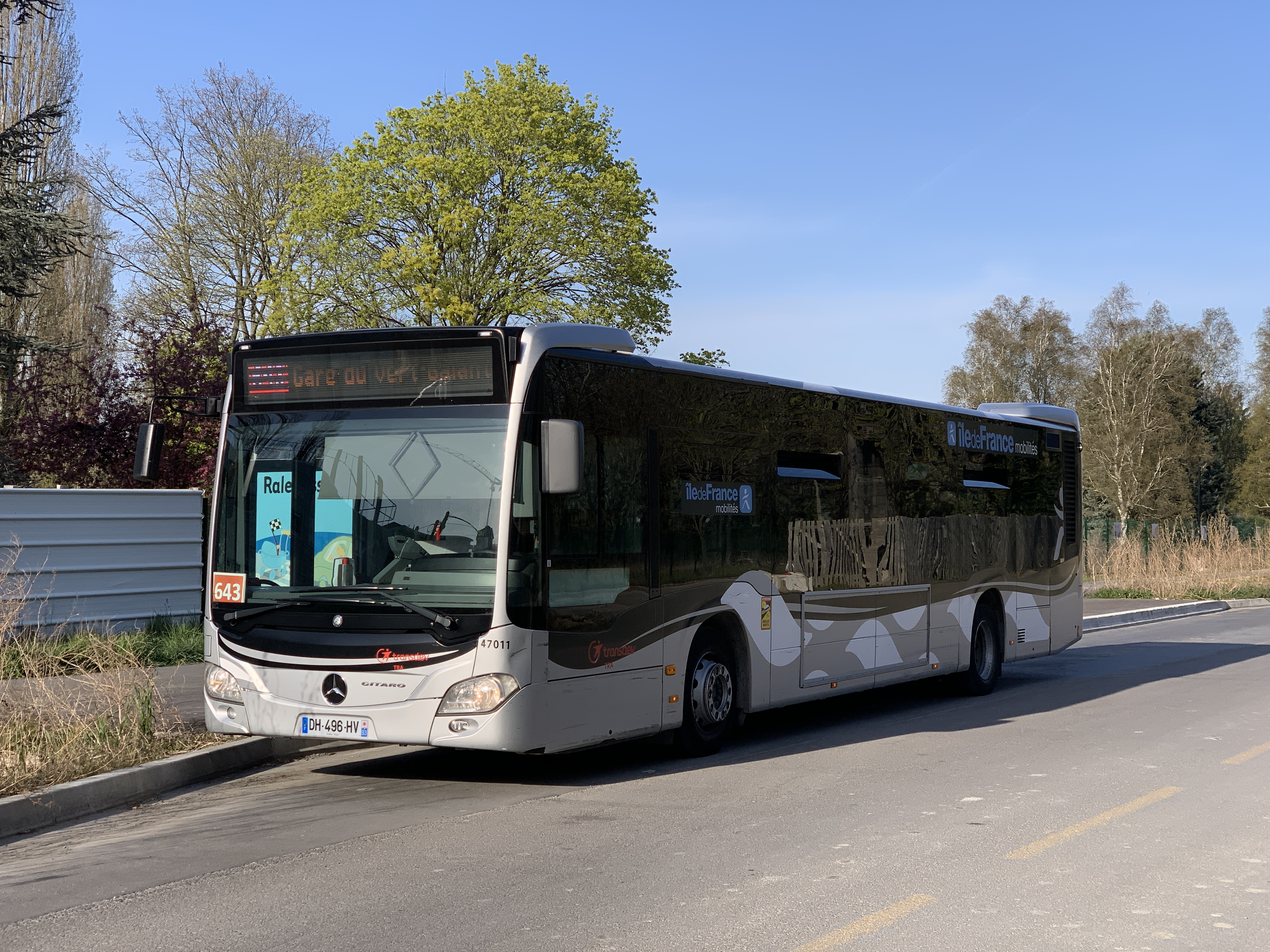
Mercedes-Benz Citaro C2 de Transdev TRA circulant sur la ligne 643, sur l'Avenue Léopold Sédar Senghor à Neuilly-sur-Marne le 8 avril 2021.
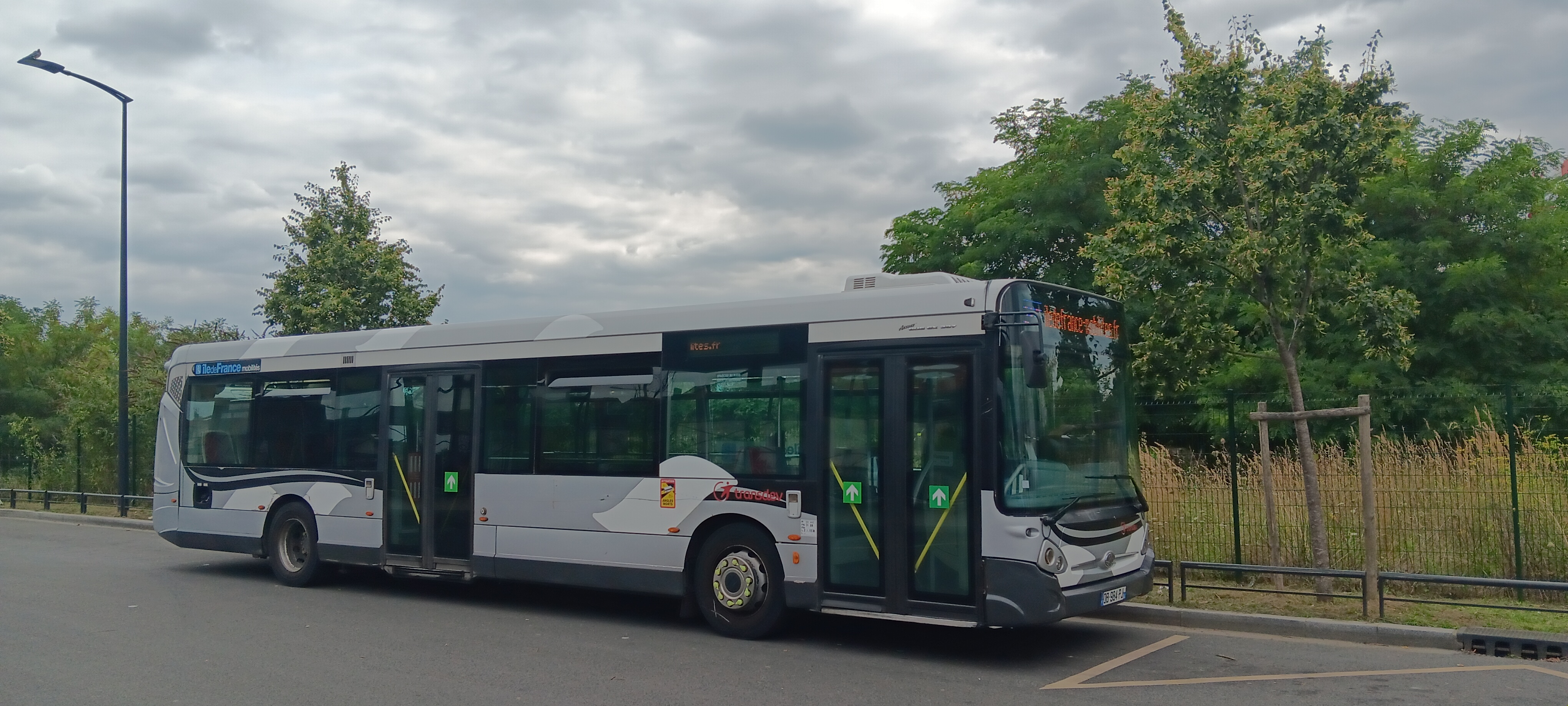
Heuliez Bus GX 327 de Transdev TRA entre 2 service sur la ligne 604 à Montfermeil le 31 juillet 2025.
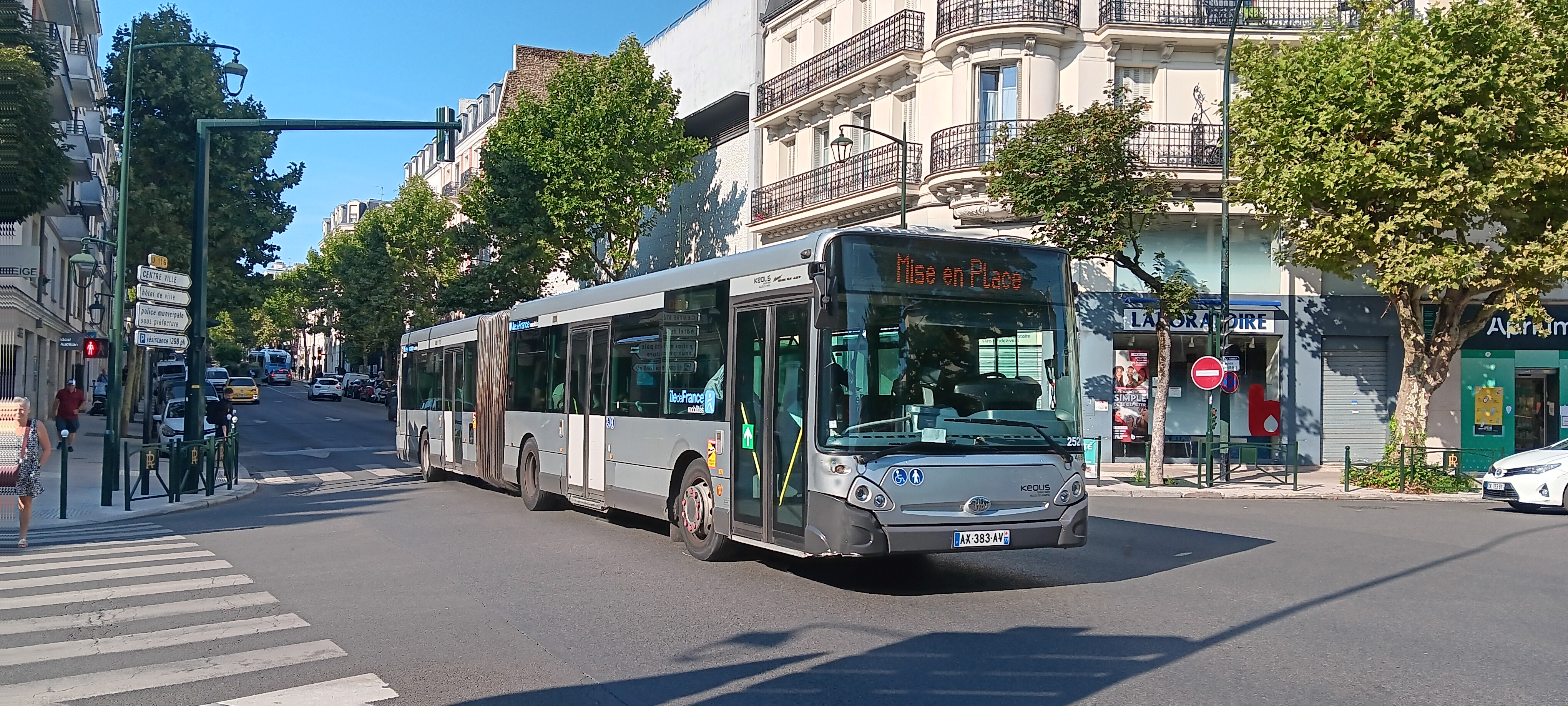
Heuliez Bus GX 427 de Keolis Grand Paris Vallée de la Marne circulant sur la ligne 602 à Le Raincy le 6 août 2025.
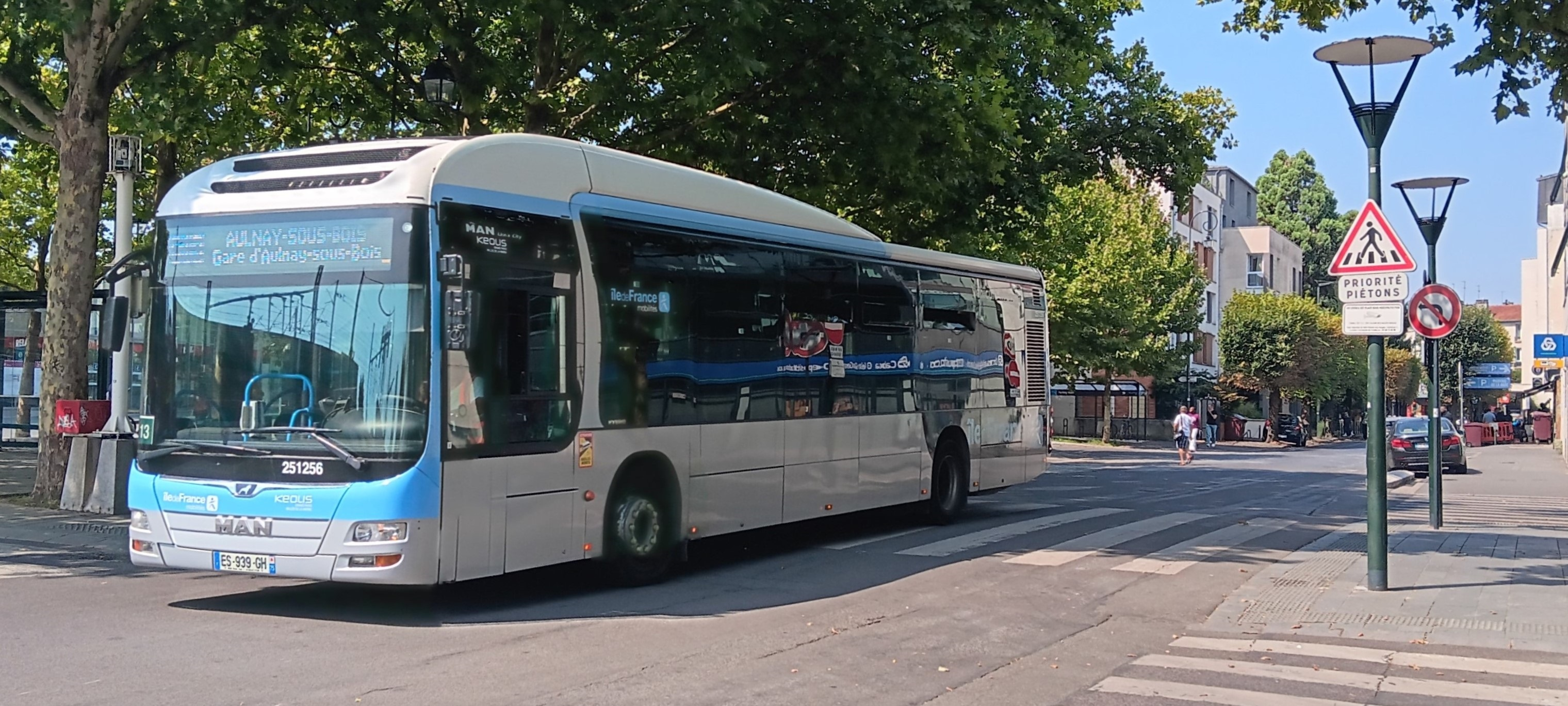
Man Lion's City A37 Hybride de Keolis Grand Paris Vallée de la Marne circulant sur la ligne 613 à Chelles le 14 août 2025.

## Identité visuelle

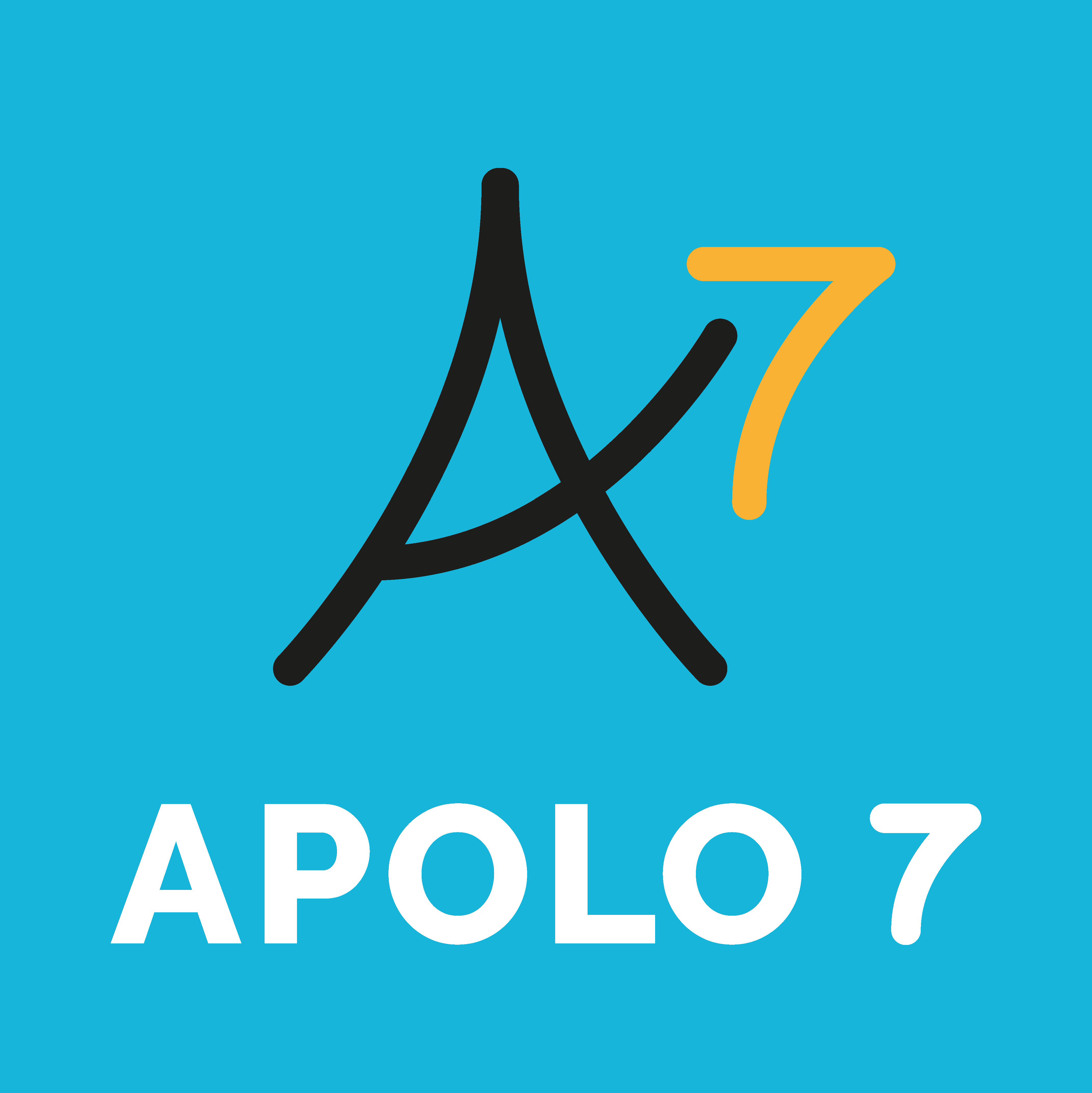
Logo de l’ancien réseau de bus Apolo 7 jusqu’au 31 juillet 2025.
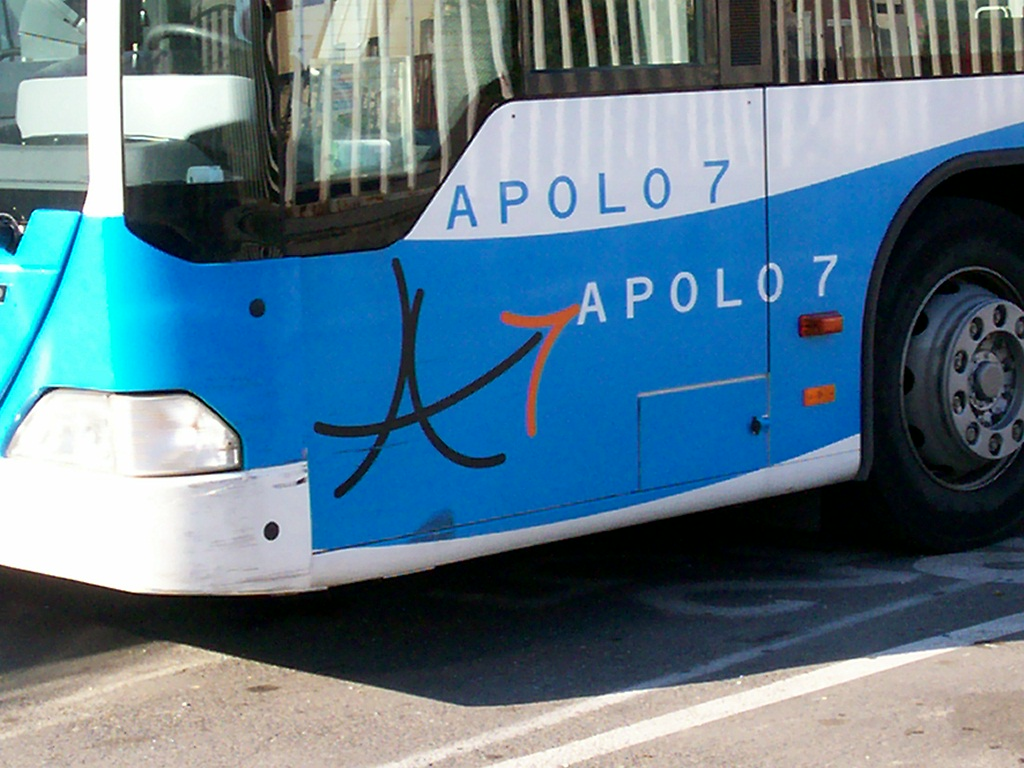
Livrée d'un Mercedes-Benz Citaro arborant le logo Apolo 7 en 2007.
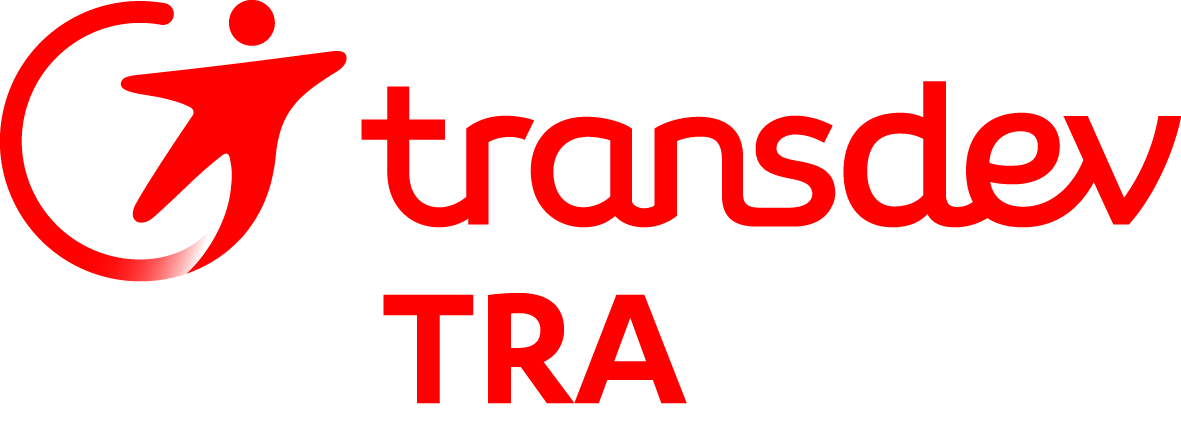
Logo de l’ancien exploitant Transdev TRA avant à la fin de son activité le 31 juillet 2025.
Logo de l’ancien réseau de bus TRA.
Logo de l’ancien exploitant Transdev Les Autobus du Fort avant à la fin de son activité le 31 décembre 2022.
Logo de l’ancien exploitant Les Autobus du Fort avant son intégration au groupe Transdev.
Logo de l’ancien réseau de bus Sit'bus jusqu’au 31 juillet 2025.
Logo du nouvel exploitant Keolis Grand Paris Vallée de la Marne au début de son activité le 1er août 2025.

### Note
1. 1 2